# Sicilia
La Sicilia (AFI: /siˈʧilja/; Sicilia in siciliano, Səcəlia in galloitalico di Sicilia, Σικελία  in neogreco), ufficialmente denominata Regione Siciliana, è una regione italiana a statuto speciale di 4 772 387 abitanti, con capoluogo Palermo.
Il territorio della regione è costituito quasi interamente dall'omonima isola, la più grande delle isole italiane e del Mediterraneo, la settima d'Europa, nonché la 45ª isola più estesa nel mondo, bagnata a nord dal mar Tirreno, a ovest dal canale di Sicilia, a sud-ovest dal mar di Sicilia, a sud-est dal canale di Malta, a est dal mar Ionio e a nord-est dallo stretto di Messina, che la separa dalla Calabria, con la parte rimanente che è costituita dagli arcipelaghi delle Eolie, delle Egadi e delle Pelagie, nonché dalle isole di Ustica e Pantelleria. È la regione più estesa d'Italia e la quinta per popolazione (dopo Lombardia, Lazio, Campania e Veneto). Il suo territorio è ripartito in 391 comuni, a loro volta costituiti in tre città metropolitane (Palermo, Catania e Messina) e sei liberi consorzi comunali.
Dal 1130 al 1816, per ben 686 anni, l'isola fu un'entità statale, il Regno di Sicilia. La Sicilia fu unita al Regno d'Italia nel 1860 con un plebiscito, in seguito alla spedizione dei Mille, guidata da Giuseppe Garibaldi durante il Risorgimento. A partire dal 1946 la Sicilia è divenuta regione autonoma e dal 1947 ha nuovamente un proprio parlamento, l'Assemblea regionale siciliana o ARS, istituita ancor prima della nascita della Repubblica Italiana.

## Geografia fisica

Grafico con le altimetrie della Sicilia

La regione si compone sostanzialmente dell'Isola di Sicilia, la più grande isola del mar Mediterraneo, e di varie altre isole e arcipelaghi.
Capo Peloro rappresenta l'estremità orientale dell'isola e dell'intera regione; le isole di Strombolicchio, Pantelleria e Lampedusa, invece, rappresentano rispettivamente le estremità settentrionale, occidentale e meridionale.
Sono collegate all'arcipelago siciliano, da un punto di vista prettamente geografico, anche le isole Calipsee, formanti la Repubblica di Malta; al contrario, due delle Pelagie (Lampedusa e Lampione) rappresentano un territorio periferico della Repubblica Italiana, trovandosi, geograficamente, nel continente africano.

### Orografia

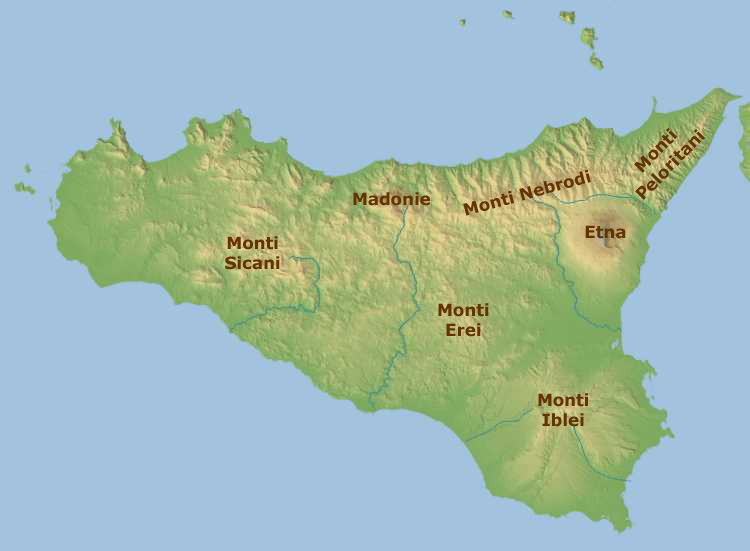
I gruppi montuosi in Sicilia

La Sicilia è una regione prevalentemente collinare (per il 61,4% del territorio), mentre per il 24,5% è montuosa e per il restante 14,1% è pianeggiante; la pianura più estesa è la Piana di Catania. Il rilievo è vario e, mentre nella Sicilia orientale si può riconoscere nell'Appennino siculo l'ideale continuazione dell'Appennino calabro, la Sicilia centrale e occidentale ospita massicci isolati. Si trova nelle Madonie la seconda vetta più alta dell'isola dopo l'Etna (3.357 metri): il Pizzo Carbonara (1.979 metri).

#### Gruppi montuosi della Sicilia
- Madonie (cima più elevata: Pizzo Carbonara, 1.979 m)
- Monti Nebrodi (cima più elevata: Monte Soro, 1.847 m)
- Monti Sicani (cime più elevate: Rocca Busambra e Monte Cammarata, 1.613 m e 1.578 m)
- Monti Peloritani (cima più elevata: Montagna Grande, 1.374 m)
- Monti di Piana degli Albanesi (cima più elevata: Monte Pizzuta, 1.333 m)
- Monti di Sciara, Caccamo e Termini Imerese (cima più elevata: Monte San Calogero, 1.326 m)
- Monti Erei (cima più elevata: Monte Altesina, 1.192 m)
- Monti di Palermo (cime più elevate: Monte Gibilmesi e Monte Cuccio, 1.156 m e 1.050 m)
- Monti di Trapani (cime più elevate: Monte Sparagio e Monte Inici, 1.110 m e 1.065 m)
- Monti Iblei (cima più elevata: Monte Lauro, 987 m)

### Vulcani

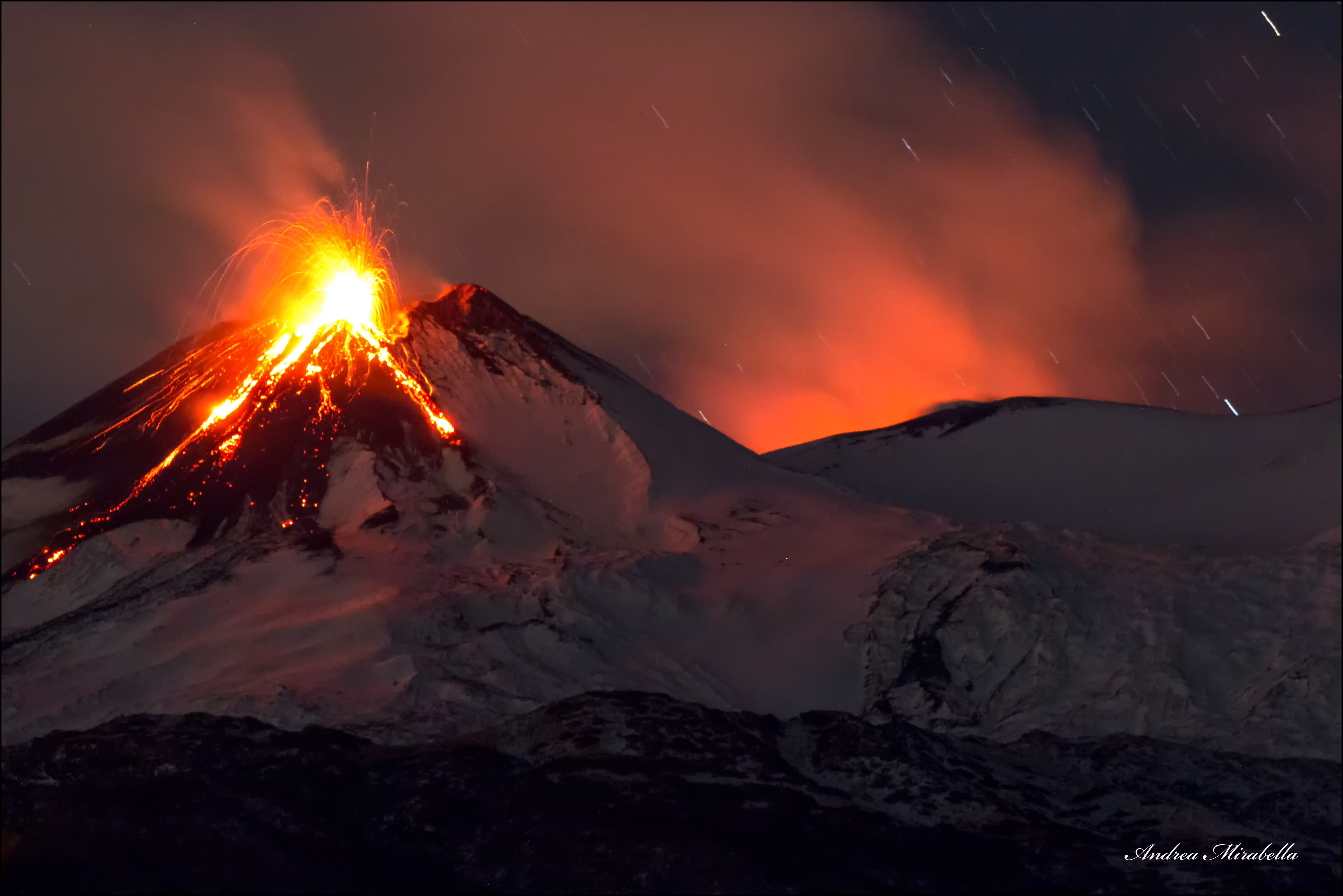
Un'eruzione dell'Etna

Tanto l'isola principale quanto le isole circostanti sono interessate da un'intensa attività vulcanica. I vulcani più importanti sono l'Etna, lo Stromboli e Vulcano. Essi hanno la singolarità di appartenere a tre tipologie differenti: eruzioni di lave basaltiche intervallate a periodi di calma il primo; eruzioni continue, e fontane di lava, il secondo, le cui caratteristiche sono state prese come modello tipologico dagli scienziati del settore, che hanno coniato il termine "tipo stromboliano" per designare le attività similari dei vulcani terrestri; infine di tipo esplosivo o "pliniano" il terzo, caratterizzato da lunghi periodi di apparente calma ed eruzioni violente.
Infine si ricorda l'attività eruttiva che nel XIX secolo, nella zona del canale di Sicilia denominata banco di Graham, ha portato alla nascita dell'effimera isola Ferdinandea.

### Isole minori

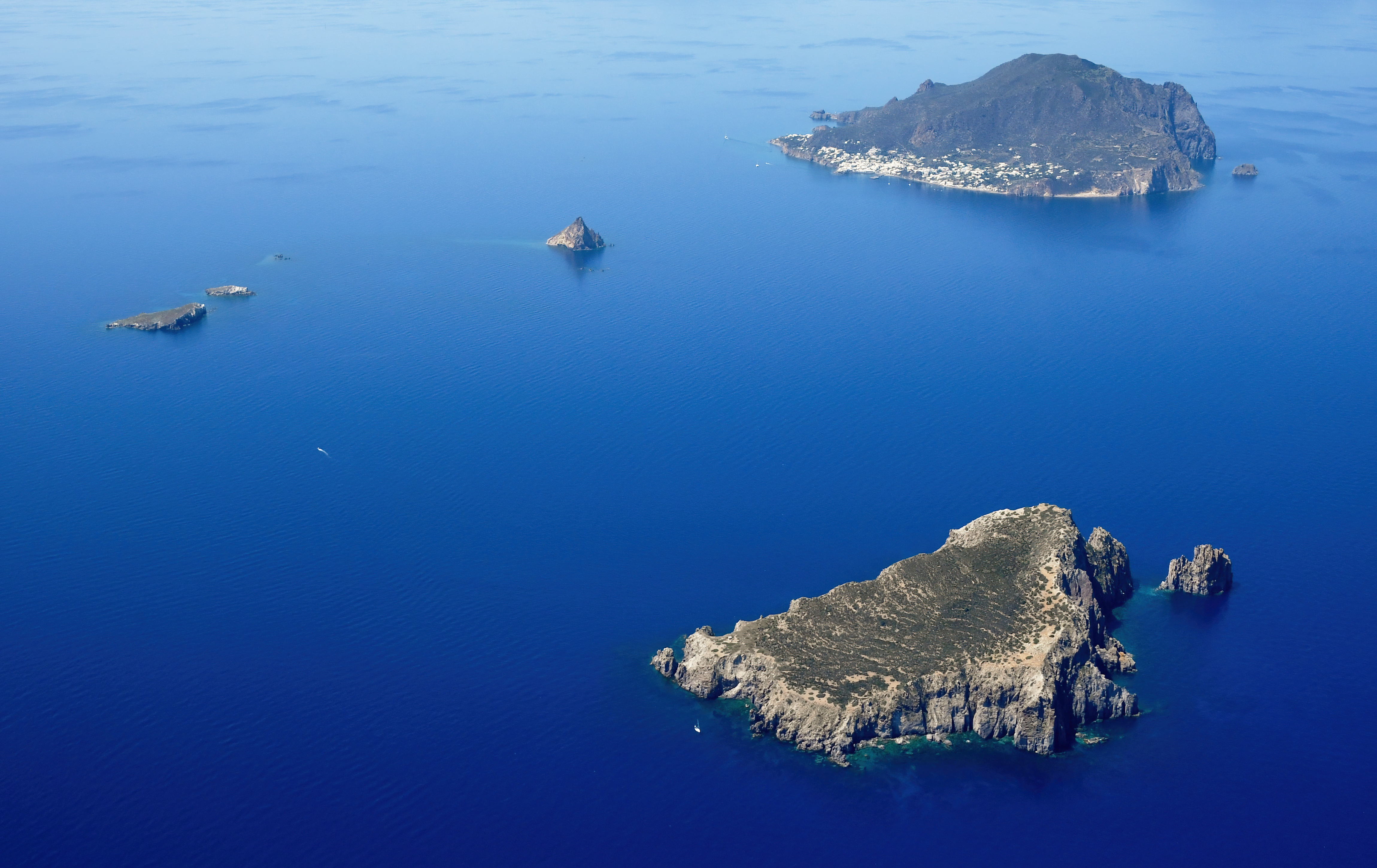
Vista aerea dell'isola di Panarea, in alto, e degli scogli viciniori (arcipelago delle Eolie).

La Sicilia è una regione totalmente insulare: è costituita, oltre che dall'isola principale, da un insieme di arcipelaghi e di isole minori che formano circa l'1,11% di tutta la superficie regionale (circa 285,4 km² su 25832,4 km² totali). Compresa l'isola di Sicilia, vi sono 19 isole abitate (33 172 abitanti nelle sole isole minori).
I principali gruppi di isole del grande arcipelago della Sicilia sono le Eolie, le Egadi e le Pelagie; le isole dello Stagnone e le isole Ciclopi, invece, costituiscono due piccoli arcipelaghi rispettivamente a ovest e a est dell'isola siciliana, di fronte alle coste di Marsala, nel trapanese, e di Aci Trezza, nel catanese. Completano la serie le due isole disabitate di Vendicari e Portopalo a sud di Siracusa.
Ustica e Pantelleria, nel mar Tirreno e nel canale di Sicilia, formano due distinti comuni della città metropolitana di Palermo e del libero consorzio comunale di Trapani. I centri storici di Siracusa e Augusta, nel siracusano, sono situati su due isole collegate alla terraferma.

### Idrografia

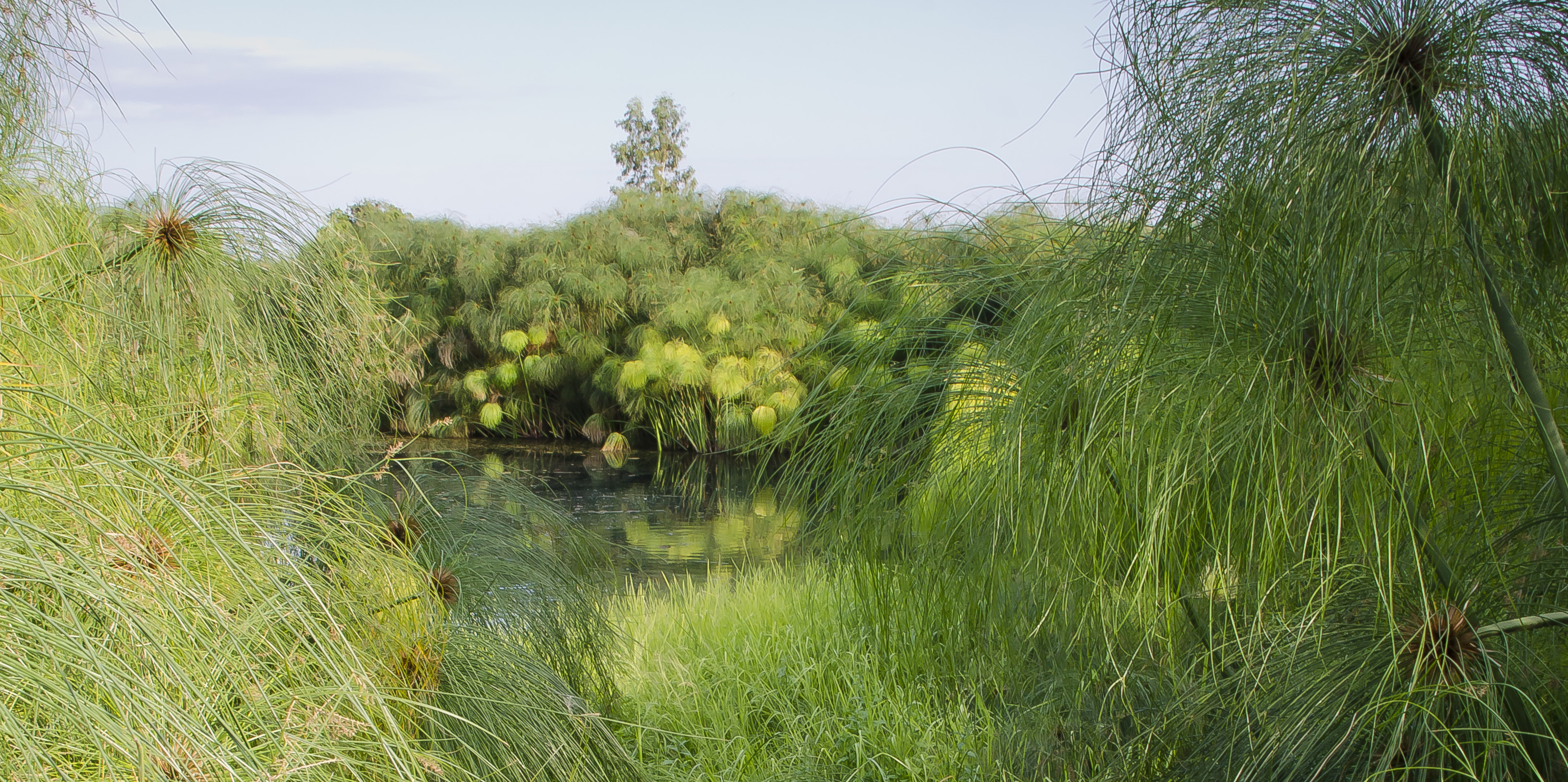
Il papiro del fiume Ciane.

I fiumi siciliani sono tutti di portata ed estensione limitata. Quelli appenninici a nord vengono chiamati fiumare, e sono a carattere torrentizio in quanto d'estate sono quasi perennemente in secca. Gli unici corsi d'acqua che raggiungono delle dimensioni apprezzabili sono l'Imera Meridionale, il più lungo dell'isola, e il Simeto, quello con il bacino idrografico più ampio. Sfociano nel Mar Ionio il Simeto, l'Alcantara, l'Agrò, il Ciane e l'Anapo, nel Mar Tirreno l'Imera Settentrionale e il Torto, mentre nel canale di Sicilia il Platani, l'Imera Meridionale (o Salso), l'Irminio e il Belice.
Per quanto riguarda i laghi naturali, fatto salvo il Lago di Pergusa e quello semi-artificiale del Lago Biviere di Lentini, la Sicilia ne è praticamente priva. Il lago di Pergusa, di origine tettonica, è celebre per gli antichissimi miti e leggende che lo riguardano e per la fauna e per la flora che lo circonda; tutt'intorno a esso corre un autodromo, in passato sede di un Gran Premio di Formula 3000. Il lago è stato a rischio di prosciugamento, non avendo immissari, a causa del costante prelievo di acqua per uso civile.
La costruzione di dighe ha creato grandi invasi artificiali, come il lago dell'Ancipa e il lago Pozzillo (il maggiore dell'isola). Vanno ricordati anche il lago Arancio, il lago Disueri, il lago di Piana degli Albanesi, il lago di Ogliastro, il lago Trinità e il lago Santa Rosalia.

### Clima

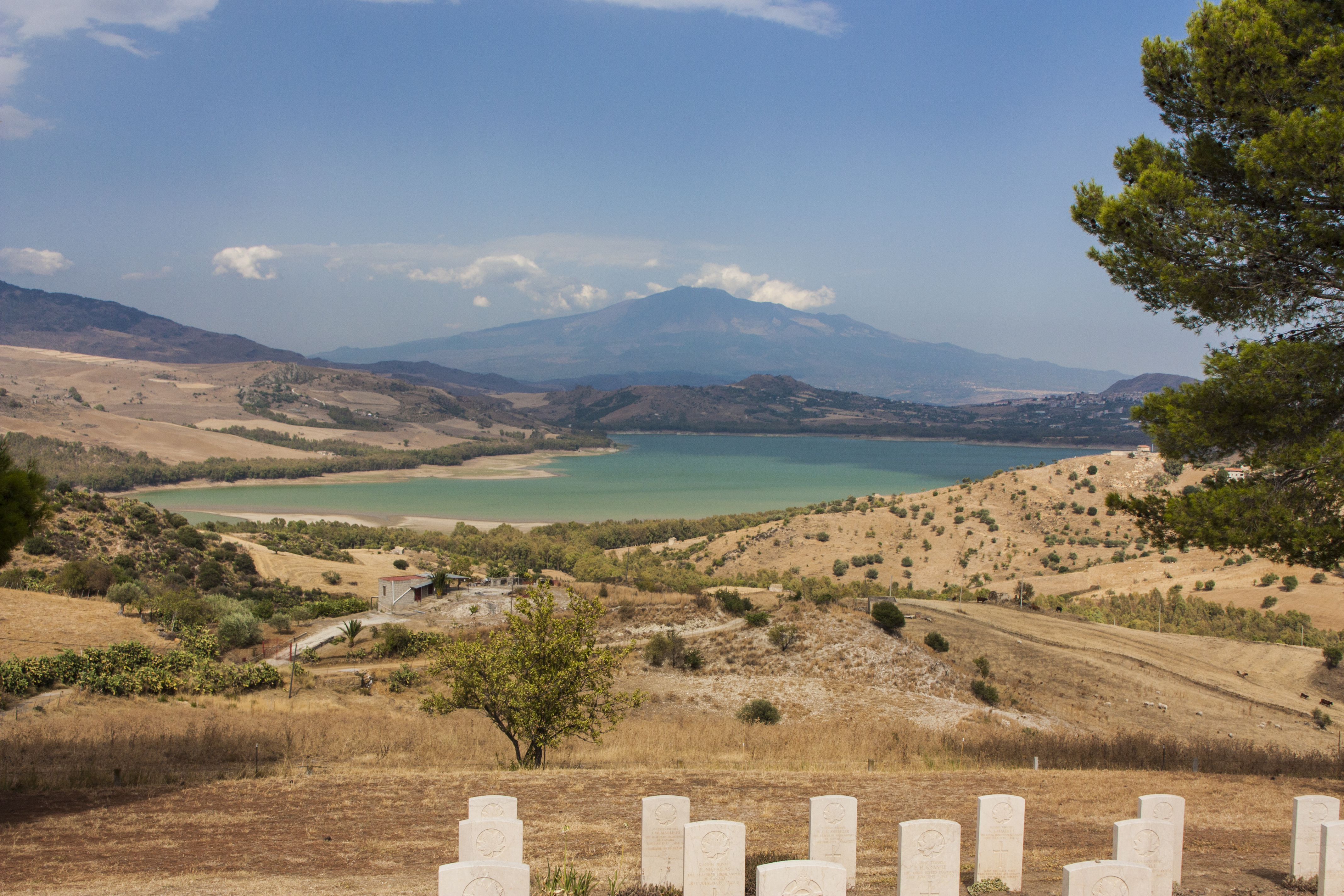
Il lago Pozzillo e, sullo sfondo, l'Etna

Il clima della Sicilia è generalmente mediterraneo secco, con estati calde e molto lunghe, inverni miti e piovosi, stagioni intermedie molto mutevoli. Sulle coste, soprattutto quella sud-occidentale e sud-orientale, il clima risente maggiormente delle correnti africane per cui le estati sono torride. Durante la stagione invernale, nelle zone interne, le temperature sono leggermente più rigide, avendosi così un clima mediterraneo ma con caratteristiche simili a quelle del clima continentale.
La neve cade in inverno al di sopra dei 900-1000 metri ma talvolta può nevicare anche a quote collinari, le nevicate sulle zone costiere e pianeggianti sono rarissime, quando avvenute sono sempre state molto esigue e riscontrabili solo durante forti ondate di freddo. I monti interni, in particolare i Nebrodi, le Madonie e l'Etna, hanno un clima di tipo appenninico. L'Etna si presenta solitamente innevato da ottobre a maggio. Soprattutto d'estate non è raro che soffi lo scirocco, il vento proveniente dal Sahara. La piovosità è in genere scarsa e si rivela insufficiente ad assicurare l'approvvigionamento idrico in alcune province dove possono avvenire vere e proprie crisi idriche.
Questa tabella riassume i dati raccolti da tre stazioni meteorologiche esemplificative presenti in Sicilia:
| Stazione meteorologica | Altitudine (m) | Temperatura media annua (°C) | Temperatura media estiva (°C) | Temperatura media invernale (°C) | Precipitazioni annue (mm) | Giorni di pioggia annui |
| ---------------------- | -------------- | ---------------------------- | ----------------------------- | -------------------------------- | ------------------------- | ----------------------- |
| Enna                   | 964            | 15,6                         | 28,4                          | 4                                | 358                       | 69                      |
| Messina                | 54             | 18,2                         | 30,5                          | 11,5                             | 709                       | 109                     |
| Trapani-Birgi          | 14             | 18,9                         | 30,5                          | 9,7                              | 446                       | 88                      |

## Storia
Il culmine del processo di unificazione italiana si ebbe con la Spedizione dei Mille, che sbarcò in Sicilia nel maggio 1860, e la conquista della Sicilia fu una premessa fondamentale della creazione del futuro Regno d'Italia.
Durante la seconda guerra mondiale l'isola conobbe la stagione del Movimento Indipendentista Siciliano. Come conseguenza delle spinte separatiste, anche in questo caso essa divenne la prima regione italiana ad avere uno statuto speciale. A differenza di quanto avvenuto nelle altre regioni, l'autonomia speciale della Sicilia fu approvata, su basi paritetiche tra Italia e Sicilia, ancor prima della nascita della Repubblica Italiana, mediante il regio decreto legislativo 15 maggio 1946, n. 455, che istituiva la Regione siciliana.

## Società

### Evoluzione demografica

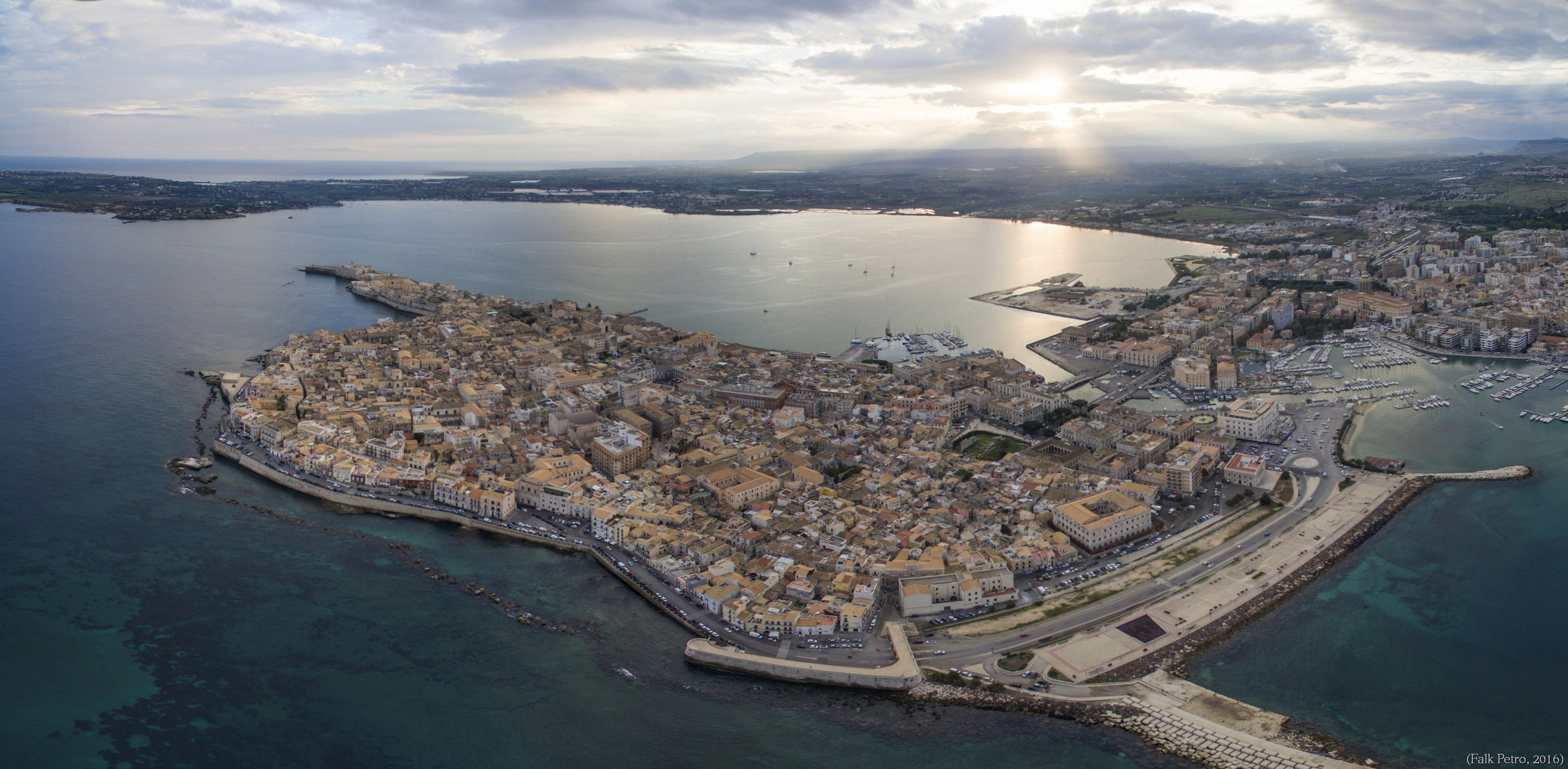
Συράκουσαι (Siracusa) fu la più grande metropoli del mondo greco.

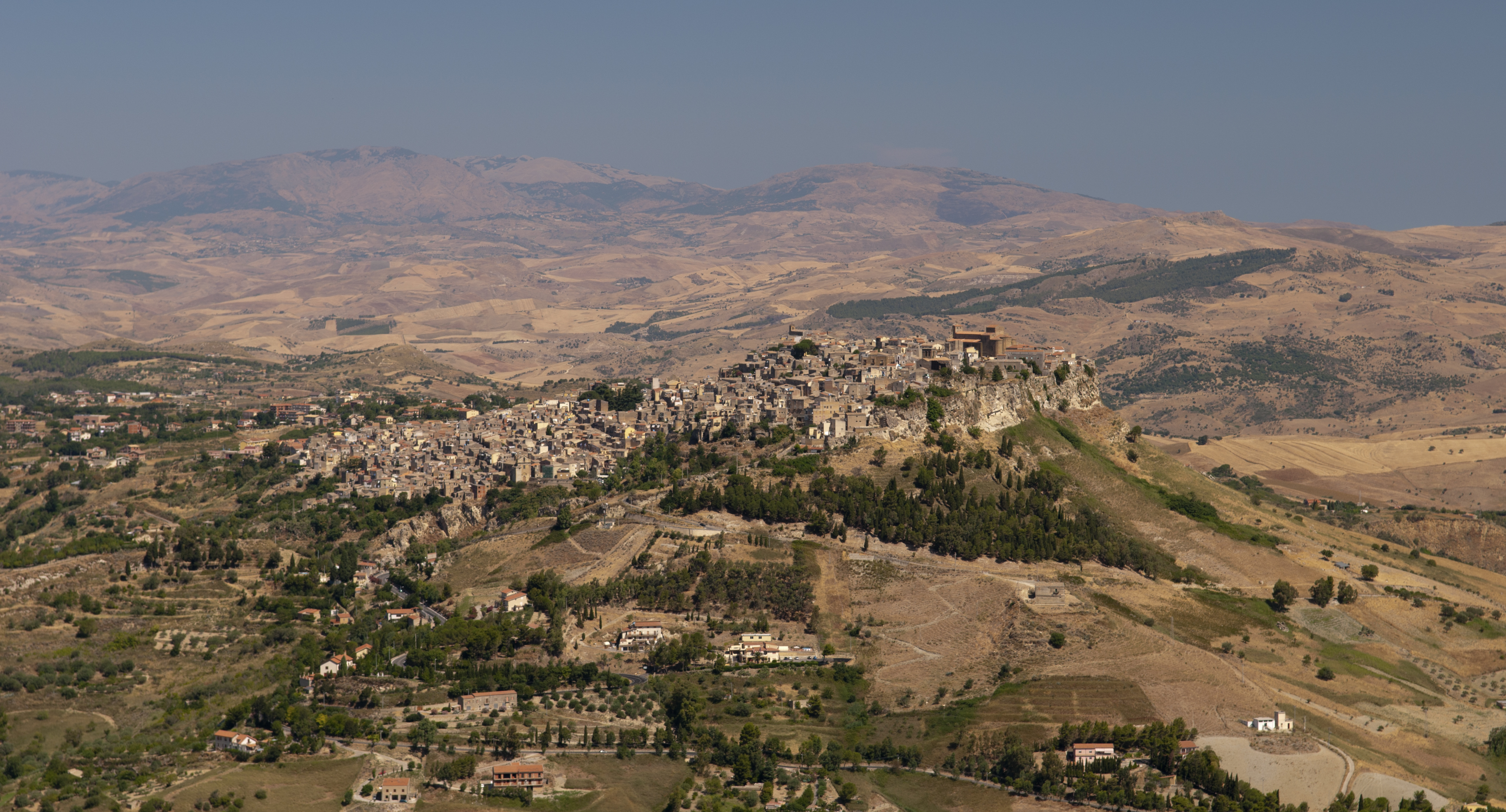
Calascibetta, negli Erei, tipico esempio di "città rurale" dell'entroterra siciliano

L'antica suddivisione in territori consisteva in tre valli (val di Mazara, val di Noto e val Demone). La Regione siciliana è attualmente suddivisa in 9 province regionali e 391 comuni. All'inizio del XX secolo le province erano 7: Castrogiovanni - poi Enna - e Ragusa hanno raggiunto lo status di capoluoghi solo, rispettivamente, nel 1926 (dallo smembramento delle allora province di Catania e Caltanissetta) e nel 1927 (prendendo parte dei comuni del libero consorzio comunale di Siracusa). Agrigento si chiamava Girgenti.
Le attuali nove province, chiamate "regionali", furono istituite negli anni 1970, con legge della Regione, come consorzi di comuni; in precedenza, nel 1946, lo Statuto aveva sancito l'abolizione delle amministrazioni provinciali.
La Sicilia è fra le più popolose regioni italiane (la quinta dopo Lombardia, Lazio, Campania e Veneto). In età classica, l'isola era fra le zone più popolate del Mediterraneo, e alcune città rappresentavano importanti poli urbani del mondo greco. Palermo e Messina erano tra le città più prospere sia dal punto di vista demografico, sia da quello economico. D'altra parte la Sicilia accolse in epoca normanno-sveva coloni lombardi, vale a dire genti provenienti dal Nord Italia; e in età aragonese gruppi provenienti dai Balcani si stabilirono nelle zone della Sicilia occidentale, specialmente in quella montana e collinare.
Nel XVI secolo l'isola aveva più di un milione di abitanti; mentre al primo censimento del Regno d'Italia, nel 1861, i siciliani risultarono 2 932 000, aumentando a più di 3,5 milioni agli inizi del Novecento.
Nei decenni seguenti si verificò l'esodo di massa verso le Americhe, dove c'è una numerosa comunità siculoamericana, e l'Europa; mentre tra il 1961 e il 1971, i siciliani si spostarono verso il Nord Italia. Dagli anni ottanta del Novecento, la diminuzione del tasso di natalità ha contribuito a rallentare la crescita demografica; è la terza regione d'Italia con la più alta natalità e tra quelle con il più alto numero di giovani.
Il fenomeno emigratorio si è ridotto notevolmente ed è ormai equilibrato dall'immigrazione straniera, che in Sicilia è cominciata prima che nelle altre regioni italiane con l'insediamento di una colonia tunisina a Mazara del Vallo.
All'interno dell'isola si registrano gli spostamenti dalle aree montane e collinari economicamente depresse, verso le zone costiere e le grandi città. Le zone di maggior addensamento demografico sono le fasce costiere delle zone cuspidi nord-occidentali (Trapani) e nord-orientali (Messina), il versante dell'Etna e le aree di Palermo e Siracusa.

### Comuni più popolosi
| 1  | Palermo       | Palermo       | 628 539 | 11 | Trapani                   | Trapani | 55 329 |
| 2  | Catania       | Catania       | 298 255 | 12 | Modica                    | Ragusa  | 53 483 |
| 3  | Messina       | Messina       | 218 187 | 13 | Bagheria                  | Palermo | 52 738 |
| 4  | Siracusa      | Siracusa      | 115 831 | 14 | Acireale                  | Catania | 50 494 |
| 5  | Marsala       | Trapani       | 79 608  | 15 | Mazara del Vallo          | Trapani | 49 899 |
| 6  | Ragusa        | Ragusa        | 73 169  | 16 | Misterbianco              | Catania | 48 873 |
| 7  | Gela          | Caltanissetta | 70 991  | 17 | Paternò                   | Catania | 44 985 |
| 8  | Vittoria      | Ragusa        | 63 616  | 18 | Alcamo                    | Trapani | 44 492 |
| 9  | Caltanissetta | Caltanissetta | 58 185  | 19 | Carini                    | Palermo | 39 846 |
| 10 | Agrigento     | Agrigento     | 55 334  | 20 | Barcellona Pozzo di Gotto | Messina | 39 740 |

### Etnie e minoranze straniere

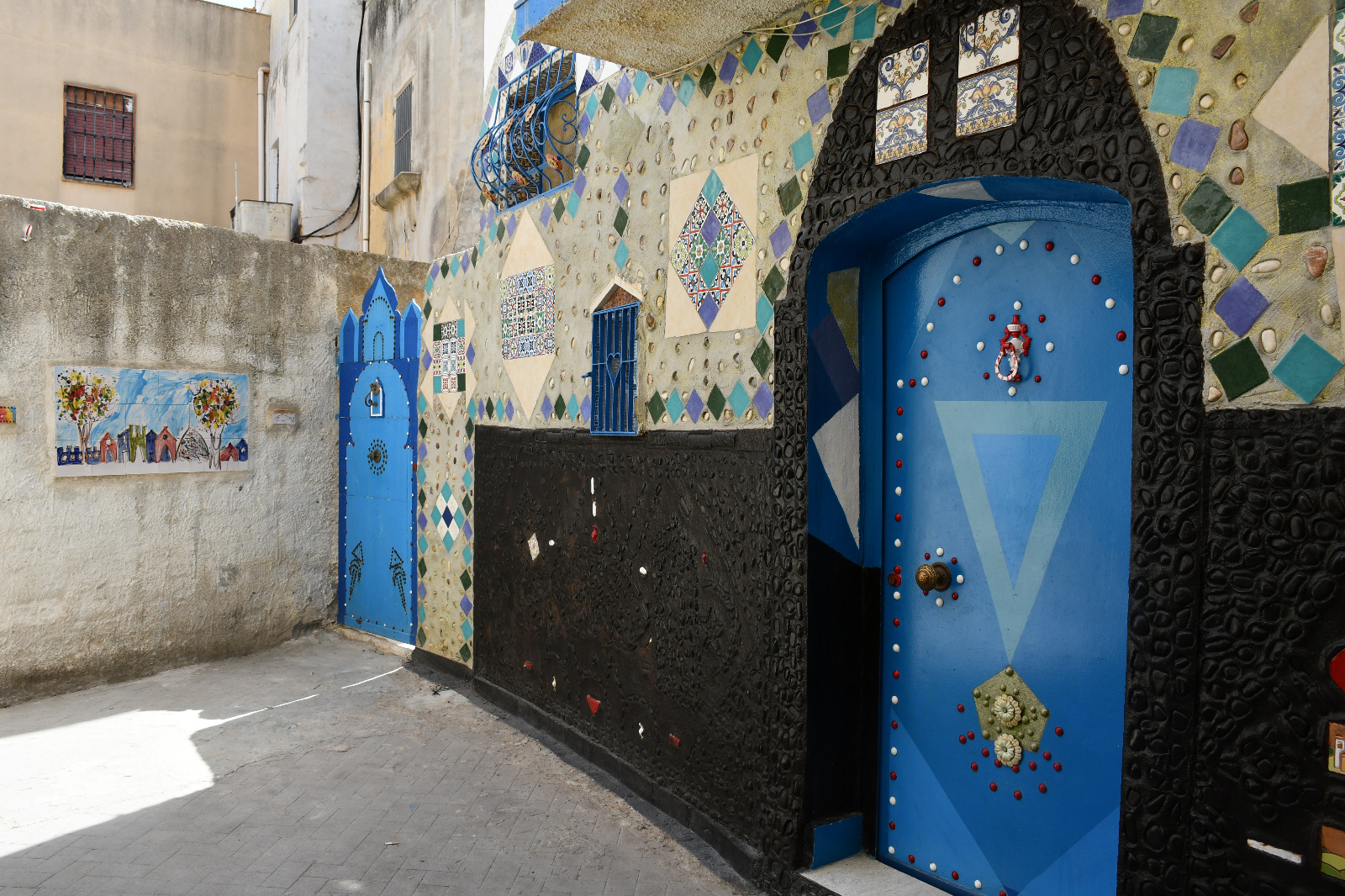
Uno scorcio della casba di Mazara del Vallo, dove è residente una folta comunità tunisina

Al 31 dicembre 2020 gli stranieri residenti in regione erano 186 195. Le nazionalità più rappresentate erano:
- Romania, 46 141
- Tunisia, 21 402
- Marocco, 15 770
- Sri Lanka, 12 809
- Albania, 10 353
- Bangladesh, 9 572
- Cina, 7 313
- Nigeria, 5 225
- Filippine, 5 110
- Polonia, 4 032

### Lingue e dialetti

Distribuzione delle varietà siciliane secondo la Carta dei Dialetti d'Italia di Pellegrini (1977): a) occidentale (non metafonetica); b) metafonetica centrale; c) metafonetica sud-orientale; d) orientale non metafonetica; e) messinese; f) varietà delle Isole Eolie; g) dialetto di Pantelleria.

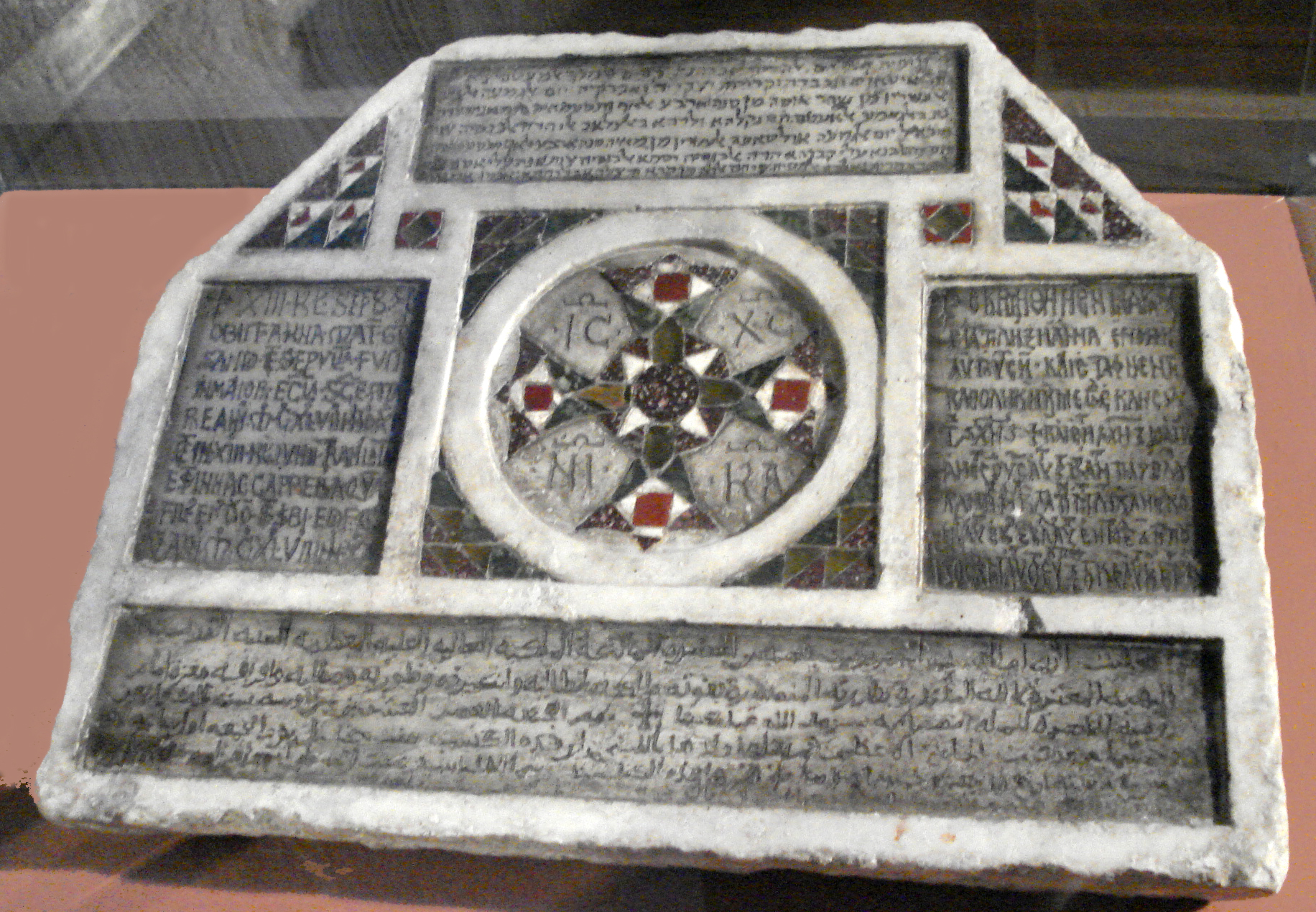
Iscrizione funebre quadrilingue (arabo, ebraico, greco e latino) del 1149 proveniente dalla chiesa di San Michele Arcangelo di Palermo e conservata presso il museo della Zisa

La lingua ufficiale parlata in Sicilia è l'italiano, ma gran parte della popolazione locale parla anche il siciliano. Quest'ultimo, nonostante sia riconosciuto come lingua dall'UNESCO, dall'Unione europea e da altre organizzazioni internazionali, non gode di tutela da parte dallo Stato Italiano; tale riconoscimento gli viene però dalla Regione siciliana, che ne promuove il patrimonio linguistico nelle scuole. Il siciliano è inoltre ritenuto lingua regionale ai sensi della Carta europea per le lingue regionali e minoritarie, il cui l'articolo 1 afferma che per lingue regionali o minoritarie si intendono le lingue che non sono dialetti della lingua ufficiale dello stato. La Carta Europea delle Lingue Regionali o minoritarie è stata approvata il 25 giugno 1992 ed è entrata in vigore il 1º marzo 1998. L'Italia ha firmato tale Carta il 27 giugno 2000, ma non l'ha ancora ratificata.
Nell'isola sono presenti alcune minoranze etno-linguistiche e dialettali poco numerose, ma importanti dal punto di vista storico-linguistico: la minoranza gallo-italica della Lombardia siciliana; la minoranza albanese, detta arbëreshe, della città metropolitana di Palermo; e quella più recente greca di Messina. La regione, inoltre, promuove la lingua dei segni italiana (LIS) con un'apposita legge regionale (n. 23/2011).
Nel dominio delle tradizioni popolari rientrano le varianti della lingua siciliana, che tra l'altro furono l'unico complesso del gruppo italo-romanzo a precedere il toscano nell'elevarsi a dignità poetica e letteraria con la scuola siciliana di Federico II di Svevia, tanto da contendere al toscano, per un periodo abbastanza lungo, il primato quale lingua nazionale.

La poesia della Scuola siciliana era scritta in siciliano "illustre" perché arricchito da francesismi, provenzalismi e latinismi, da numerosi poeti (non tutti siciliani) attivi prima della metà del Duecento nell'ambiente della corte imperiale. Alcuni tratti linguistici con questa origine vennero adottati anche dagli scrittori toscani delle generazioni successive e si sono mantenuti per secoli o fino a ora nella lingua poetica (e non) italiana: dalle forme monottongate come core e loco ai condizionali in -ia (es. saria per sarebbe) ai suffissi in uso in Sicilia derivati dal provenzale come -anza (es. alligranza per allegria, membranza, usanza, adunanza) o -ura (es. freddura, chiarura, verdura) e altri ancora o vocaboli come il verbo sembrare per parere che per Dante era parola dotta (di origine provenzale, giunta anch'essa all'italiano attraverso la lirica siciliana). La Scuola siciliana insegna una grande produttività dell'uso dei già menzionati suffissi e dei prefissi (questi ultimi per lo più derivanti dal latino) come dis-: disfidarsi, s-:spiacere, mis-: miscredere, misfare e tanti altri ancora. Erano già presenti abbreviazioni come dir (dire) o amor (amore) e altri latinismi; ad esempio la parola amuri (siciliano) si alternava con amore (latinismo). Il contributo della scuola siciliana fu notevole:
(Dante Alighieri, De vulgari eloquentia I, XII, 2)

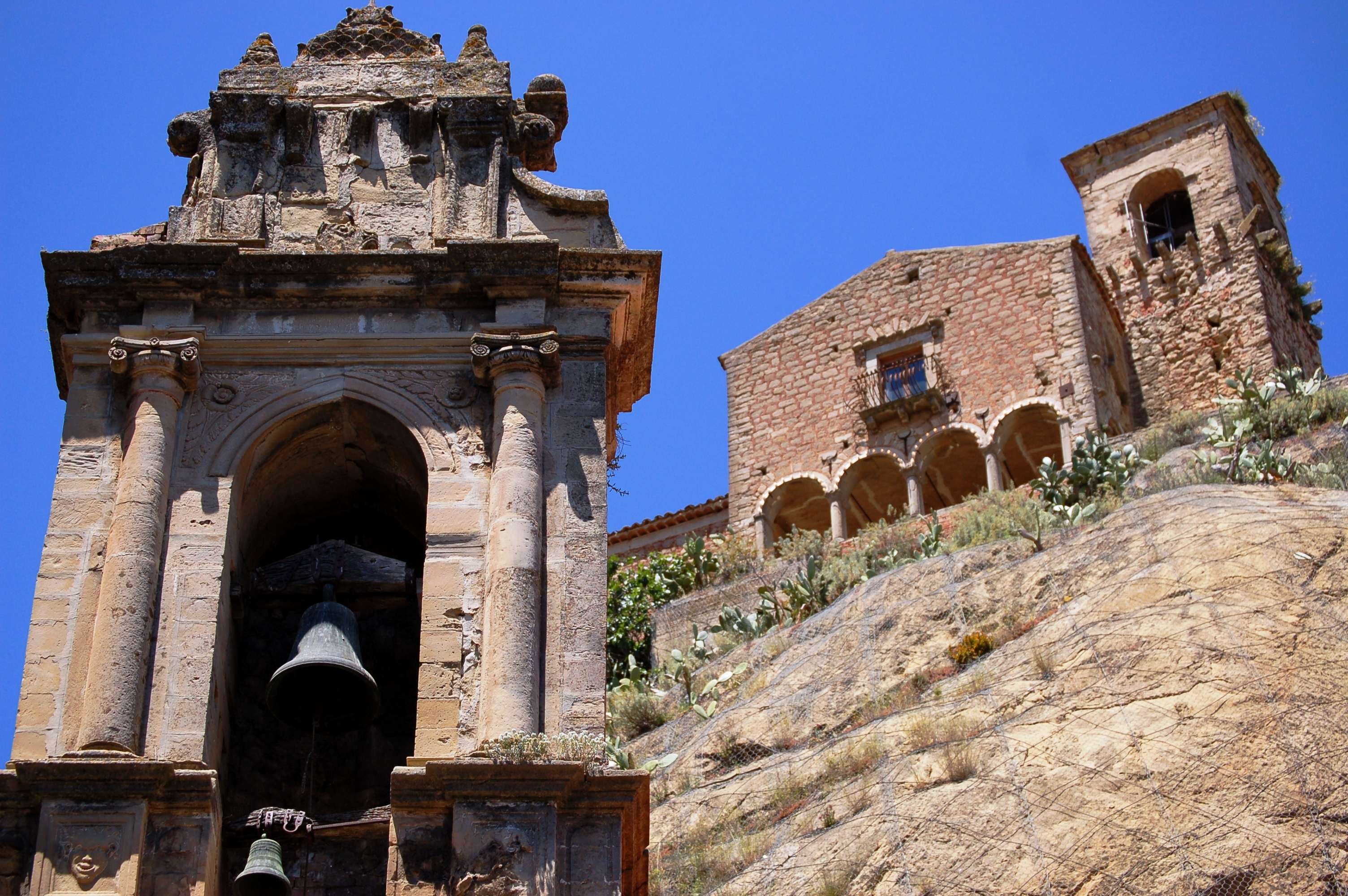
Nicosia, tra i principali centri di lingua gallo-italica

In pratica, nel siciliano possono distinguersi diverse stratificazioni: a livello fonetico si hanno incontri consonantici di orizzonte prelatino e altri che sembrano apparentarsi alle moderne lingue della zona balcanica. L'etimologia, invece, rimanda alla dominazione romana, quella bizantina e soprattutto quella araba. Per esempio, l'arabo gibel (montagna) è componente di molti toponimi: Gibilrossa, Gibilmanna, Mongibello, Gibellina. Si hanno inoltre diverse province idiomatiche in cui il siciliano s'infrange con caratteristiche locali, e isole etno-linguistiche autonome.
Per quanto concerne il patrimonio letterario popolare, va detto che l'ideazione spontanea isolana si muove nell'ambito letterario tanto su temi religiosi o moralistici quanto su soggetti profani, come nel caso dei testi epici del ciclo carolingio del famoso Teatro dei Pupi, degli strambotti in ottava siciliana, e della favolistica che, per quanto appaia ristretta nella tematica, presenta sempre uno sviluppo narrativo esemplare: avvio realistico, ingresso di elementi e fattori sovrumani ben graduato o comunque verosimile, cura attenta dei dettagli, anche nei momenti più fantastici, e una vivacità d'articolazione che non viene mai meno, sia nelle più struggenti vicende amorose o in quei racconti che s'imperniano su un umorismo talvolta sfiorante il grottesco o il surreale.

### Tradizioni e folclore

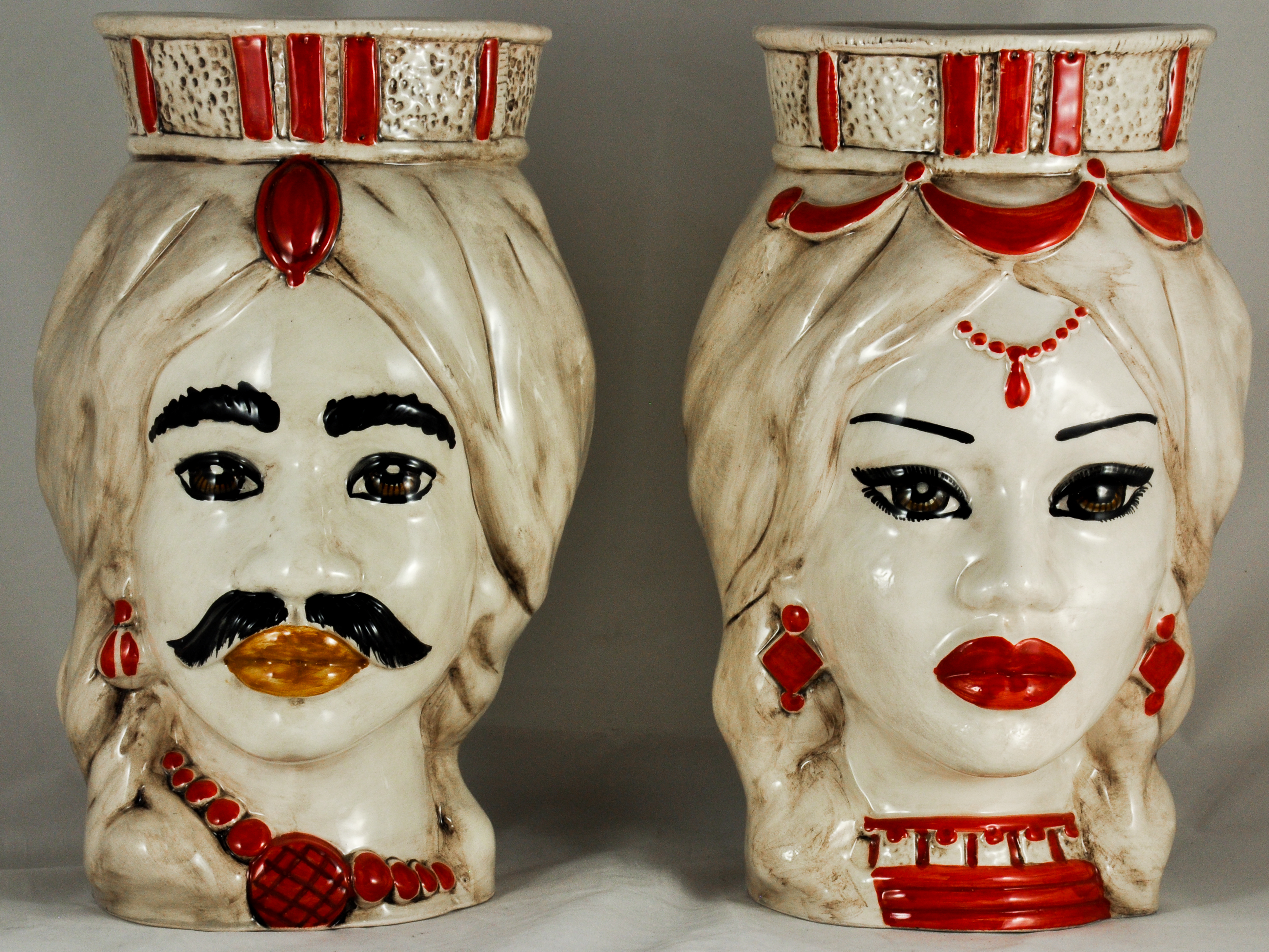
Una coppia di teste di moro, ceramiche simbolo della Sicilia che raccontano un'antica leggenda palermitana

Una parte fondamentale della tradizione siciliana riguarda i racconti orali, raccolti nell'Ottocento da Giuseppe Pitrè nella Biblioteca delle tradizioni popolari siciliane. Si va dai cunti, alle fiabe, ai proverbi, agli scioglilingua. Il personaggio stereotipato di Giufà è il protagonista della maggior parte dei racconti che terminano con una morale.
Molti di questi racconti non sono ancora stati codificati del tutto. Esistono tante leggende (come le quattro di Gammazita, fratelli Pii, Uzeta e Colapesce) che hanno una variante in ogni città (della leggenda di Colapesce esistono una trentina di versioni codificate) tale da costituire una vera e propria mitologia siciliana.
(Francesco Paolo Frontini)
Le tradizioni popolari sicule sono numerose e multiformi, poiché vi s'impressero non poche e divergenti colonizzazioni. È facile rammentare, infatti, che l'isola fu via via dominata da Greci, Romani, Bizantini e Arabi, Normanni, Spagnoli e Francesi, tanto per fare gli esempi più palmari. Com'è ovvio, ciascuno di codesti influssi si esercitò sulla locale etnia in modo più o meno generalizzato, amalgamandosi e scontrandosi di volta in volta con le tradizioni preesistenti, a cominciare da quelle autoctone. La civiltà siciliana e la sua cultura spontanea appaiono perciò insulari, se paragonate agli analoghi frutti che maturano in Sardegna e in Corsica, ma di una ricchezza e di una peculiarità ottimali per uno studioso. Basti ricordare che il folklorista Giuseppe Pitrè dedicò un'opera in venticinque volumi alle tradizioni popolari di quest'area, inglobandovi con pertinenza descrizioni etnografiche e prospettive storiche.
Il mondo delle credenze e delle leggende, in vario modo, si apparenta al patrimonio favolistico, poetico e musicale poco sopra delineato, costituendone non di rado la fonte prima. Come quasi in tutte le regioni italiane, si rintracciano quivi componenti pagane e cristiane, più o meno commiste, e superstizioni che toccano tutti gli aspetti della vita umana. Nell'area messinese e in quella palermitana, per esempio, è tuttora vivo il ricordo di Colapesce, ma molti altri personaggi di natura acquatica ricorrono un po' in tutto il folklore isolano. A prescindere dai più noti ricordi di origine classica, si può qui segnalare la sirena che ogni anno, secondo la vecchia credenza di Modica, nella notte tra il 24 e il 25 gennaio, emerge dal fondo del mare con un canto dolcissimo e pronta a predire il futuro a chi sappia avvicinarla. Immagini e motivi più inquietanti si registrano altresì in ricorrenza o meno di date precise. Così a Capodarso si ritiene che almeno una volta l'anno si svolga una vera “fiera” di spiriti, nei pressi di un ponte fatto erigere da Carlo V e nel corso della quale si vende, fra l'altro, della frutta che è destinata a divenire d'oro, l'indomani. A Termini Imerese è radicata una leggenda secondo la quale Salomè, la figlia di Erodiade, sarebbe approdata, a suo tempo, a codesti lidi in cerca d'espiazione per la morte di Giovanni Battista, da lei provocata; fece perciò costruire una chiesa in memoria del martire, ma non appena essa fu terminata sarebbe scaturito dalle viscere della terra un fiume di sangue che tutto inaridiva intorno. La bella peccatrice si sarebbe allora annegata in quei flutti.
Non appena ciò avvenne – prosegue la leggenda – il giume di sangue sprofondò sottoterra. Ma ogni anno, nella notte di vigilia di San Giovanni, per incantamento, Salomè e il corso di sangue riapparirebbero in superficie, fermando ogni fremito di vita, sino a quando, al mattino, il disco solare, recante la testa decollata del Battista, non costringe nuovamente Salomè e il relativo fiume a ritornare negli inferi. Similmente, a Noto si parla di un tesoro nascosto sepolto in una grotta e custodito dai fantasmi degli “infedeli” che lì l'avevano sepolto; a Sciacca, si tramanda una fosca storia di sangue che comprende la reiterata resurrezione dei morti, a scopo di vendetta, e così via. Il panorama delle credenze attive non è meno ricco di richiami a tempi precristiani. Per esempio, i doni annuali ai bambini sono recati in commemorazione del ritorno dei morti nelle prime notti novembrine.
Negli stessi giorni nei locali pasticcieri sono usi confezionare dei dolci, detti appunto dei “morti”, di soggetto macabro: scheletri, teschi e ossa. L'usanza in parola e particolarmente viva nel Palermitano e nel Catanese. La festa di Santa Lucia (13 dicembre), e i giorni immediatamente susseguenti, sino alla vigilia di Natale, sono tenuti propizi per trarre oroscopi sull'andamento dell'imminente anno nuovo. L'Epifania, infine, è unanimemente considerata il primo giorno di carnevale. A proposito di festività merita anche d'esser ricordata la cavalcata del Gigante e della Gigantesca che si svolge a Messina nel giorno di ferragosto, festa dell'Assunta, quasi contrapponendosi alla processione della “vara”: una costruzione piramidale ornata d'immagini di angeli e che reca al vertice le statue della Madonna e di Cristo. Un'equivocabile impronta cristiana ha per contro la “diavolata” di Adrano: un dramma sacro che vede il vittorioso combattimento dell'arcangelo Michele contro legioni di diavoli e contro la stessa Morte. Naturalmente, lo stesso può dirsi per le famose celebrazioni palermitane della patrona Santa Rosalia, commemorata in tre date diverse, l'11 gennaio, il 15 luglio e il 14 settembre, con imponenti processioni e con gigantesche “vare”, analoga alla “vara” messinese. Su di un altro piano, si segnalano anche le tavolette di ex voto conservate nel santuario di Trecastagni (Catania).
Per quanto riguarda alcuni aspetti della cultura ergologica, ben noto è il tipico carretto isolano ad alte ruote, solitamente intagliato e dipinto con scene che s'ispirano alle vicende cavalleresche, narrate dai cantastorie e dall'Opera dei Pupi. Sulle origini di questo mezzo di locomozione non mancano le discussioni fra gli specialisti dell'inizio del secolo. Giuseppe Cocchiara ha però dimostrato che il sistema viario dell'isola non poté permettere la nascita di tale mezzo se non in pieno XVIII secolo. Peraltro gli esemplari più antichi sino a noi pervenuti del carretto siciliano non risalgono, di norma, oltre la metà dello scorso secolo. Negli esemplari più addietro nel tempo le ornamentazioni d'intaglio e le pitture possono essere di soggetto sacro, anziché “carolinge”. Non è certo, tuttavia, questa distinzione iconologica a garantirne l'antichità. Per ciò che concerne l'architettura spontanea osserveremo che essa rientra pienamente nell'orizzonte dello “stile mediterraneo”, tipico di tutto il Mezzogiorno. Qua e là, tuttavia, s'individuano anche agglomerati o singoli edifici a forma di trulli.

#### La sicilianità

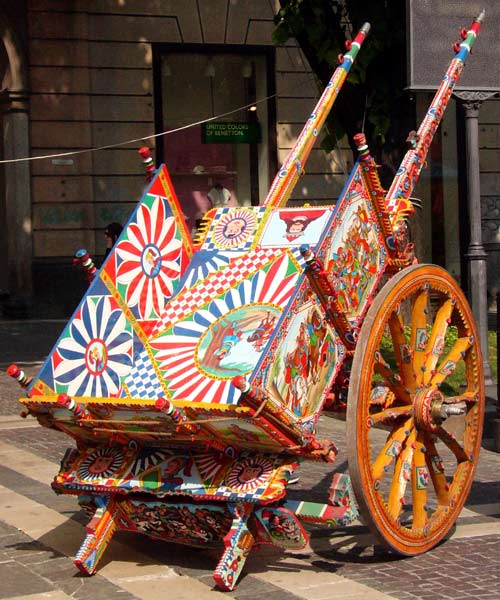
Carretto siciliano

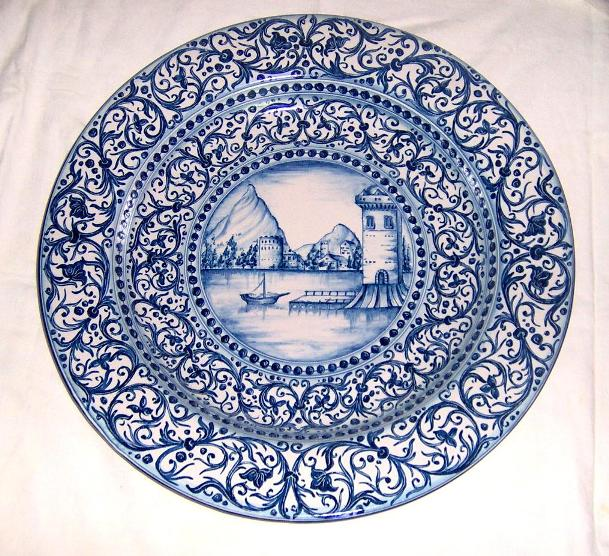
Fangotto nello stile della Ceramica di Caltagirone. La ceramica del centro calatino viene generalmente considerata una delle espressioni materiali della sicilianità

Per molto tempo le tradizioni popolari, frutto di una cultura millenaria e dell'uso di una lingua comune, il siciliano, sono rimaste vive, più nei paesi che nelle grandi città. Tali tradizioni, particolari e a volte pittoresche, sono state la causa per cui, nel corso dei secoli, si è creato uno stereotipo tradotto nel termine sicilianità, intendendo con esso una sorta di particolarità e di differenziazione del carattere isolano rispetto a quello delle regioni confinanti.
Nei suoi scritti Marco Tullio Cicerone definiva i siciliani «gente acuta e sospettosa, nata per le controversie».
La famiglia siciliana tradizionale forma di massima un gruppo molto allargato che include anche i cugini più lontani e non è chiusa su sé stessa. È diffusa l'abitudine alle grandi tavolate per pranzo o per cena, soprattutto in estate. Gli orari sono spostati un po' più avanti rispetto al nord, arrivando a pranzare anche alle due di pomeriggio e cenare verso le nove-dieci nella bella stagione.
Gesualdo Bufalino definiva la Sicilia la terra della luce e del lutto, luogo di contraddizioni di estremi che si uniscono: così nell'immaginario il siciliano appare come un uomo solare e accogliente ma anche losco e sospettoso, convinto che il suo modo d'essere sia il migliore e il più giusto. Tomasi di Lampedusa dichiarava nel suo Il Gattopardo che in Sicilia tutto cambia affinché nulla cambi perché, se sono gli stessi siciliani a ricercare il cambiamento allo stesso tempo lo frenano, timorosi che esso possa spodestare le secolari abitudini e i privilegi acquisiti.
Il senso a volte tragico del destino ma anche dell'orgoglioso attaccamento alla propria terra e alle proprie radici è testimoniato anche nella letteratura. Notevole è il ritratto lasciatoci da Giovanni Verga, capofila del verismo, nel cosiddetto Ciclo dei vinti (che include I Malavoglia) in cui al culto della "roba", il bene materiale ricavato dalla terra e dal lavoro si deve adeguare anche il senso pur così sacro della famiglia, i cui personaggi, che vogliono cambiare il mondo, sono puniti dalla mala sorte che li obbliga a tornare al punto di partenza, alla loro terra e alle loro radici.
Riflessioni amare del Verga sulla vita: anche lui, raggiunto il benessere, si rifugerà dal Nord nella sua amata Catania dove, disincantato dalla vita, passerà i suoi ultimi anni.
Singolarità d'atteggiamenti si riscontrano in altri siciliani, Mario Rapisardi e Giuseppe Aurelio Costanzo colpevoli, secondo Benedetto Croce di aver trasformato il poema in "saggio sociologico".
Ma la denuncia che fanno non è fine a sé stessa ma si congiunge a grandi ideali: giustizia sociale, necessità di cambiamento, ribellione contro un ordine sociale ingiusto che simbolicamente rappresenta la classe degli umili e degli oppressi che invece nell'opera di altri scrittori siciliani è solo capace di rinunce.
Il forte sentimento di appartenenza alla Sicilia, nei paesi d'emigrazione, ha prodotto la nascita di numerose comunità di immigrati siciliani e spesso ha suscitato forti ripercussioni razziste; è noto, negli Stati Uniti, il caso dei nove operai siciliani linciati dalla folla a New Orleans nel 1891, pur essendo del tutto estranei ai fatti di cui erano accusati). Spesso, totalmente integrati nella società anglosassone, i siculo-americani sono tuttavia oggetto di discriminazione mediante stereotipi alimentati anche da film famosi e o da serie televisive. Frequente è l'accostamento alla criminalità mafiosa, quasi sinonimo di sicilianità, fino al razzismo vero e proprio.

#### Feste religiose

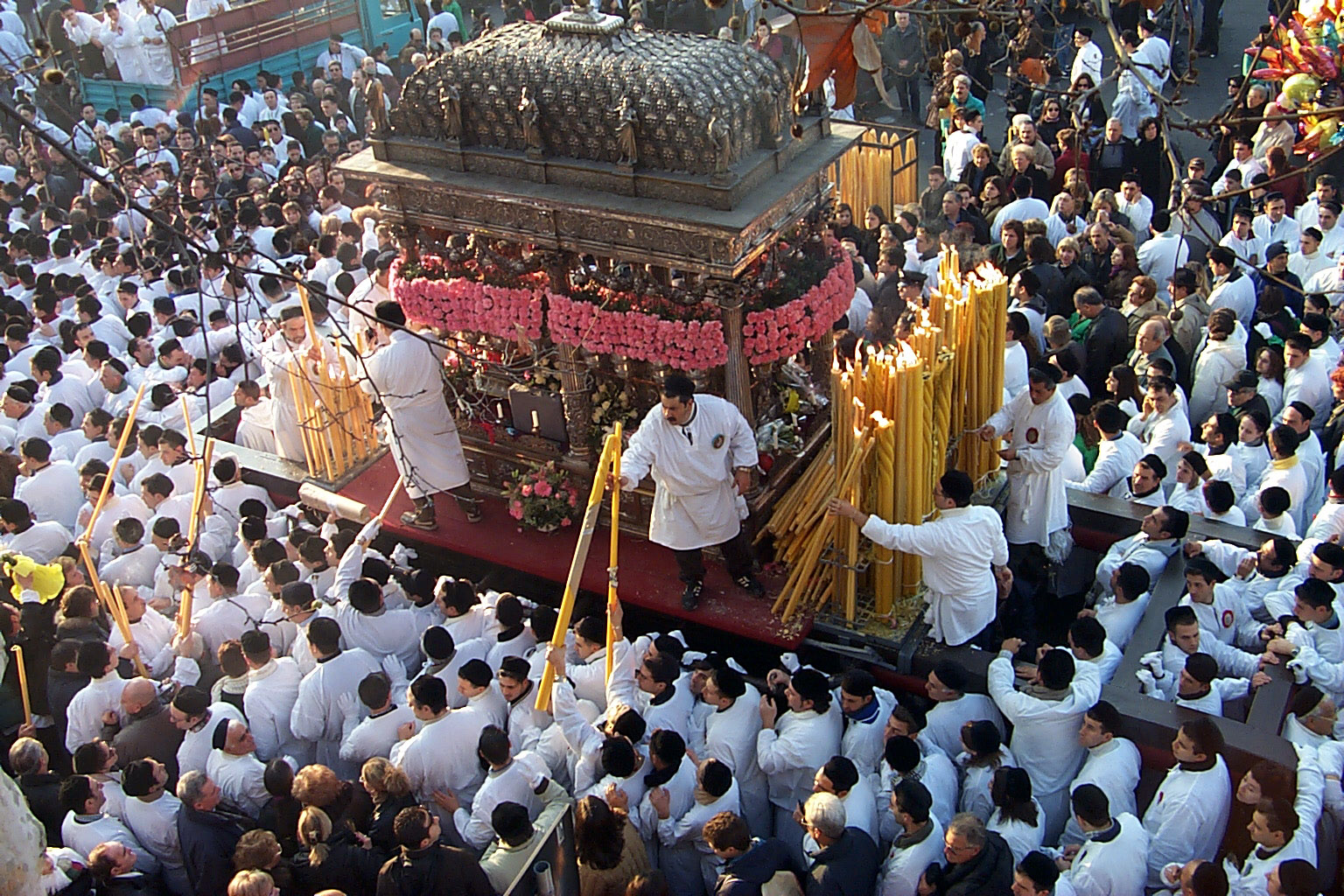
Il fercolo di Sant'Agata durante la festa patronale a Catania

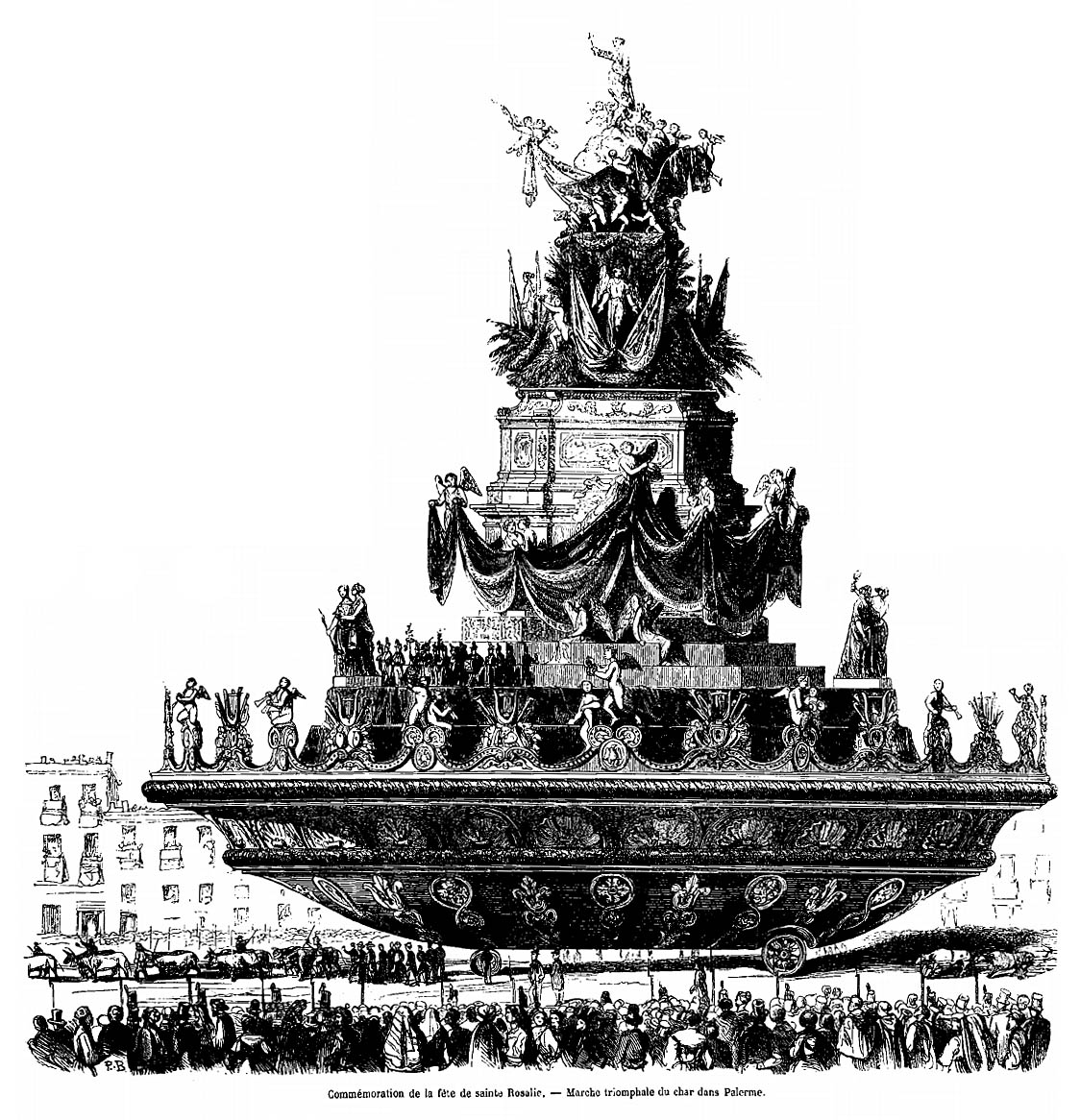
Carro trionfale per il "festino" di Santa Rosalia a Palermo del 1850.

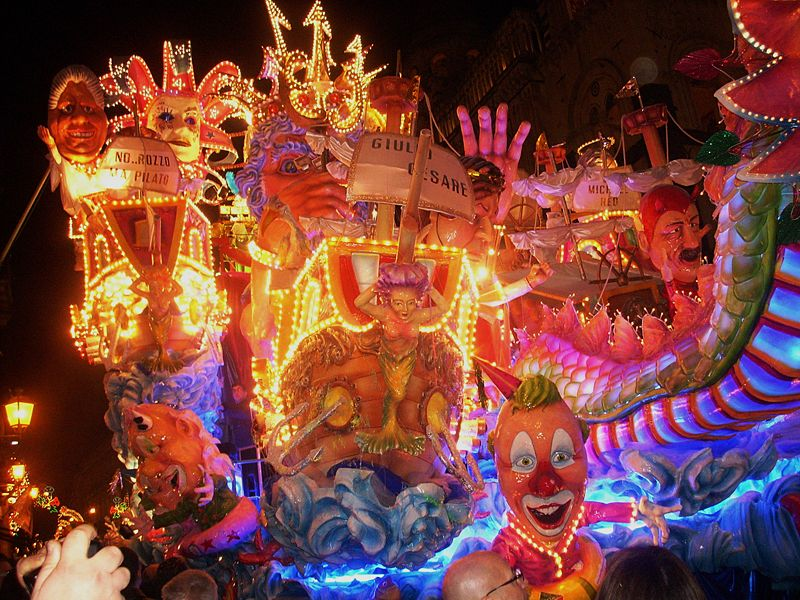
Il carnevale di Acireale.

Le feste religiose cattoliche rivestono una grande importanza all'interno del folklore siciliano. Tra le feste più rappresentative si possono menzionare: 
- la festa di sant'Agata a Catania (riconosciuta bene etno-antropologico patrimonio dell'umanità);
- la festa di santa Rosalia a Palermo (riconosciuta come patrimonio immateriale d'Italia dall'Istituto centrale per la demoetnoantropologia)[36];
- la Vara di Messina;
- la festa di santa Lucia a Siracusa;
- la Settimana Santa di Caltanissetta;
- la processione dei Misteri di Trapani;
- la Festa di san Giorgio a Ragusa;
- la processione del Venerdì santo a Enna.

Unici e carichi di spiritualità orientale sono i riti della Settimana santa dell'Eparchia di Piana degli Albanesi, secondo il rito bizantino degli albanesi di Sicilia.
Altre feste importanti dell'isola:
- la festa di san Sebastiano ad Acireale;
- la festa di san Giacomo a Caltagirone;
- la festa della Madonna della Visitazione a Enna;
- la festa del Santissimo Salvatore della Trasfigurazione a Cefalù;
- la festa in onore ai santi martiri Alfio, Filadelfo e Cirino a Lentini;
- la festa di sant'Anna a Castelbuono;
- i Miracoli di San Giacomo a Capizzi;
- la festa della Madonna di Custonaci.

#### Feste laiche
Il Carnevale è festeggiato in Sicilia con manifestazioni tra le più belle e caratteristiche a livello nazionale al punto da partecipare anche al Carnevale di Viareggio; particolarmente note sono quelle di Paternò, Valderice, Acireale, Misterbianco, Sciacca, Palazzolo Acreide, Termini Imerese, Cinisi, Collesano, Ravanusa, Santa Teresa di Riva, Aci Trezza, Avola e il carnevale di Regalbuto, alte espressioni di folklore popolare e di spensieratezza.

#### Opera dei pupi

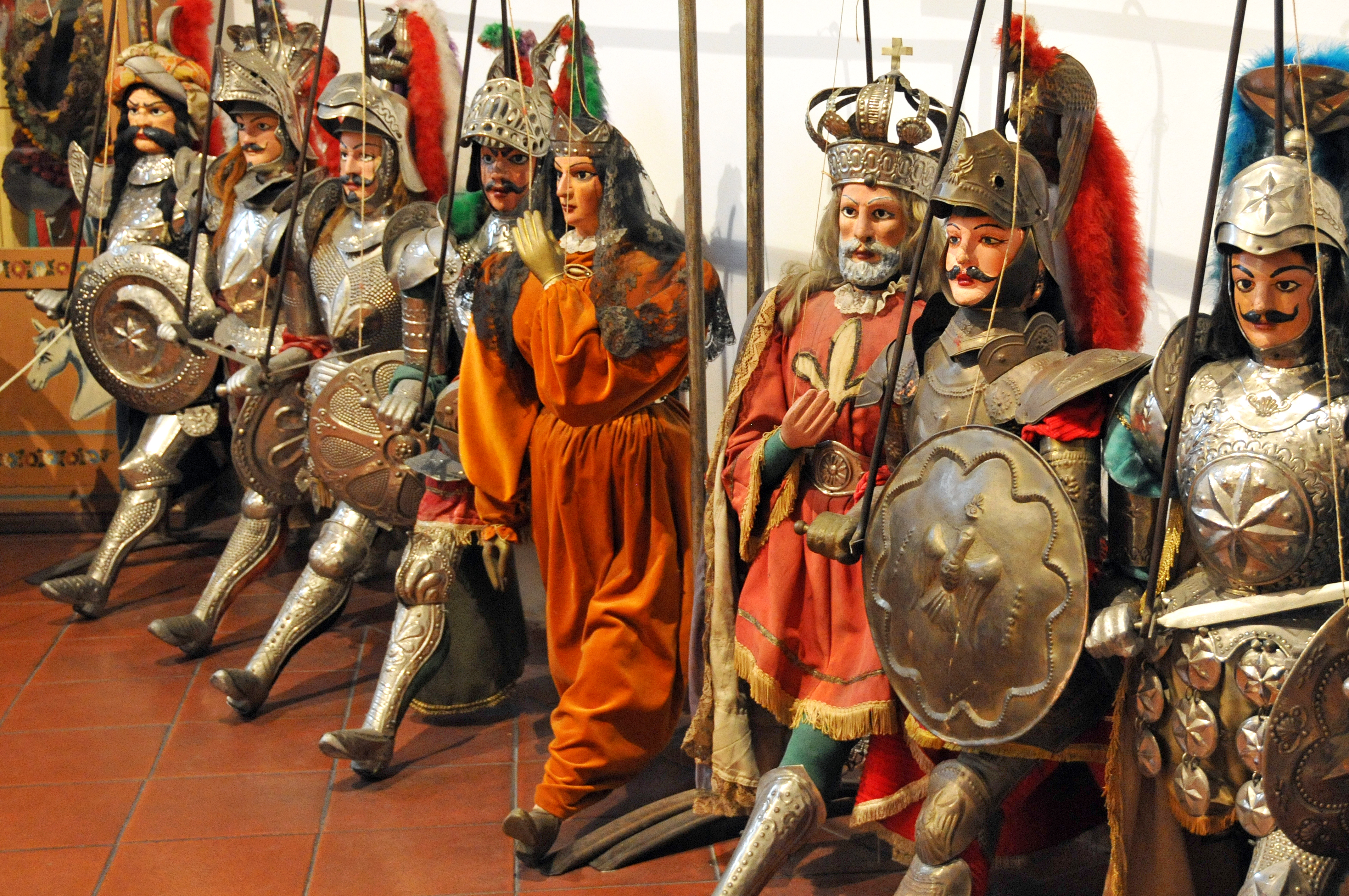
I Pupi siciliani

Nel 2001 si annovera l'iscrizione tra i patrimoni orali e immateriali dell'umanità da parte dell'UNESCO dell'opera dei pupi (primo patrimonio italiano a essere inserito in tale lista), il teatro delle marionette siciliano. Grazie ai cuntastori, i pupi, che rappresentano i personaggi del ciclo carolingio, mettono in scena le storie della Chanson de Roland, dell'Orlando furioso e della Gerusalemme liberata. Il personaggio principale è il cavaliere Orlando, ma vi è anche spazio per Rinaldo, Angelica e altri.
Culla dell'Opera dei Pupi è Palermo dove sono presenti numerosi teatri oltre a un museo e una scuola famosa come quella della famiglia Cuticchio e in particolare di Mimmo Cuticchio. Altro importante centro è Acireale, cittadina barocca, che vide fiorire quest'arte grazie ai numerosi maestri pupari, fra cui il celebre Emanuele Macrì, a cui è dedicato l'omonimo museo-teatro dove, quotidianamente, è possibile assistere alle rappresentazioni dei maestri pupari. Inoltre, ad Alcamo, Partinico e Sciacca si distinse la famiglia Canino, soprattutto Gaspare Canino.

#### Gestualità
L'uso dei gesti è presente nella cultura siciliana sin dalla più remota antichità; il motivo probabile è da ricercare nei suoi rapporti culturali e commerciali con i popoli dell'area mediterranea dai tempi più remoti. La grande rimescolanza di lingue e popoli ha senz'altro accentuato l'uso del gesto per meglio comprendersi; è infatti abbastanza naturale, quando non ci si comprende bene tra gente di lingua diversa, usare i gesti per accentuare la comprensibilità del dialogo.
Giuseppe Pitrè, tra gli altri, si occupò anche della gestualità siciliana, raccogliendo tutte le informazioni possibili in Usi e costumi, credenze e pregiudizi del popolo siciliano (1889). Tra le varie informazioni, si riporta la leggenda che narra di un re che, arrivato in Sicilia, vuole mettere alla prova due suoi sudditi sulla supposta capacità di dialogare senza parole. I due sudditi, presi alla sprovvista, passano il test e provocano grande meraviglia nel sovrano. La gestualità si dice sia uno degli aspetti della teatralità del siciliano, uno dei tanti modi di dimostrare la necessità di recitare e dar sfogo alla grande creatività.
La gestualità non deve essere confusa con la lingua dei segni, anche se alcuni gesti somigliano a quelli della grammatica della LIS. Un interessante documentario del regista siciliano Luca Vullo, La voce del corpo, ne ha fatto l'oggetto di un filmato di successo internazionale.

### Qualità della vita
Il rapporto sull'ecosistema urbano stilato da Legambiente e Il Sole 24 Ore riguarda la qualità ecologica delle 107 province italiane dall'affidabilità del sistema di trasporto urbano, dalla superficie verde per abitante, dall'efficienza del sistema idrico, dalla qualità dell'aria, dei chilometri di piste ciclabili, dalla quantità di acque reflue depurate, dalla diffusione delle energie rinnovabili, dalla gestione dei rifiuti e dalla loro raccolta differenziata. Il dato per la Sicilia non è confortante poiché vede i propri capoluoghi in fondo alla classifica nazionale:
Dati del 2024
| Città metropolitana o libero consorzio comunale | Posizione | Posizione | Variazione |
| Città metropolitana o libero consorzio comunale | 2023      | 2024      | Variazione |
| ----------------------------------------------- | --------- | --------- | ---------- |
| Ragusa                                          | 86        | 81        | 5          |
| Siracusa                                        | 104       | 104       | 0          |
| Catania                                         | 92        | 83        | 9          |
| Palermo                                         | 95        | 100       | 5          |
| Trapani                                         | 99        | 85        | 14         |
| Agrigento                                       | 94        | 96        | 2          |
| Messina                                         | 89        | 91        | 2          |
| Caltanissetta                                   | 106       | 98        | 8          |
| Enna                                            | 90        | 97        | 7          |

#### Mafia
(Giovanni Falcone)

I magistrati Falcone e Borsellino, vittime di Cosa Nostra

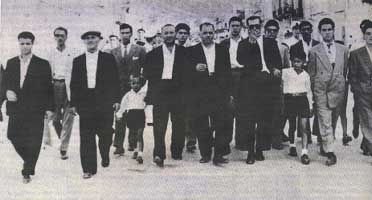
Peppino Impastato con il padre durante una festa patronale di Cinisi negli anni 1950. Al centro, con gli occhiali, il boss Tano Badalamenti.

Il termine mafia o Cosa nostra si riferiva del resto originariamente solo all'organizzazione criminale siciliana. Nel ventunesimo secolo, però, il termine mafia è associato anche ad altre organizzazioni mafiose come la camorra campana, la 'Ndrangheta calabrese o fuori dall'Italia, la mafia russa, la mafia albanese o le Triadi cinesi. Le sue origini vengono fatte risalire tradizionalmente alla rivolta dei Vespri siciliani e sono poste in relazione all'antica setta dei Beati Paoli, al centro del racconti popolari siciliani. Tuttavia è doveroso precisare che tale asserzione è poco condivisa e considerata leggendaria; buona parte degli studiosi ritiene di datare il fenomeno al XVI secolo, quando in varie parti d'Italia si erano formate congregazioni paracriminali sul tipo di quella citata da Alessandro Manzoni nel suo capolavoro I promessi sposi (I "bravi" di Don Rodrigo).

A torto o a ragione, secondo la maggioranza della ricerca storiografica, la sua nascita si fa risalire convenzionalmente all'inizio dell'Ottocento, quando i campieri gestivano quotidianamente i terreni della nobiltà siciliana e i braccianti che vi lavoravano. Era gente violenta, che faceva da intermediario fra i proprietari feudali e i braccianti, spesso in condizioni simili a quelle dei servi della gleba che, per meglio esercitare il loro mestiere, si circondavano di violenti guardiani prezzolati. Da qui nacque la gerarchia di capi e picciotti che, nella sua logica gerarchica, esiste ancora ai giorni nostri.
Tuttavia, come precisa lo storico G. C. Marino con altri studiosi, molto probabilmente l'origine della mafia è molto più antica, dato che il latifondo con tutte le sue strutture e conseguenze storico-sociali e politico-economiche, in Sicilia è presente fin dall'epoca normanna.
Solo dall'Unità d'Italia però la mafia ha cominciato a evolversi nella forma attuale, venendo messa in ginocchio grazie all'operato del "prefetto di ferro" Cesare Mori -inviato dal regime fascista- e venendo poi potentemente sostenuta dal governo statunitense prima e dopo lo sbarco degli Alleati nella seconda guerra mondiale. Dagli anni cinquanta in poi, la mafia si aggancia sempre più strettamente alla politica: da Vito Ciancimino in poi alcuni esponenti della politica siciliana sono stati indicati come collusi. E c'è stato anche il periodo delle grandi guerre interne: la prima (nel 1962) e la seconda guerra di mafia (nel 1981).
Il periodo fra gli anni ottanta-novanta è la stagione delle grandi stragi: Capaci, via d'Amelio, via dei Georgofili... ma è stato anche il periodo del maxiprocesso di Palermo: Giovanni Falcone e Paolo Borsellino guidano la carica contro le cosche, venendo poi vigliaccamente uccisi nel 1992, dopo gli omicidi, tra gli altri, di Cesare Terranova, Carlo Alberto dalla Chiesa, Antonino Saetta, Rosario Livatino e Ninni Cassarà, martiri della mafia. Successivamente, il fenomeno si nasconde, e diventano eclatanti solo gli arresti, da Totò Riina a Bagarella a Brusca. Gli ultimi, nel 2006, quello di un capo storico della mafia Bernardo Provenzano e nel 2007 l'arresto di Salvatore Lo Piccolo suo successore. Oggi gli esperti di antimafia indicano Matteo Messina Denaro come il successore di Lo Piccolo e Provenzano al vertice di Cosa Nostra {{Update inline|date=January 2023}}.
Collusioni tra politica e mafia

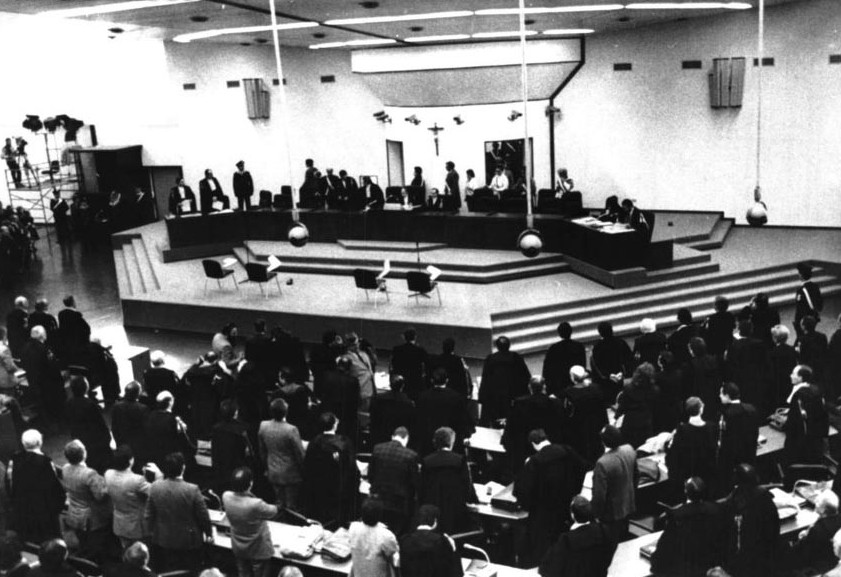
Aula bunker del carcere dell'Ucciardone di Palermo durante il maxiprocesso, il più grande processo penale mai celebrato al mondo

La strage di Capaci, dove morirono Giovanni Falcone, Francesca Morvillo e i tre uomini della scorta

La prima volta che si parlò apertamente dei rapporti che legano la politica e la mafia in Sicilia fu a inizio secolo in occasione dell'omicidio dell'ex sindaco di Palermo Notarbartolo, il cui mandante era il parlamentare Raffaele Palizzolo, rimasto impunito. Dopo la fine del fascismo gli Alleati nominarono sindaci esponenti di primo piano della mafia, come Calogero Vizzini. Numerosi furono poi i legami tra mafia ed esponenti del separatismo siciliano.
Tra le vittime più illustri che caddero nella lotta contro la mafia furono il generale Carlo Alberto dalla Chiesa, i giudici Gaetano Costa, Cesare Terranova, Paolo Borsellino e Giovanni Falcone. Tuttavia i frutti di queste indagini e l'appoggio della solidarietà popolare che a più riprese è scesa in piazza contro la cupola mafiosa hanno portato a decapitare, dal 1993 in poi, i vertici di Cosa Nostra.
Nel tempo il legame tra politica e mafia è continuato a essere un aspetto essenziale del controllo e della gestione di appalti e fondi pubblici. Sfruttando la leva di complicità e omertà, in molte province della Sicilia le scelte politiche avvengono a volte per convenienze mafiose. Innumerevoli i casi di appalti pilotati a ditte controllate dalla mafia, di speculazioni legate ai piani regolatori comunali, di leggi regionali a favore di talune categorie, ecc. Per questo motivo sono sorte alcune leggi antimafia volte a limitare le collusioni. Ogni anno però continua lo scioglimento di diversi consigli comunali sparsi nel territorio siciliano per infiltrazione mafiosa.
Fuori dalla Sicilia si sono spesso alimentati cliché derivati dagli stereotipi hollywoodiani sul genere de Il padrino che ritraggono la Sicilia come un paese dominato quotidianamente dalla violenza, mentre l'influenza della piovra è in realtà più sotterranea di quanto non si creda. Non solo sono stati dati per scontati gli stereotipi cinematografici, ma facili generalizzazioni estese dei siciliani generano talvolta ingiuste discriminazioni sociali nel resto dell'Italia così come all'estero. A questo scopo sono sorte numerose associazioni culturali in Italia e all'estero volte a salvaguardare e a fare conoscere la ricca realtà artistica, linguistica e umana dell'Isola.
In molte aree viene tacitamente sfruttato il voto di scambio, senza un'apparente mobilitazione da parte dello Stato. Con la globalizzazione e l'afflusso di emigrati clandestini in Sicilia guidati da scafisti senza scrupoli, la mafia ha esteso le sue alleanze verso i paesi in via di sviluppo e alle mafie provenienti da questi.
Eclatanti i casi di politici e magistrati collusi con la mafia: il caso che forse ha fatto parlare di più è stato quello di Giulio Andreotti (che i giudici hanno ritenuto assolto con sentenza definitiva per quanto riguarda i reati successivi al 1980, sostenendo comunque, per i reati prescritti, «un'autentica, stabile e amichevole disponibilità dell'imputato verso i mafiosi fino alla primavera del 1980») e l'ex presidente della Regione Salvatore Cuffaro, condannato in via definitiva a sette anni per rivelazione di segreto istruttorio, e ancora sotto indagine per concorso esterno in associazione di tipo mafioso.
(Leonardo Sciascia, 1972; da Avvertenza scritta in occasione dell'uscita del "Giorno della Civetta" nella collana "Letture per la scuola media" - Einaudi)

## Politica

### Forma di governo

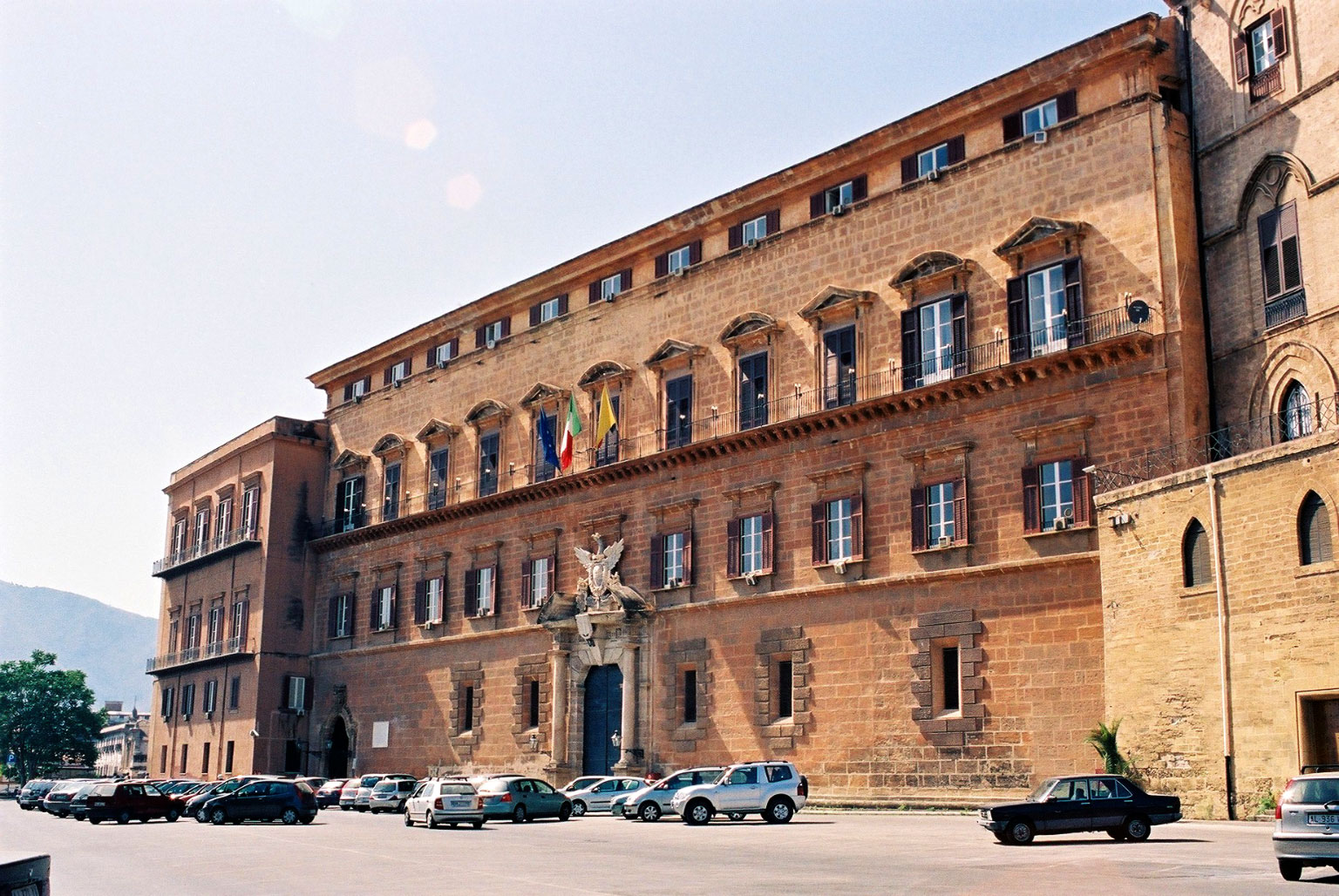
Palazzo dei Normanni, sede dell'Assemblea regionale siciliana

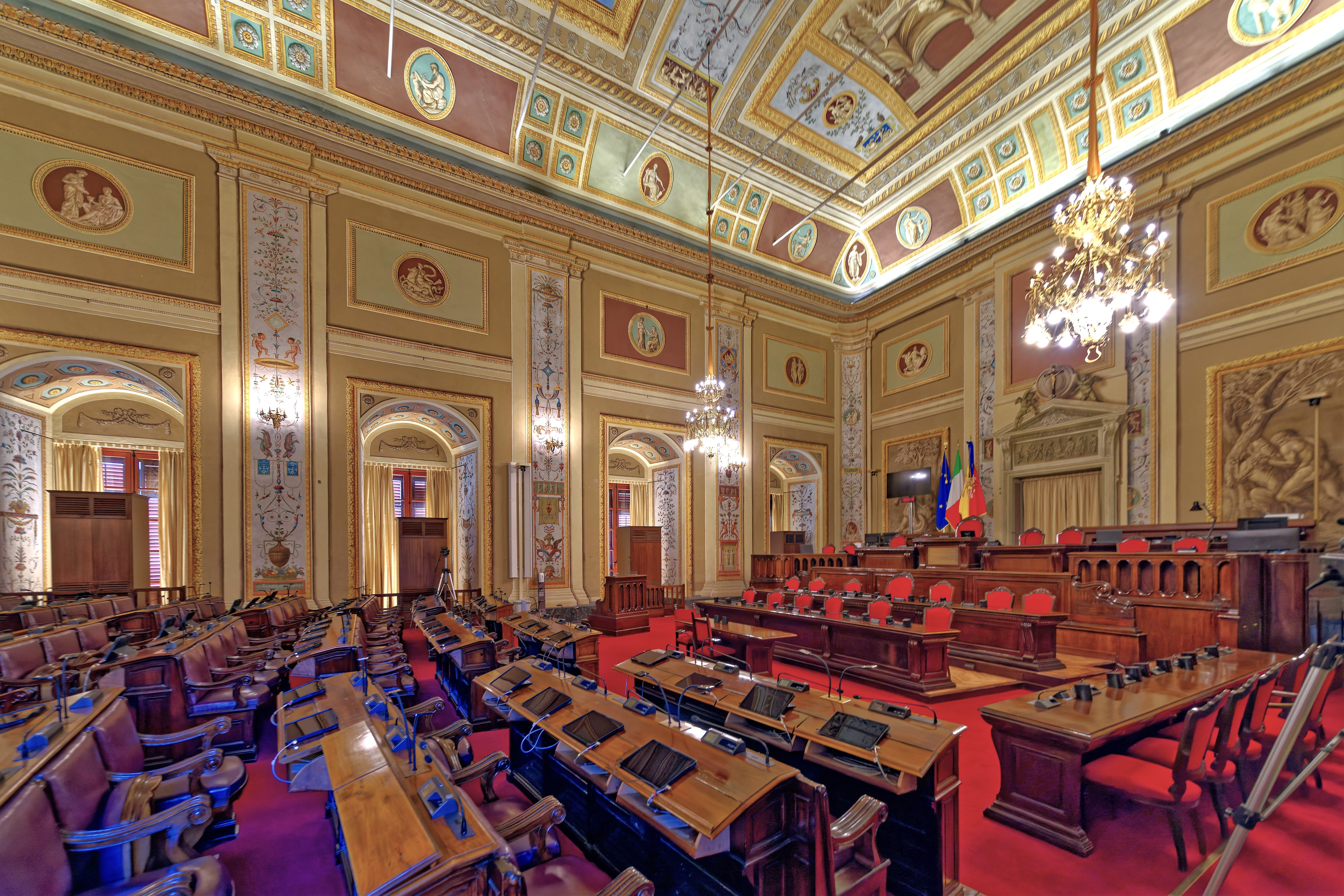
La "Sala d'Ercole" dove si riunisce l'assemblea regionale

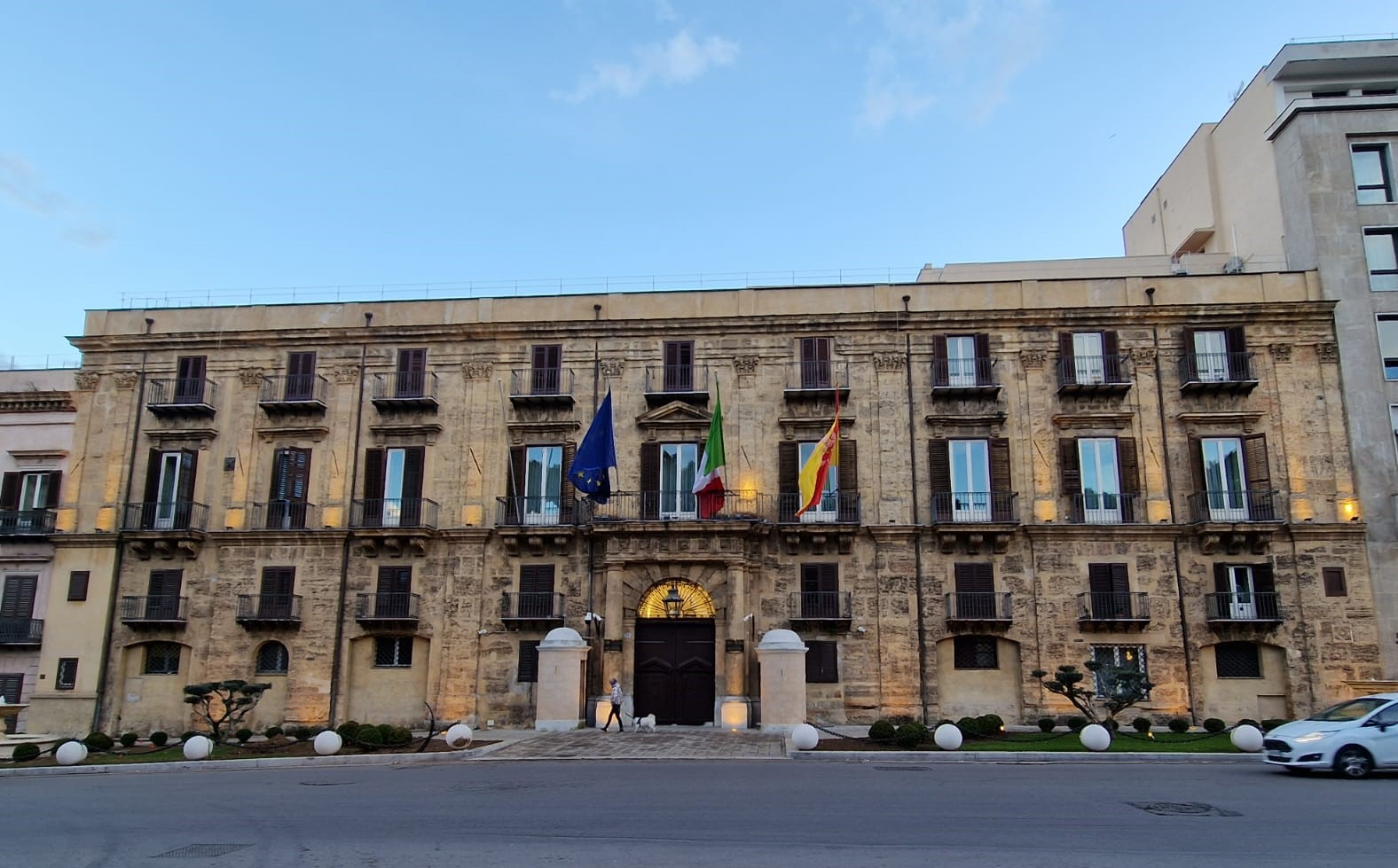
Palazzo d'Orléans, sede della Presidenza della Regione

La Sicilia è una regione a statuto speciale (art. 116 della Costituzione), denominata Regione Siciliana, dotata di ampia autonomia, sia politica sia amministrativa e finanziaria. L'organo legislativo è composto dall'Assemblea regionale siciliana, quello esecutivo dal presidente della Regione siciliana e dalla Giunta regionale, composta da 12 assessori regionali, che dal 2001 possono anche non essere deputati all'ARS (così si chiamano, unici in Italia secondo la Corte costituzionale, i consiglieri regionali in Sicilia).
Lo statuto speciale siciliano, emanato da re Umberto II il 15 maggio 1946 (quindi precedente alla Costituzione della Repubblica italiana, che lo ha recepito per intero con la legge costituzionale n. 2 del 1948), diede vita alla Regione siciliana, prima ancora della nascita della Repubblica Italiana, avvenuta convenzionalmente il 2 giugno seguente.
Il nome ufficiale è "Regione siciliana" e non "Regione Sicilia" per una motivazione storica oltre che per il rapporto istituzionale che lega l'isola all'Italia. La Regione siciliana (in assonanza con la "Repubblica Italiana") nasce come ente originariamente sovrano e legato all'Italia da un rapporto pattizio e potenzialmente paritetico. Questa condizione giuridica, che dà vita al medesimo utilizzo dell'aggettivo dopo il nome ufficiale dell'ente, è dovuta a ragioni principalmente politiche di carattere indipendentista che fanno leva sul fatto che l'entità amministrativa siciliana è considerata una fonte primaria del diritto alla pari della Repubblica italiana. In virtù della sovranità e della volontà del popolo siciliano di darsi un proprio statuto autonomo, infatti, i padri fondatori dello statuto siciliano hanno voluto marcare una sostanziale pariteticità, ma non antiteticità, giuridica, storica e politica tra il popolo siciliano e il popolo italiano. Non a caso la Sicilia è l'unica regione d'Italia in cui l'organo legislativo è anche chiamato parlamento.
Tema politico ricorrente è, pertanto, l'autonomismo siciliano. Questo fu un modo per svuotare il movimento separatista, guidato dal Movimento Indipendentista Siciliano, che all'indomani dello sbarco alleato del luglio 1943 era uscito dalla clandestinità in cui era stato sotto il periodo fascista, chiedendo l'affrancamento della Sicilia dal Regno d'Italia, e che ebbe anche un'organizzazione paramilitare, l'Esercito Volontario per l'Indipendenza della Sicilia (EVIS) guidato da Antonio Canepa. Svanì quasi subito invece l'idea che la Sicilia divenisse il 49º stato degli Stati Uniti d'America. Quando gli Stati Uniti riuscirono a bloccare la minaccia sovietica e jugoslava sull'Italia nord-orientale, questi abbandonarono a sé stessi l'EVIS e Giuliano: al MIS non restò altro che partecipare nel 1946 alle elezioni politiche per l'Assemblea Costituente, dove ottenne 4 seggi (tra cui Andrea Finocchiaro Aprile e Attilio Castrogiovanni), e nove all'Assemblea regionale nel 1947, (nessuno alle politiche del 1948) mentre molti "capibastione" messi dopo il luglio 1943 al comando dei paesi dalle truppe alleate, si infiltrarono nei ricostituiti partiti italiani.
La storia politica di sessant'anni di autonomia speciale in Sicilia, e dei suoi governi, ha vissuto momenti di vivacità, che hanno portato a definire la politica siciliana una sorta di "Laboratorio politico", e altri più bui.
Dal 2001 il presidente della Regione non è più eletto dall'Assemblea Regionale Siciliana, ma direttamente dai cittadini.
Il presidente della 59ª giunta della Regione, eletto il 5 novembre 2017, è Nello Musumeci, fondatore del partito regionalista #DiventeràBellissima e sostenuto da una coalizione di centro-destra.
Il presidente della 60ª giunta della Regione, eletto il 25 settembre 2022, è Renato Schifani, sostenuto da una coalizione di centro-destra. La presidenza della Regione ha sede a Palermo, a Palazzo d'Orleans.
L'Assemblea regionale siciliana è l'organo legislativo della Regione siciliana eletta per la prima volta nel maggio 1947. È eletta a suffragio universale e composta, a partire dalla sua XVII legislatura (2017) da 70 deputati.. Ha sede a Palermo, nel Palazzo dei Normanni. Il parlamento siciliano, nato nel 1130, è considerato il più antico d'Europa.

### Statuto speciale e competenze esclusive
Grazie allo Statuto autonomistico, la Regione ha competenza esclusiva (cioè le leggi statali non hanno vigore nella regione) su una serie di materie, tra cui beni culturali, agricoltura, pesca, enti locali, ambiente, turismo, polizia forestale e polizia locale. Il relativo personale quindi è nei ruoli della Regione e non dello Stato, ed è più numeroso che nelle altre Regioni a statuto ordinario. Ogni modifica allo Statuto speciale, trattandosi di legge costituzionale, è sottoposta alla cosiddetta procedura aggravata, cioè a una doppia approvazione, a maggioranza qualificata, da parte delle Camere.
Per quanto riguarda la materia fiscale, la totalità delle imposte riscosse in Sicilia dovrebbe rimanere, infatti, sul territorio e ogni anno lo Stato Italiano sarebbe tenuto a fornire un ammontare da stabilirsi, con piano quinquennale, di denaro pubblico proveniente dalle altre Regioni per finanziare la Sicilia, così come stabilito dall'art. 38 dello Statuto della Regione siciliana.
1. Lo Stato verserà annualmente alla Regione, a titolo di solidarietà nazionale, una somma da impiegarsi, in base a un piano economico, nella esecuzione di lavori pubblici.
2. Questa somma tenderà a bilanciare il minore ammontare dei redditi di lavoro nella Regione in confronto della media nazionale.
3. Si procederà a una revisione quinquennale della detta assegnazione con riferimento alle variazioni dei dati assunti per il precedente computo.

Altro aspetto importante è contenuto nell'art. 37 dello Statuto della Regione siciliana:
1. Per le imprese industriali e commerciali, che hanno la sede centrale fuori del territorio della Regione, ma che in essa hanno stabilimenti e impianti, nell'accertamento dei redditi viene determinata la quota del reddito da attribuire agli stabilimenti e impianti medesimi.
2. L'imposta, relativa a detta quota, compete alla Regione ed è riscossa dagli organi di riscossione della medesima.

### Suddivisioni amministrative
La Sicilia è suddivisa in sei liberi consorzi comunali e in tre città metropolitane:
| Città metropolitana | Sindaco metropolitano          | Nº comuni | Popolazione | Superficie (km²) | Densità (ab/km²) | Gonfalone | Mappa | Sito web istituzionale |
| ------------------- | ------------------------------ | --------- | ----------- | ---------------- | ---------------- | --------- | ----- | ---------------------- |
| Palermo             | Roberto Lagalla (UdC)          | 82        | 1.275.293   | 4.992            | 250              |           |       | Palermo                |
| Catania             | Enrico Trantino (FdI)          | 58        | 1.115.696   | 3.553            | 307              |           |       | Catania                |
| Messina             | Federico Basile (Sicilia Vera) | 108       | 646.902     | 3.247            | 201              |           |       | Messina                |
| Città metropolitane | Città metropolitane            | 248       | 3.037.891   | 11.792           | 253              |           |       |                        |

| Libero consorzio comunale | Presidente                                         | Nº comuni | Popolazione (dal 2024) | Superficie (km²) | Densità (ab/km²) | Gonfalone | Mappa | Sito web istituzionale                                              |
| ------------------------- | -------------------------------------------------- | --------- | ---------------------- | ---------------- | ---------------- | --------- | ----- | ------------------------------------------------------------------- |
| Agrigento                 | Giuseppe Pendolino (IV)                            | 43        | 408.437                | 3.042            | 149              |           |       | Agrigento                                                           |
| Caltanissetta             | Walter Tesauro (FI)                                | 22        | 248.699                | 2.124            | 127              |           |       | Caltanissetta                                                       |
| Enna                      | Piero Antonio Santi Capizzi (PD)                   | 20        | 152.241                | 2.562            | 67               |           |       | Enna                                                                |
| Ragusa                    | Maria Rita Annunziata Schembari (FdI)              | 12        | 320.891                | 1.614            | 198              |           |       | Ragusa                                                              |
| Siracusa                  | Michelangelo Giansiracusa (Azione)                 | 21        | 383.321                | 2.109            | 191              |           |       | Siracusa                                                            |
| Trapani                   | Salvatore Quinci (Indipendente di centro-sinistra) | 25        | 411.881                | 2.459            | 177              |           |       | Trapani                                                             |
| Regione                   | Presidente                                         | 142       | 2.052.659              | 13.910           | 151              |           |       |                                                                     |
| Sicilia                   | Renato Schifani (Forza Italia)                     | 391       | 5.090.550              | 25.902           | 196              |           |       | Regione siciliana Archiviato il 14 maggio 2011 in Internet Archive. |

### Simboli

Stemma
Gonfalone
Bandiera

La bandiera e lo stemma della Regione siciliana presentano ambedue i colori giallo e rosso, divisi in diagonale, con al centro la triscele e il gorgoneion; venne utilizzata per la prima volta nel 1282 nella Rivoluzione del Vespro dai siciliani, volendo simboleggiare l'unità della Sicilia nello scacciare gli Angioini.
La bandiera è utilizzata, secondo la legge regionale istitutiva, la n. 1 del 2000, in tutti gli edifici pubblici regionali.
Il gonfalone della Regione siciliana è stato adottato con la legge regionale n. 12 del 1990, approvata dall'Assemblea regionale siciliana. Il gonfalone è costituito da uno scudo formato dalla triscele e dagli stemmi normanno, svevo e aragonese del Regno di Sicilia, collocati su un fondo azzurro, a sua volta collocati su uno scudo inquartato con i colori giallo e rosso aranciato.

### Inno regionale
Composto da Vincenzo Spampinato, eseguito per la prima volta dall'Orchestra Sinfonica Siciliana e adottato nel 2003, Madreterra fu il primo inno ufficiale adottato da una regione italiana. Sorsero polemiche per la decisione di scrivere un testo ufficiale in italiano anziché in siciliano, tuttavia diversi siciliani con profondo spirito identitario ne hanno riproposto recentemente versioni alternative con il testo in siciliano.

### Decorazioni regionali
Medaglia d'oro al valor civile della Regione siciliana
Concessa ai "familiari dei cittadini residenti in Sicilia deceduti nel compimento di atti eroici... ai cittadini non residenti in Sicilia che siano deceduti nel compimento di atti eroici a favore del popolo siciliano... a quei cittadini che abbiano compiuto atti eroici a favore del popolo siciliano senza essere deceduti" (art. 5, Legge regionale 5 novembre 2004, n.15).
 Medaglia d'oro al valore sportivo della Regione siciliana
Concessa ai cittadini nati o residenti in Sicilia che ottengano risultati sportivi a livello internazionale. (art. 7, Legge regionale 5 novembre 2004, n.15).

## Economia
Grazie alla crescita economica degli ultimi anni, la Sicilia è l'ottava economia regionale d'Italia in termini di PIL totale. Una serie di riforme e investimenti sull'agricoltura come ad esempio l'introduzione di moderni sistemi di irrigazione hanno reso competitiva questa importante industria. Negli anni '70 c'è stata una crescita dell'industria attraverso la creazione di alcune fabbriche. Negli ultimi anni è cresciuto anche il settore dei servizi con l'apertura di numerosi centri commerciali. Il turismo è un'importante fonte di ricchezza per l'isola grazie al suo patrimonio naturale e storico. Oggi la Sicilia sta investendo ingenti somme di denaro sulle strutture alberghiere ed extralberghiere, al fine di rendere il turismo più competitivo. Tuttavia ancora oggi, la Sicilia continua ad avere un PIL pro capite inferiore alla media italiana e una disoccupazione più elevata rispetto al resto d'Italia. Questa differenza è principalmente causata dall'influenza negativa della mafia che è ancora attiva in alcune aree sebbene sia molto più debole che in passato.

### Dati economici
Di seguito la tabella che riporta il PIL e il PIL pro capite prodotto in Sicilia dal 2000 al 2019:
|                                              | 2000     | 2001     | 2002     | 2003     | 2004     | 2005     | 2006     | 2008      | 2009     | 2010     | 2011     | 2012     | 2013     | 2014     | 2015     | 2016   | 2017   | 2018     | 2019     |
| -------------------------------------------- | -------- | -------- | -------- | -------- | -------- | -------- | -------- | --------- | -------- | -------- | -------- | -------- | -------- | -------- | -------- | ------ | ------ | -------- | -------- |
| Prodotto interno lordo (in milioni di euro)  | 67.203,8 | 70.530,1 | 72.855,0 | 75.084,5 | 77.327,3 | 80.358,1 | 82.938,6 | 88.327,73 | 86.015,0 | 88.171,2 | 88.078,4 | 87.742,5 | 86.261,4 | 84.473,1 | 85.887,1 | 86.250 | 88.031 | 88.367,7 | 89.024,8 |
| PIL ai prezzi di mercato per abitante (euro) | 13.479,6 | 14.185,7 | 14.662,2 | 15.053,9 | 15.440,1 | 16.023,2 | 16.531,5 | 17.533    | 17.045,2 |          |          |          |          |          |          |        |        |          |          |

Di seguito la tabella che riporta il PIL, prodotto in Sicilia ai prezzi correnti di mercato nel 2006, espresso in milioni di euro, suddiviso tra le principali macro-attività economiche:
| Macro-attività economica                                                        | PIL prodotto | % settore su PIL regionale | % settore su PIL italiano |
| ------------------------------------------------------------------------------- | ------------ | -------------------------- | ------------------------- |
| Agricoltura, silvicoltura, pesca                                                | 2923,3 €     | 3,52%                      | 1,84%                     |
| Industria in senso stretto                                                      | 7712,9 €     | 9,30%                      | 18,30%                    |
| Costruzioni                                                                     | 4582,1 €     | 5,52%                      | 5,41%                     |
| Commercio, riparazioni, alberghi e ristoranti, trasporti e comunicazioni        | 15159,7 €    | 18,28%                     | 20,54%                    |
| Intermediazione monetaria e finanziaria; attività immobiliari e imprenditoriali | 17656,1 €    | 21,29%                     | 24,17%                    |
| Altre attività di servizi                                                       | 24011,5 €    | 28,95%                     | 18,97%                    |
| IVA, imposte indirette nette sui prodotti e imposte sulle importazioni          | 10893,1 €    | 13,13%                     | 10,76%                    |
| PIL Sicilia ai prezzi di mercato                                                | 82938,6 €    |                            |                           |

### Agricoltura

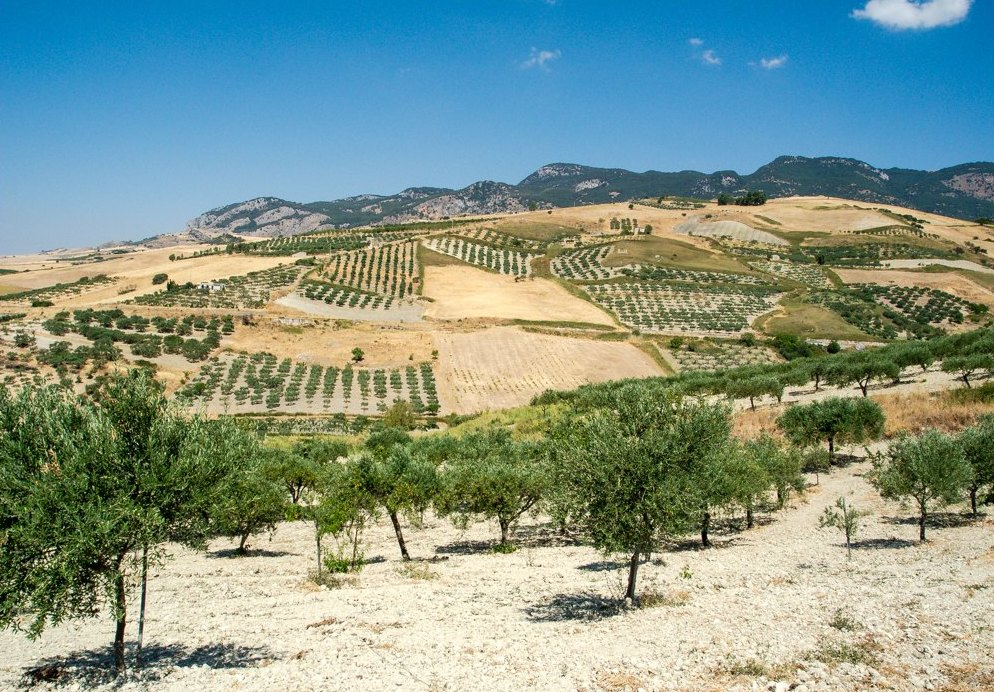
Oliveti nel territorio dei Sicani

L'agricoltura è stata ed è ancora oggi una delle grandi risorse economiche della Sicilia grazie alla varietà e qualità delle produzioni. Notevole è la produzione dei cereali - tra cui il frumento, specie della pregiata varietà grano duro, essenziale per la produzione delle migliori qualità di pasta. Il frumento già in passato rendeva la Sicilia essenziale per l'approvvigionamento dei Romani, tanto che l'isola era chiamata il granaio di Roma. È abbondante quella delle olive, che assicura un'ottima produzione di olio. Fino all'inizio del XX secolo è stata anche diffusa la coltivazione del riso, importato dagli Arabi e ingrediente di diversi piatti tipici.
Ben nota è la coltura degli agrumi, i cui centri più importanti sono Mazzarrà Sant'Andrea, Francofonte, Lentini, Paternò celebre per la sua arancia a polpa rossa, Ribera, Scordia. Qui si producono arance, limoni, mandarini, mandaranci, bergamotti, cedri e pompelmi di grande pregio. La frutticoltura siciliana annovera fra i suoi prodotti i fichi d'India, angurie, kaki, nespole e susini che danno luogo a produzioni specifiche di qualità quali l'anguria di Siracusa, i kaki di Misilmeri, le nespole di Trabia e il susino sanacore, mentre tra gli ortaggi si producono in particolare zucchine, melanzane, pomodori e peperoni. A partire dagli anni sessanta, lo sviluppo delle coltivazioni in serra, estese soprattutto nella zona sud orientale, ha permesso un incremento sia nella quantità sia nella qualità dei prodotti, sviluppando colture ad alto valore aggiunto come le primizie o altri prodotti protetti da denominazioni certificate come i famosi pomodorini di Pachino. Non mancano fra i prodotti dell'orticoltura i legumi basilari nella cucina regionale. Oltre i tradizionali legumi diffusi anche nel resto d'Italia, le specifiche condizioni climatiche hanno permesso lo sviluppo di coltivazioni particolari e meno diffuse nella penisola come carrube e lupini. L'attenzione e lo sviluppo riservati alla produzione di legumi ha portato a eccellenze quali la fava di Leonforte.

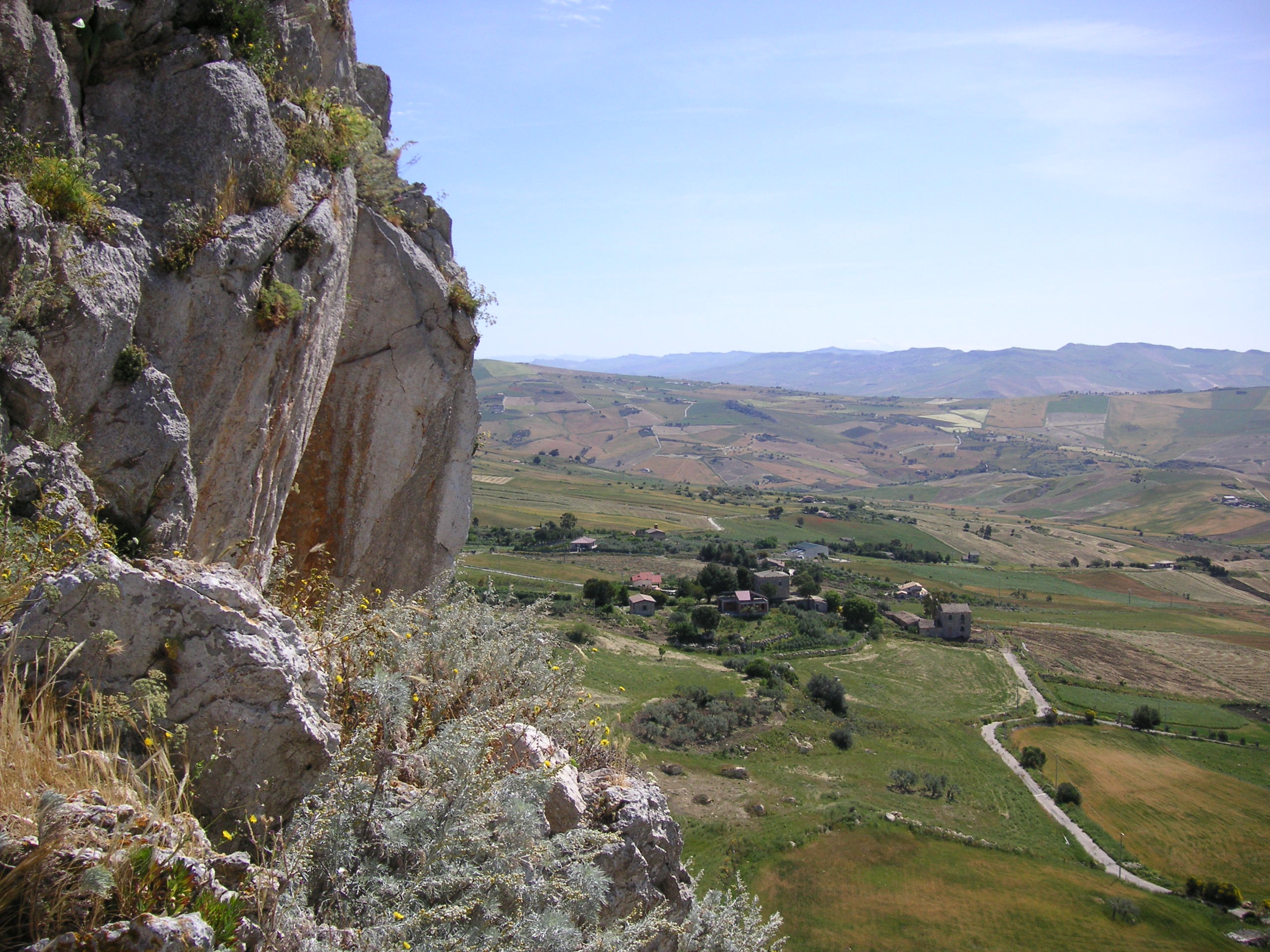
Strutture rurali immerse nella campagna del nisseno

Importante è la produzione dei carciofi di cui il territorio niscemese e il distretto agricolo di Cerda sono fra i più grandi produttori europei.
Tra la frutta secca spiccano per qualità le mandorle, le nocciole e il pistacchio - pregiato quello di Bronte - che sono alla base di molti prodotti dolciari.
Un importante contributo viene anche dalla coltivazione intensiva di specie, una volta esotiche, come il kiwi di eccellente qualità e perfino di mango, nella zona di Fiumefreddo.
La carota novella di Ispica, la ciliegia dell'Etna coltivata nel comprensorio di Giarre, l'olio d'oliva dei Monti Iblei, dei colli nisseni e delle colline ennesi, il limone Interdonato della Messina jonica, il limone di Siracusa, il melone di Pachino e il pistacchio verde di Bronte sono prodotti a denominazione di Origine Protetta - Protezione Transitoria Nazionale con decreto ministeriale.
Uno dei frutti più tipici è il "kaki" (in italiano caco o loto). Famosa per i suoi kaki è Misilmeri. Un'altra peculiare produzione siciliana è quella delle sbergie. Questo frutto, dolce e profumato, costituisce un endemismo che trova diffusione solo nella valle del Niceto.
La tradizionale coltivazione della vite consente la produzione di ottimi vini, sia rossi sia bianchi, che sono sempre più conosciuti e apprezzati in tutto il mondo. La produzione, pur notevole, stentava un tempo a inserirsi nei mercati a causa della eccessiva frammentazione dei produttori e di imprecisi standard qualitativi; essa ha avuto una svolta decisiva a partire dagli anni novanta, quando l'impiego di nuove tecniche enologiche, i finanziamenti pubblici che hanno facilitato l'arrivo di grandi produttori di vino da altre parti d'Italia e anche dall'estero, la nascita di una scuola universitaria locale di enologi (Università di Palermo facoltà di Agraria con sede staccata a Marsala presso l'Istituto Agrario "A. Damiani"), hanno favorito la rinascita dei vini siciliani, già famosi in epoca romana, e la loro affermazione a livello internazionale delle sue D.O.C. e la nascita della D.O.C.G. Cerasuolo di Vittoria.
Tra i vitigni autoctoni più noti si annoverano i "rossi", come il Nero d'Avola, il Nerello mascalese, il Frappato che concorre insieme al Nero d'Avola alla D.O.C.G. Cerasuolo di Vittoria, il Nerello Mantellato, il Nerello Cappuccio, il Perricone e il Nocera, e i "bianchi", tra i quali il più noto è indubbiamente il Bianco d'Alcamo, la cui rinomanza è riconosciuta in tutto il mondo, l'Inzolia, il Grillo, il Catarratto, il Grecanico, il Carricante, la Minnella Bianca, il Moscato di Pantelleria detto anche Zibibbo e la Malvasia delle Lipari.

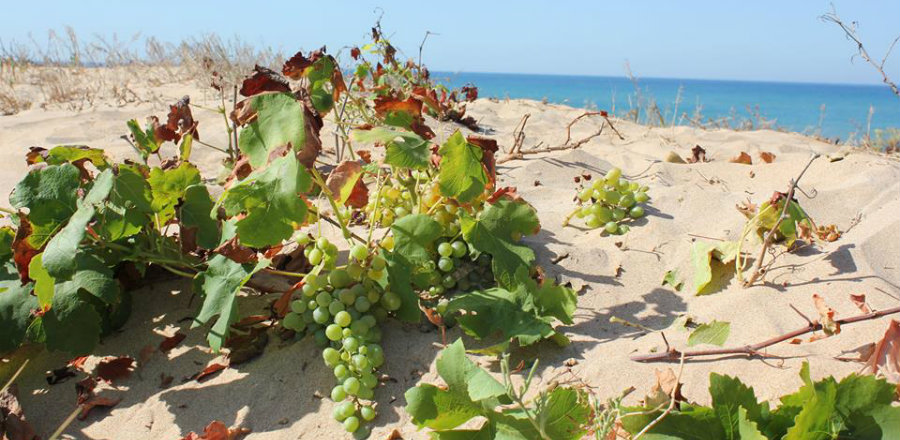
Viti d'Inzolia crescono spontanee tra le dune di Menfi

Si coltivano e si imbottigliano inoltre, con notevoli risultati qualitativi, anche vini prodotti da Chardonnay, Sauvignon, Merlot, Syrah, Cabernet, Petit Verdot, Pinot noir e altre varietà alloctone.
Un importante e sempre più sviluppato settore è quello della coltivazione, in serra, di fiori pregiati, come ad esempio le orchidee, favorito dal clima caldo-umido che ha raggiunto e superato per produzione quello di altre regioni tradizionalmente produttrici. Oggi i fiori di Sicilia vengono acquistati e spediti in tutta l'Europa.
Inoltre è presente il mercato ortofrutticolo più grande d'Italia a Vittoria.
In Sicilia, circa 650 000 ettari di terreno sono dedicati all'agricoltura di semina e 400 000 alle colture permanenti.
Nella piana di Gela viene coltivato anche il cotone; il prodotto siciliano costituisce il 78% della produzione nazionale.

### Allevamento
Sono allevati ovini, caprini ed equini, mentre i bovini, un tempo presenti in numero limitato, oggi sono allevati soprattutto nel libero consorzio comunale di Ragusa, dove si allevano animali della razza frisona e razza modicana. Questi ultimi producono un latte molto sostanzioso, benché in quantità scarse rispetto ai bovini d'allevamento (è una razza semi-addomesticata), utilizzato principalmente nella produzione di formaggi freschi ("provole"), del piacentino ennese, con l'aggiunta di zafferano, o del caciocavallo ragusano, l'unico del genere in Sicilia ad avere meritato il marchio DOP. Una tipica razza di equini di razza sanfratellana viene allevata sui Nebrodi, nella zona di San Fratello, da cui prende nome.
La superficie dedicata ai prati e ai pascoli in Sicilia raggiunge i 235 000 ettari. Sono originarie dell'isola anche le più antiche razze canine italiane: il Cane di mannara ed il Cirneco dell'Etna.

### Pesca

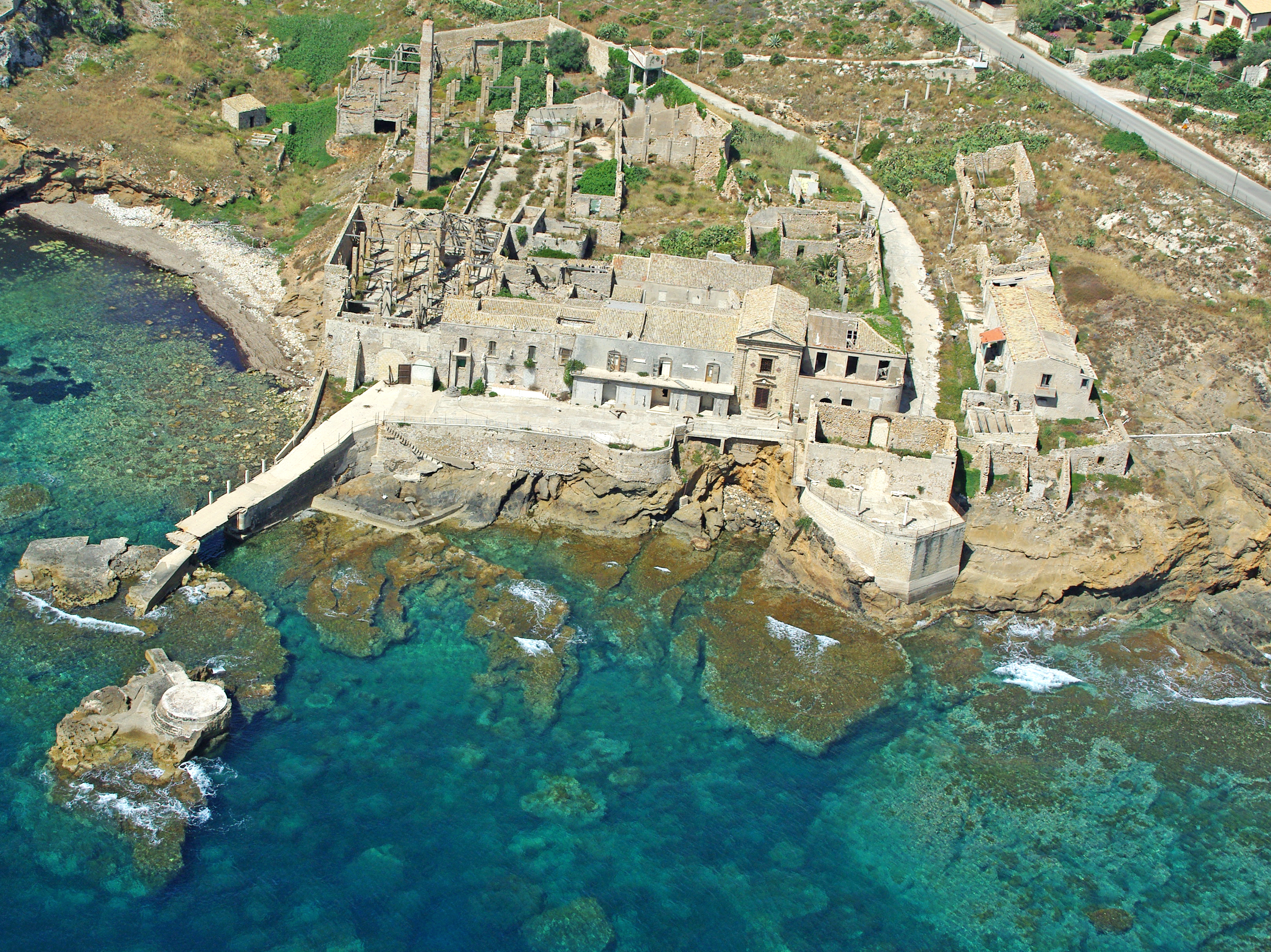
La tonnara di Portopalo, nel vertice sud-orientale dell'isola

Marzamemi, borgo di pescatori famoso per la sua tonnara, costituisce una risorsa preziosa per la Sicilia, che è la prima regione italiana per quantità di prodotto catturato, per consistenza di flotta (33% della flotta peschereccia italiana) e numero di pescatori impiegati.

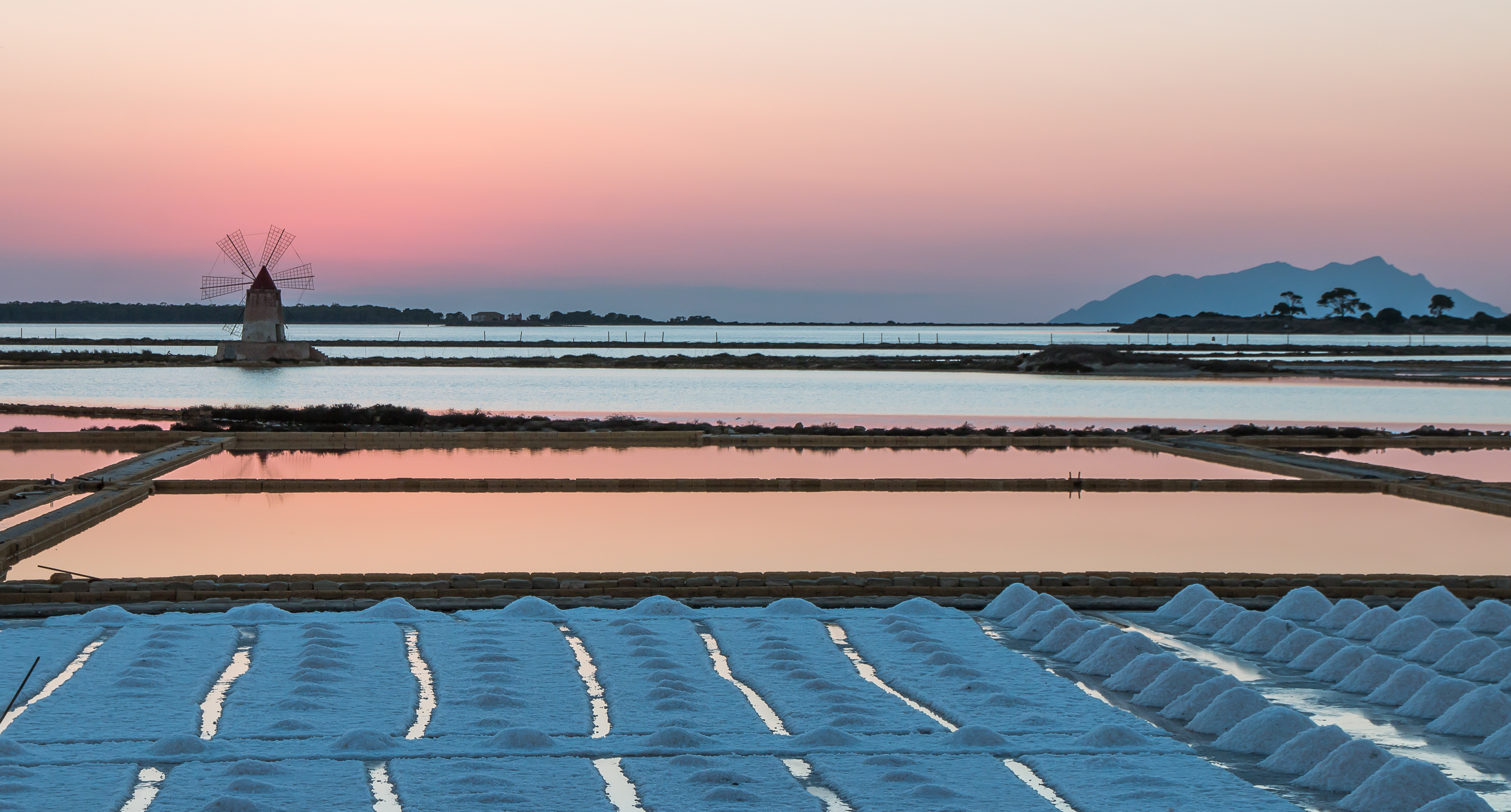
Saline della riserva naturale orientata "Isole dello Stagnone di Marsala"

Molti sono i porti con estese flotte di navi pescherecce; tra questi il più importante è quello di Mazara del Vallo, il primo d'Italia con 27687 TSL (tonnellate stazza lorda) e 269 imbarcazioni da pesca. Sono importanti anche quello di Trapani, Terrasini, Scoglitti, Sciacca e Porticello, che superano i 130 motopesca iscritti nel compartimento. Altri porti sono il porto di Licata, Porto Empedocle, Marsala, Pozzallo, Lampedusa, Catania, Portopalo. Si pescano, oltre al pesce spada nella zona dello stretto di Messina, anche il tonno, le sardine, le alici e gli sgombri, ovvero il pesce azzurro tipico del Mar Mediterraneo, che consente di fornire all'industria conserviera la materia prima necessaria alla produzione del pesce in scatola e del pesce affumicato. Nel trapanese e a Marzamemi si produce la bottarga, che viene esportata anche all'estero.
A Mazara del Vallo ma anche in altre zone marine della costa mediterranea della Sicilia, si pratica l'allevamento di pesci come spigole, orate, tonni (ingrasso); a Ganzirri, nella zona nord di Messina, quello di ostriche e mitili. Inoltre a Trapani sono ben note le saline da cui sin dall'antichità si produce finissimo sale marino.

### Energia
Un elettrodotto che supera lo stretto di Messina esporta dalla Sicilia una parte dell'energia elettrica che in essa è prodotta, ma soprattutto consente alla regione di ricevere oltre la metà dell'energia proveniente dal nord Europa, richiesta dai 5 milioni di abitanti siciliani. L'energia principale, più una parte di quella ausiliaria prodotta dalle centrali energetiche della regione, viene utilizzata nelle città e per le linee ferroviarie elettrificate da 3 kV.
Dalla società di sviluppo e gestione di elettrodotti Terna si farà un secondo elettrodotto tra Sorgente e Rizziconi nonché il potenziamento della rete della regione fino a 380 kV.
Anche se le centrali tradizionali sono abbastanza diffuse e hanno una buona produzione, le fonti alternative, nonostante le enormi potenzialità in merito che ha la Sicilia, sono ancora poco diffuse: sono sperimentali alcune centrali eoliche, mentre verrà presto attivata a Enna, nel Polo Industriale del Dittaino, una centrale utilizzante le biomasse per produrre energia a bassi costi, il primo impianto di questo tipo esistente nell'Italia meridionale.

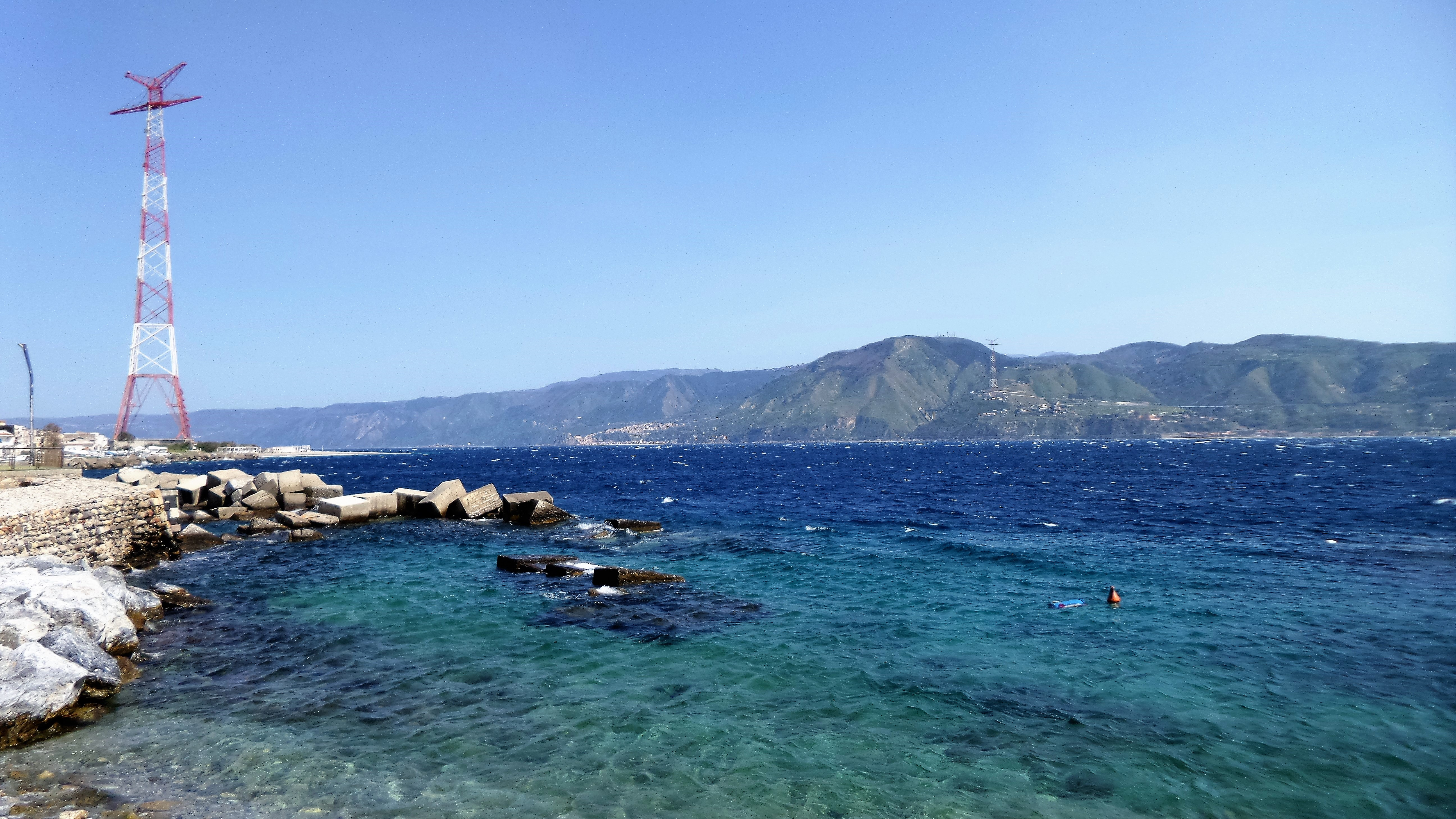
Il pilone di Torre Faro, posto nella striscia di terra dell'isola siciliana più a nord-est

Nei pressi di Adrano, tra il 1981 e il 1987, venne costruita dall'Enel, nell'ambito di un progetto europeo, la Centrale Solare Eurelios che erogava 1 Megawatt di potenza; la centrale poi rimase inutilizzata. Nel 2011, Enel Green Power ha avviato lo smantellamento della centrale solare termica Centrale Solare Eurelios per fare spazio a un impianto fotovoltaico; a lavori ultimati il nuovo impianto sarà in grado di generare 14 milioni di kWh (il fabbisogno di consumo di oltre 5.000 famiglie).
Negli anni novanta è stata costruita, nella zona di Sortino, una centrale idroelettrica che produce energia utilizzando un salto di oltre 100 metri creato fra due laghi artificiali costruiti appositamente. Questa centrale, la prima nel suo genere, fu costruita per poter sostenere i massicci consumi diurni delle industrie della zona di Priolo. Il bilancio energetico della centrale è decisamente negativo, ma permette di accumulare energia in esubero prodotta di notte, per pompare l'acqua al bacino superiore e poi l'acqua viene utilizzata di giorno per produrre energia a sostegno dei consumi diurni delle industrie della zona. Entrata in servizio nel 1989, è situata nella valle dell'Anapo, nel comune di Priolo Gargallo. Il serbatoio (lago) superiore raccoglie anche le acque del bacino idrografico superiore dell'Anapo,
con un volume di 5,6 milioni di m3. Ha una potenza efficiente di 500 MW e una potenza di pompaggio di 580 MW, grazie a 4 gruppi turbina/pompa reversibile da 125 MW in produzione e che assorbono 145 MW in pompaggio. Il salto tra i serbatoi è di circa 312 m.

### Industria

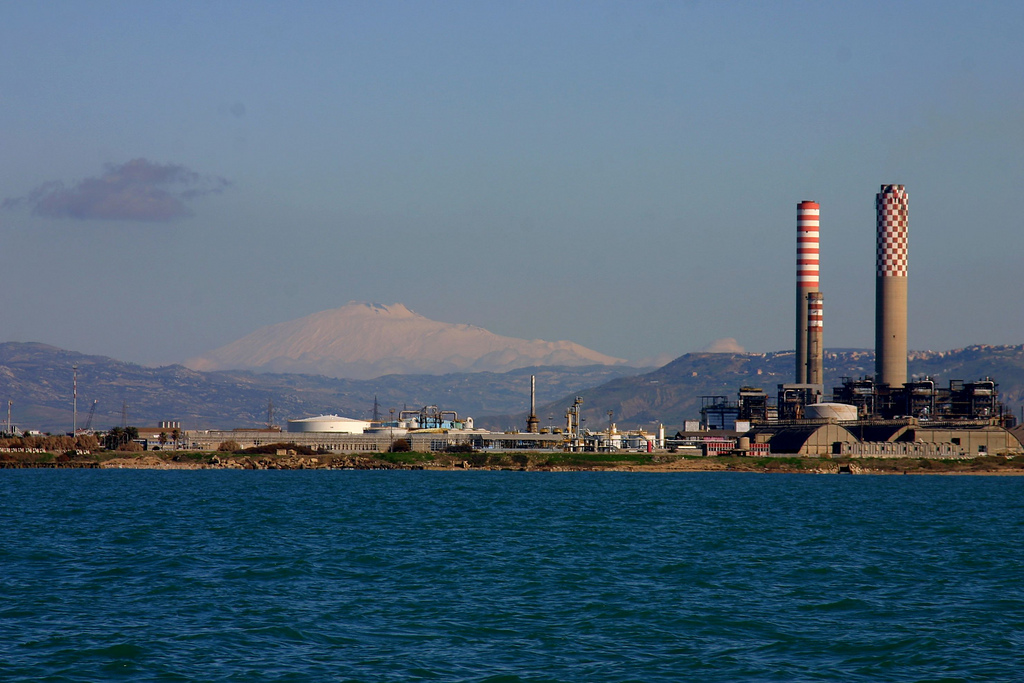
Il polo petrolchimico di Gela; sullo sfondo, l'Etna.

Nonostante la regione non abbia livelli di industrializzazione paragonabili a quelli del Nord Italia, tuttavia presenta complessivamente un apparato industriale più vivace del resto del Sud Italia grazie anche alla presenza dei più grandi stabilimenti del meridione e di numerosi distretti industriali, concentrati nella piana di Gela, nei pressi di Augusta, Siracusa, Milazzo ed Enna (area industriale del Dittaino) con industrie di trasformazione chimica petrolifera, energetica, elettronica e agroalimentare.
Tuttavia Palermo e Catania sono le città che presentano più di un distretto industriale. In particolare la città di Catania presenta ben tre grandi distretti industriali specializzati in quasi tutti i settori, dall'agroalimentare alla meccanica, dall'elettronica alla chimica.
Da ricordare è inoltre una quarta area d'eccellenza sempre nei pressi di Catania, la cosiddetta "Etna Valley" ovvero una grande zona industriale all'avanguardia per la produzione elettronica.
In Sicilia vengono sfruttati i giacimenti di petrolio e metano di Ragusa.

### Attività estrattive

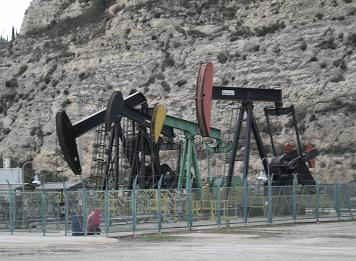
Ragusano: pompe di estrazione petrolifera a testa pozzo.

Le miniere di zolfo dei liberi consorzi comunali di Enna, Caltanissetta e Agrigento sono state chiuse, a partire dalla metà del XX secolo, a causa della forte concorrenza dello zolfo americano estratto con il metodo Frasch e quindi venduto a prezzi notevolmente più bassi; il diverso processo estrattivo in Sicilia era divenuto troppo costoso e perciò scarsamente remunerativo. Altre miniere di sali potassici, utilizzati in vari settori dell'industria, sono state chiuse, alla fine degli anni ottanta, nel territorio del libero consorzio comunale di Caltanissetta essendo divenuta più conveniente economicamente l'importazione dall'Est europeo. In passato, erano fiorenti anche l'estrazione del gesso e della pietra-pece nel ragusano (per l'estrazione di idrocarburi) anche queste però sono state marginalizzate nel corso del Novecento.
Importante è attualmente, dal sottosuolo siciliano, l'estrazione del petrolio in terraferma dai pozzi di Ragusa. Altri pozzi sono stati trivellati, negli anni novanta al largo delle coste meridionali siciliane, nel Canale di Sicilia dove sono state installate alcune piattaforme petrolifere visibili al largo di Ragusa (Piattaforma Vega). Sono presenti anche giacimenti di gas metano. Da rilevare l'estrazione del famoso Perlato di Sicilia, che fa di Custonaci uno dei più importanti bacini marmiferi in Italia.

### Turismo

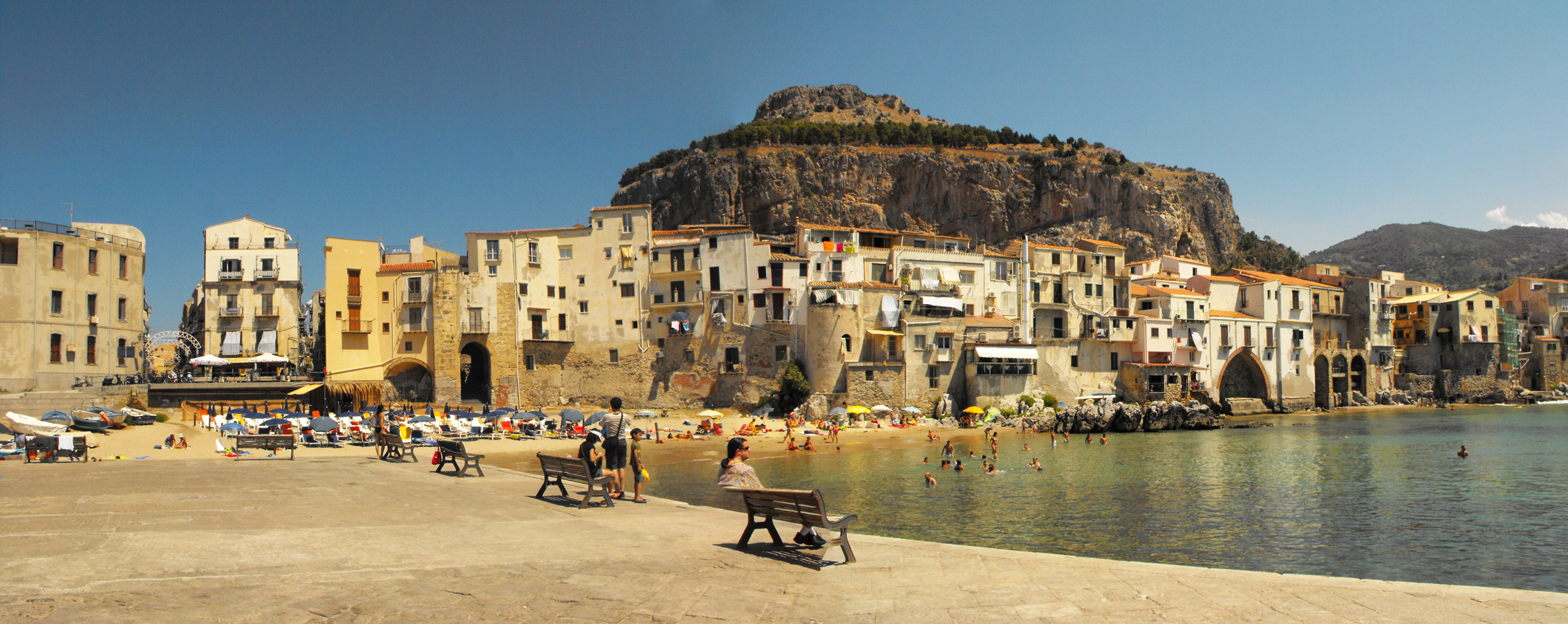
Cefalù

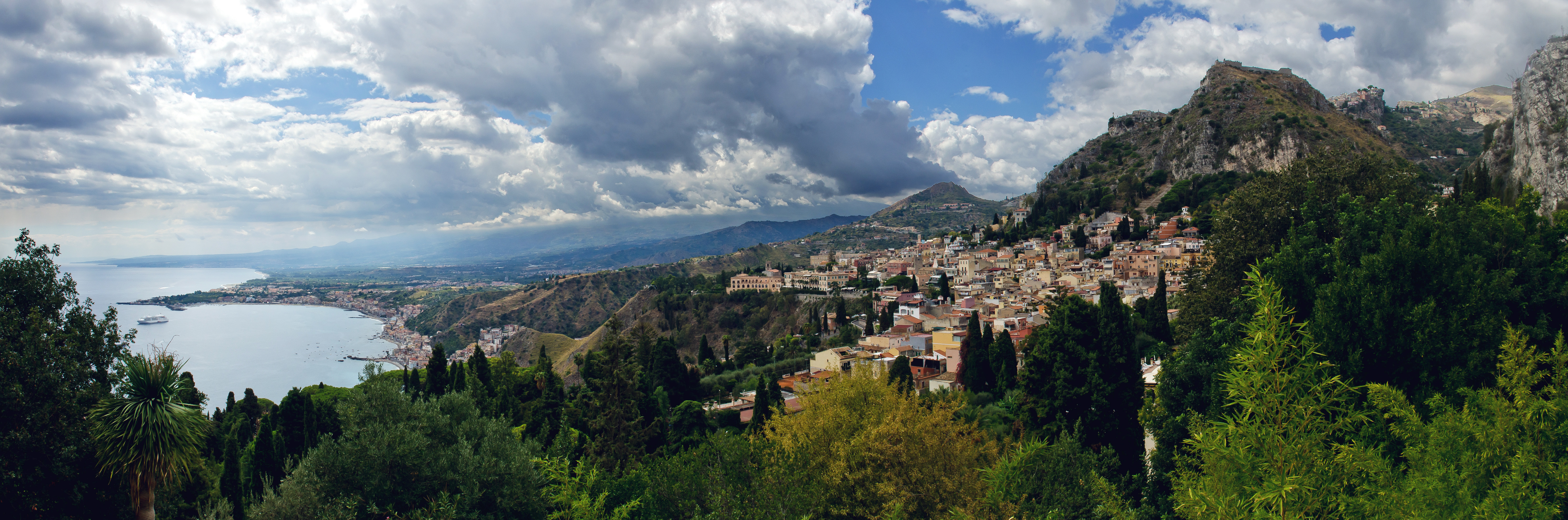
Panorama di Taormina

L'industria del turismo è favorita dalla presenza sul territorio di numerosi siti archeologici (Morgantina, Segesta, Selinunte, Valle dei Templi e Villa del Casale) e di bellezze artistiche e naturali che suscitano l'interesse dei visitatori. Oltre al turismo balneare che vanta celebri attrattive composte dalle variegate coste e le isole minori, grandissima importanza ha il turismo culturale grazie alle città d'arte.

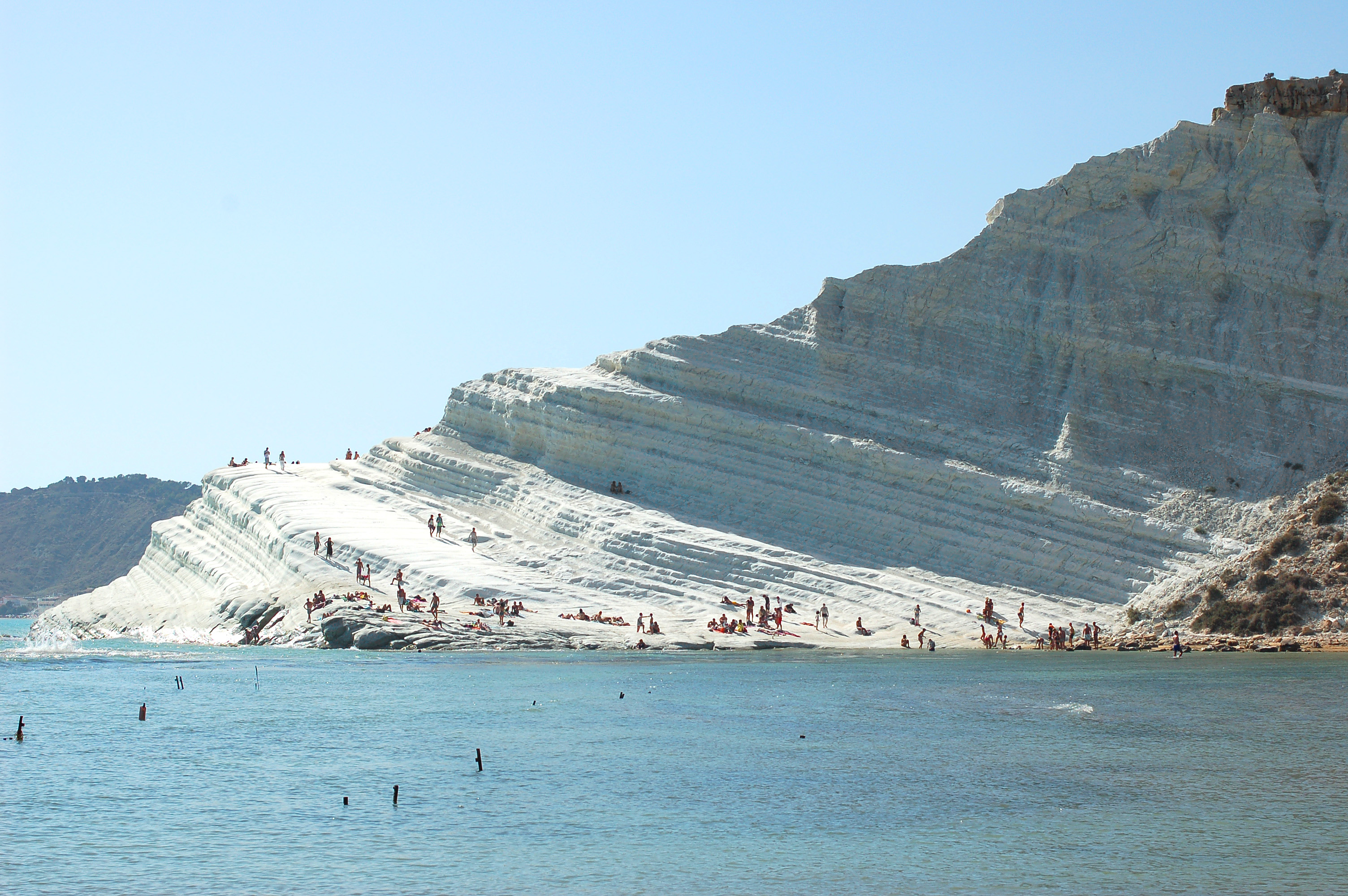
La Scala dei Turchi

Si è investito sulla capacità ricettiva di strutture alberghiere, favorendo un incremento delle presenze nell'isola. Gli arrivi turistici nel 2019 sono stati di 2.723.913 italiani (+1,4% rispetto al '18) e  2.396.508 stranieri (+3,7% rispetto al '18, il 20% sono francesi). Secondo i dati dell'Osservatorio economico di Confartigianato Sicilia le presenze turistiche raggiungono i 15,1 milioni nel 2018 (esattamente 15.135.359, +2,9% rispetto al 2017), dopo la contrazione del -5,6% nel 2016. Tra le regioni italiane, la Sicilia si posiziona al 10º posto per numero di arrivi, che rappresentano il 3,9% dei turisti che hanno effettuato un viaggio in Italia e al 13º posto per numero di presenze, che rappresentano il 3,5% del numero complessivo di notti trascorse dai clienti negli esercizi recettivi presenti in tutta la penisola.
La città metropolitana di Messina, con 3.471.240 milioni (il 23% dell'isola) di presenze turistiche annue, è la prima in Sicilia nel 2019 e tra le prime nel Mezzogiorno. Molto frequentate, da turisti sia italiani sia stranieri, mete turistiche come Taormina, Isole Eolie, Erice, Isole Egadi, Pantelleria, Lampedusa, Ustica, Cefalù, Monreale, Palermo (con il borgo marinaro di Mondello) e dintorni come Isola delle Femmine e Terrasini, nel catanese Catania, Acireale e Caltagirone, nel ragusano Ragusa e Modica, nell'ennese Piazza Armerina, nel trapanese San Vito Lo Capo, Castellammare del Golfo (con la frazione di Scopello) e nel siracusano Noto, Avola e Siracusa.
Secondo il rapporto sul turismo enogastronomico italiano 2019 presentato alla Bit di Milano, la Sicilia è la regione più desiderata dai turisti italiani per questo tipo di turismo, con il 15% delle preferenze, seguita da Toscana e Emilia Romagna.

### PIL pro capite
La classifica del PIL pro capite delle città metropolitane (Palermo, Catania e Messina) e dei liberi consorzi (Siracusa, Agrigento, Ragusa, Trapani, Caltanissetta ed Enna) nel 2021 è la seguente :
| Città metropolitana o libero consorzio comunale | Pil pro capite 2021 (euro annui) |
| ----------------------------------------------- | -------------------------------- |
| Palermo                                         | 18.118                           |
| Ragusa                                          | 17.103                           |
| Catania                                         | 17.555                           |
| Messina                                         | 17.244                           |
| Siracusa                                        | 18.632                           |
| Enna                                            | 15.018                           |
| Trapani                                         | 15.246                           |
| Caltanissetta                                   | 15.905                           |
| Agrigento                                       | 14.580                           |

## Ambiente

### Aree naturali protette
In Sicilia sono presenti un parco nazionale, cinque parchi naturali regionali e molte riserve naturali come aree marine protette e zone umide, che coprono complessivamente il 10,5% del territorio della regione.
Parchi nazionali
- Parco nazionale dell'Isola di Pantelleria

Parchi naturali regionali
- Parco dei Monti Sicani
- Parco dei Nebrodi
- Parco dell'Etna
- Parco delle Madonie
- Parco fluviale dell'Alcantara

Alcune riserve naturali regionali
- Riserva naturale orientata Bosco di Malabotta
- Riserva naturale Fiume Ciane e Saline di Siracusa
- Riserva naturale integrale Isola Lachea e faraglioni dei Ciclopi
- Riserva naturale orientata Pantalica, Valle dell'Anapo e Torrente Cava Grande
- Riserva naturale integrale Grotta Conza
- Riserva naturale integrale Macalube di Aragona
- Riserva naturale Foce del Fiume Belice e dune limitrofe
- Riserva naturale Macchia Foresta del Fiume Irminio
- Riserva naturale Oasi del Simeto
- Riserva naturale orientata Biviere di Gela
- Riserva naturale orientata Bosco di Santo Pietro
- Riserva naturale orientata Capo Gallo
- Riserva naturale orientata Cavagrande del Cassibile
- Riserva naturale Fiume Fiumefreddo
- Riserva naturale orientata Serre della Pizzuta
- Riserva naturale orientata Isola Bella
- Riserva naturale orientata Monte Cofano
- Riserva naturale orientata Monte Pellegrino
- Riserva naturale orientata Oasi Faunistica di Vendicari
- Riserva naturale orientata Pino d'Aleppo
- Riserva naturale orientata Sughereta di Niscemi
- Riserva naturale orientata dello Zingaro
- Riserva naturale orientata Bosco di Alcamo
- Riserva naturale orientata "Isole dello Stagnone di Marsala"
- Riserva naturale speciale Lago di Pergusa

Aree marine protette
- Area marina protetta Isole Pelagie
- Area naturale marina protetta Capo Gallo - Isola delle Femmine
- Area marina protetta Plemmirio
- Area marina protetta Isola di Ustica
- Area marina protetta Isole Ciclopi
- Riserva naturale marina Isole Egadi

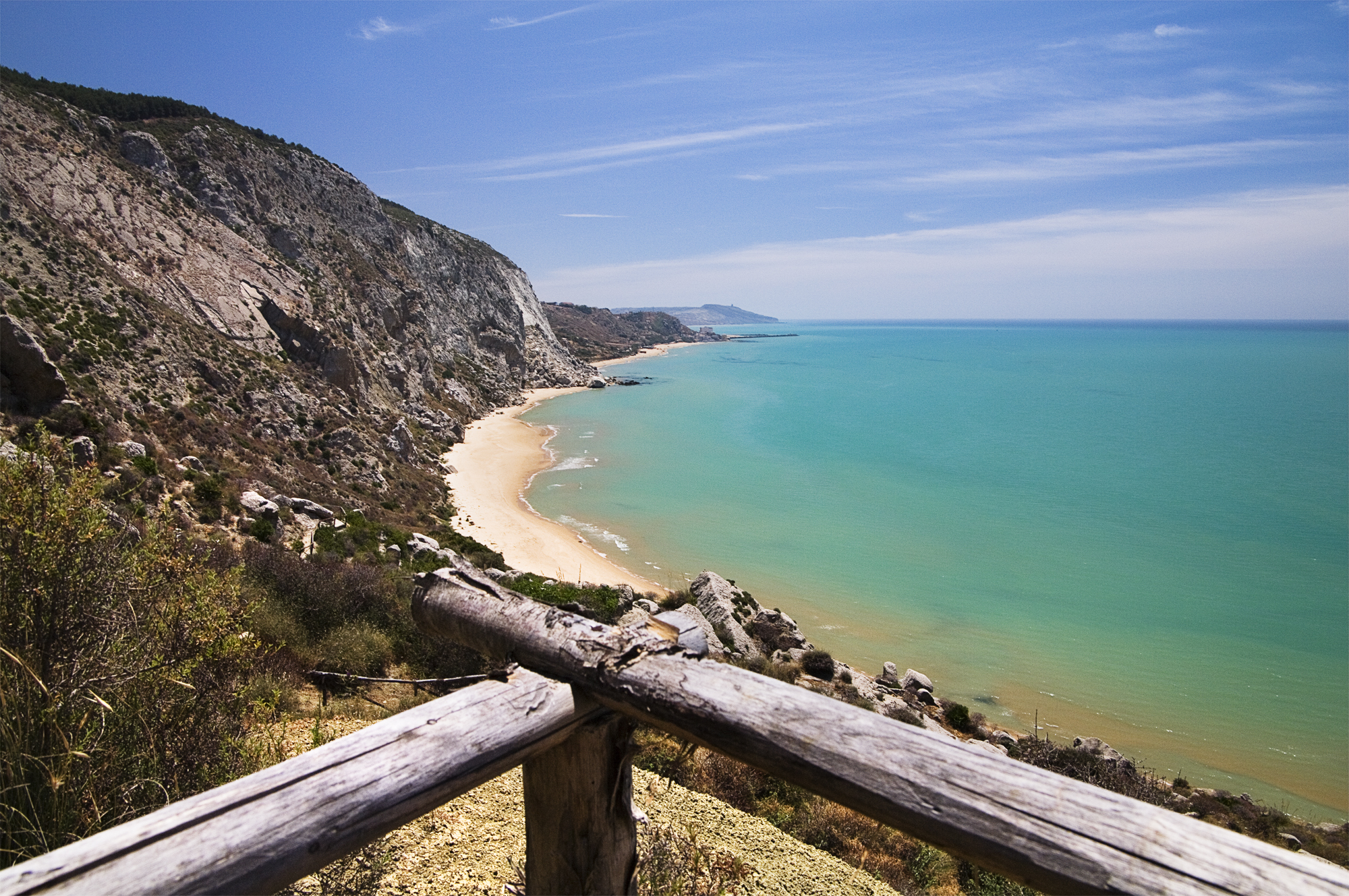
Riserva naturale orientata Torre Salsa
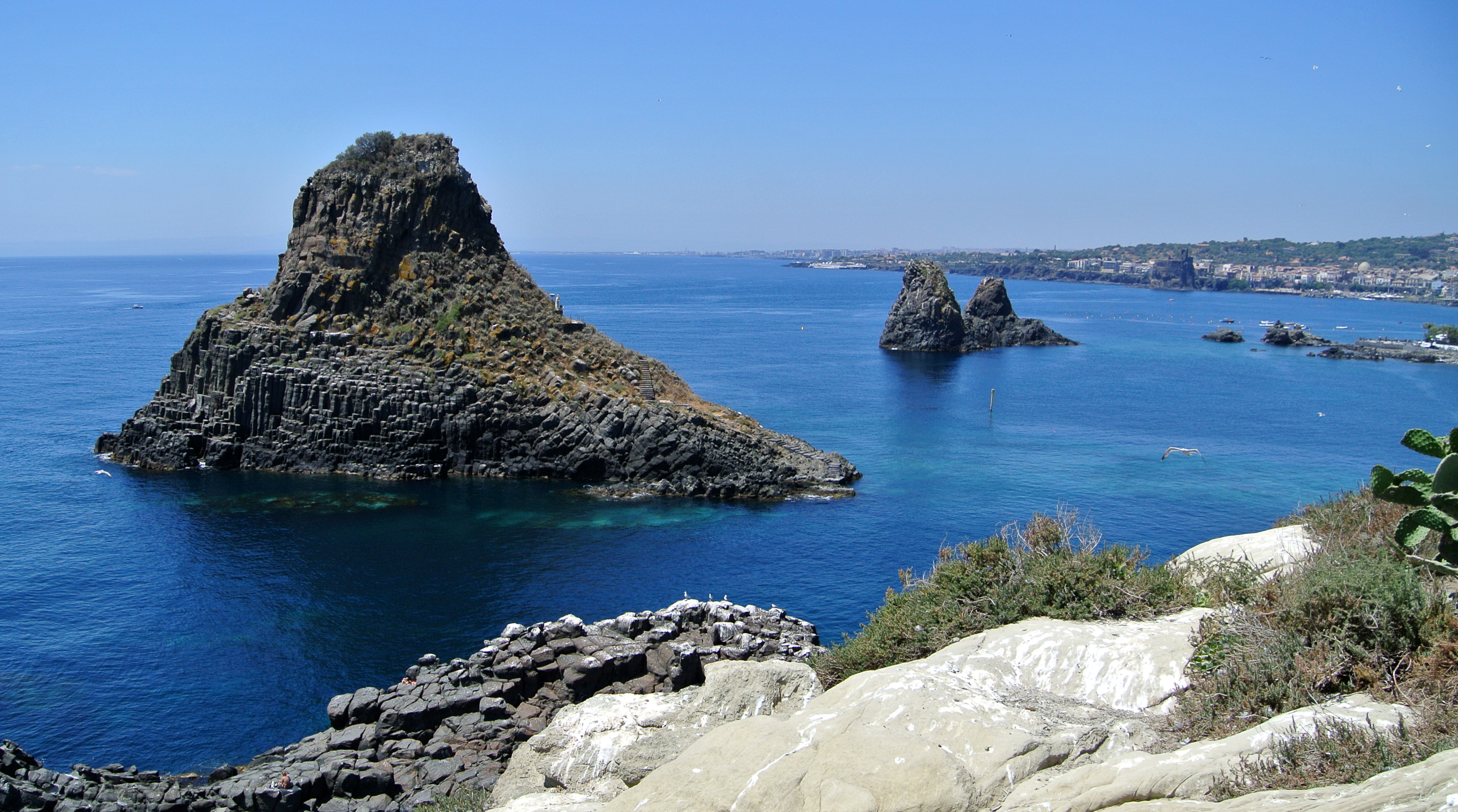
Isole Ciclopi, Aci Trezza
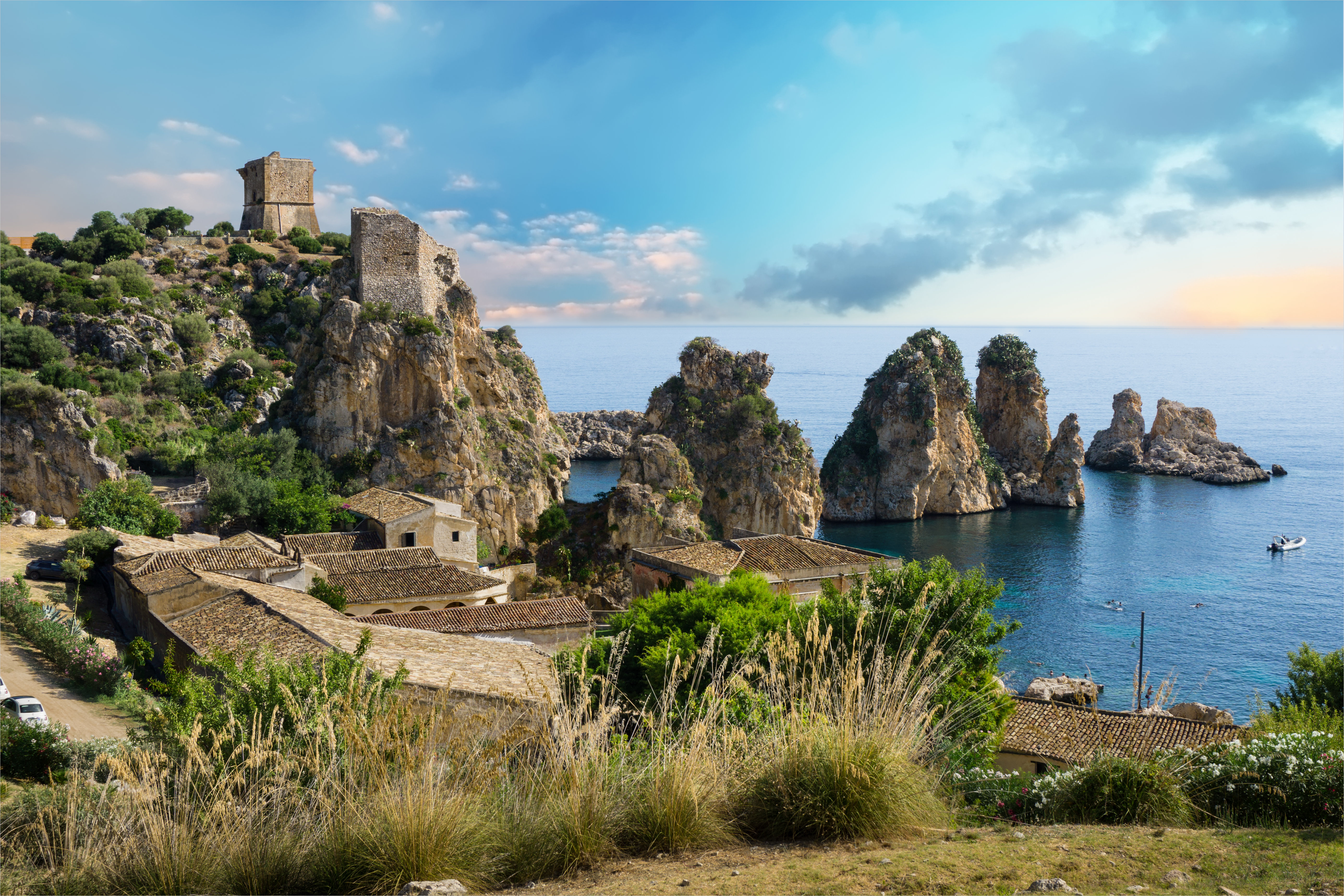
Tonnara di Scopello, Riserva naturale orientata dello Zingaro
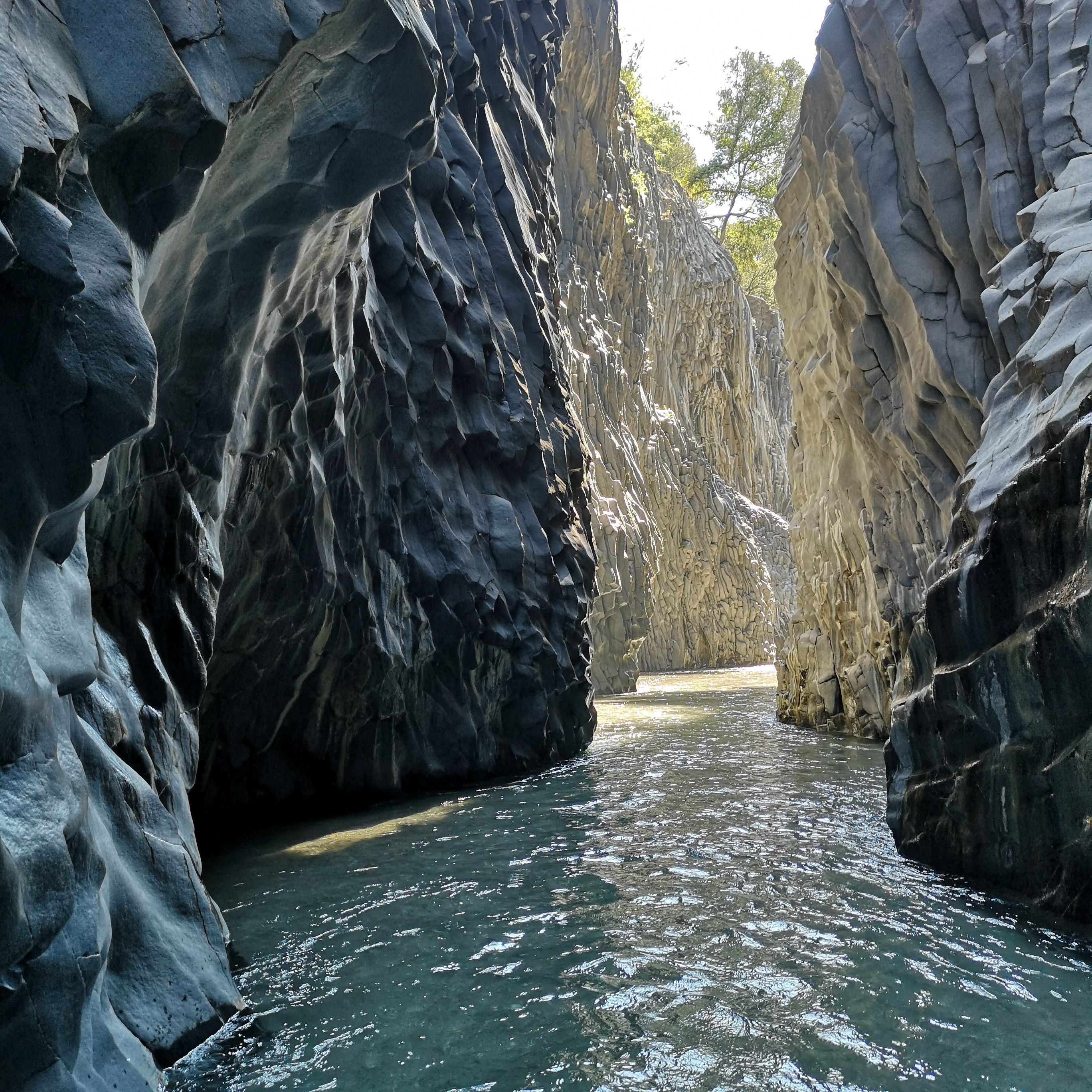
Gole dell'Alcantara
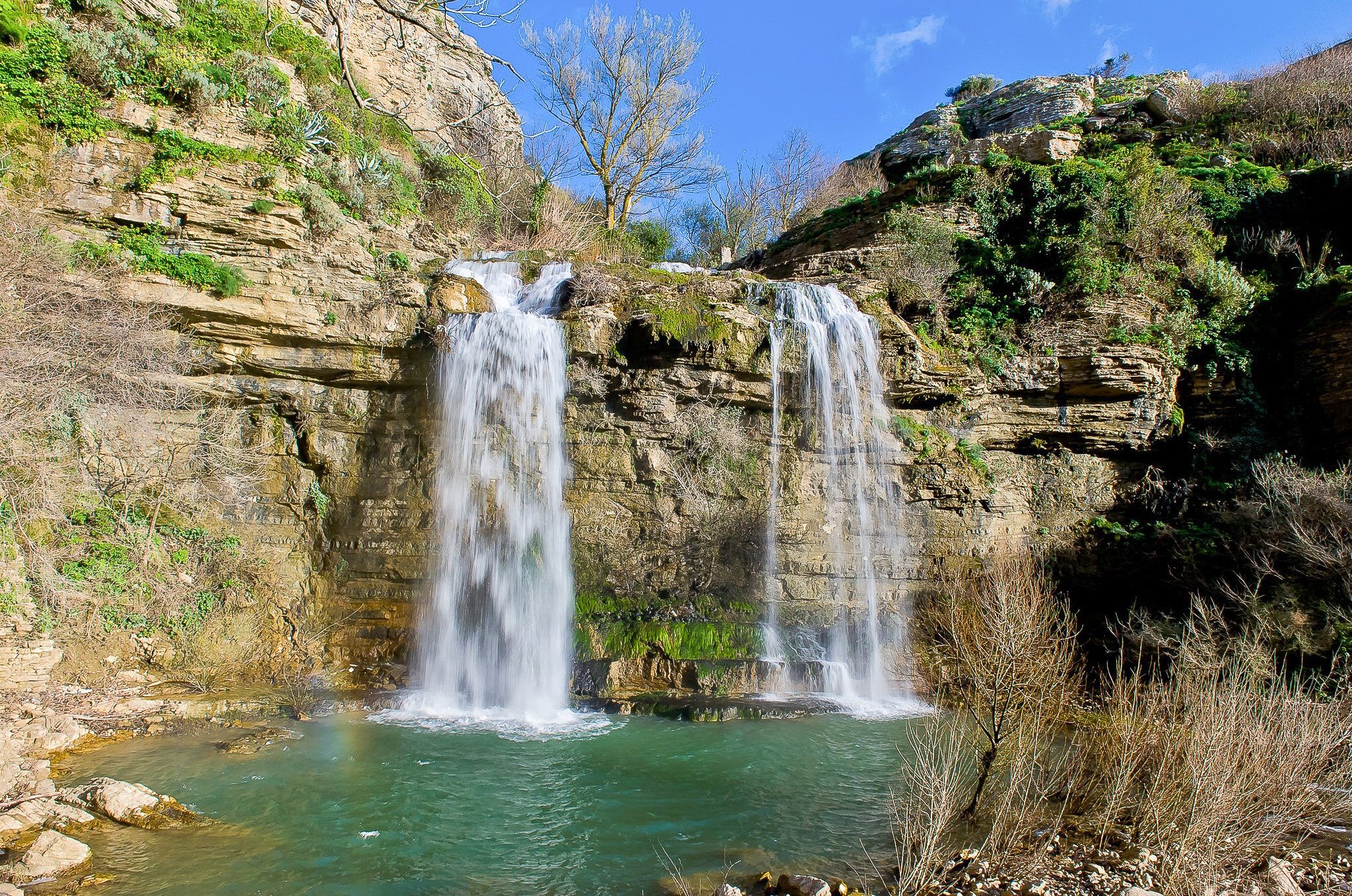
Cascata delle due Rocche, Corleone
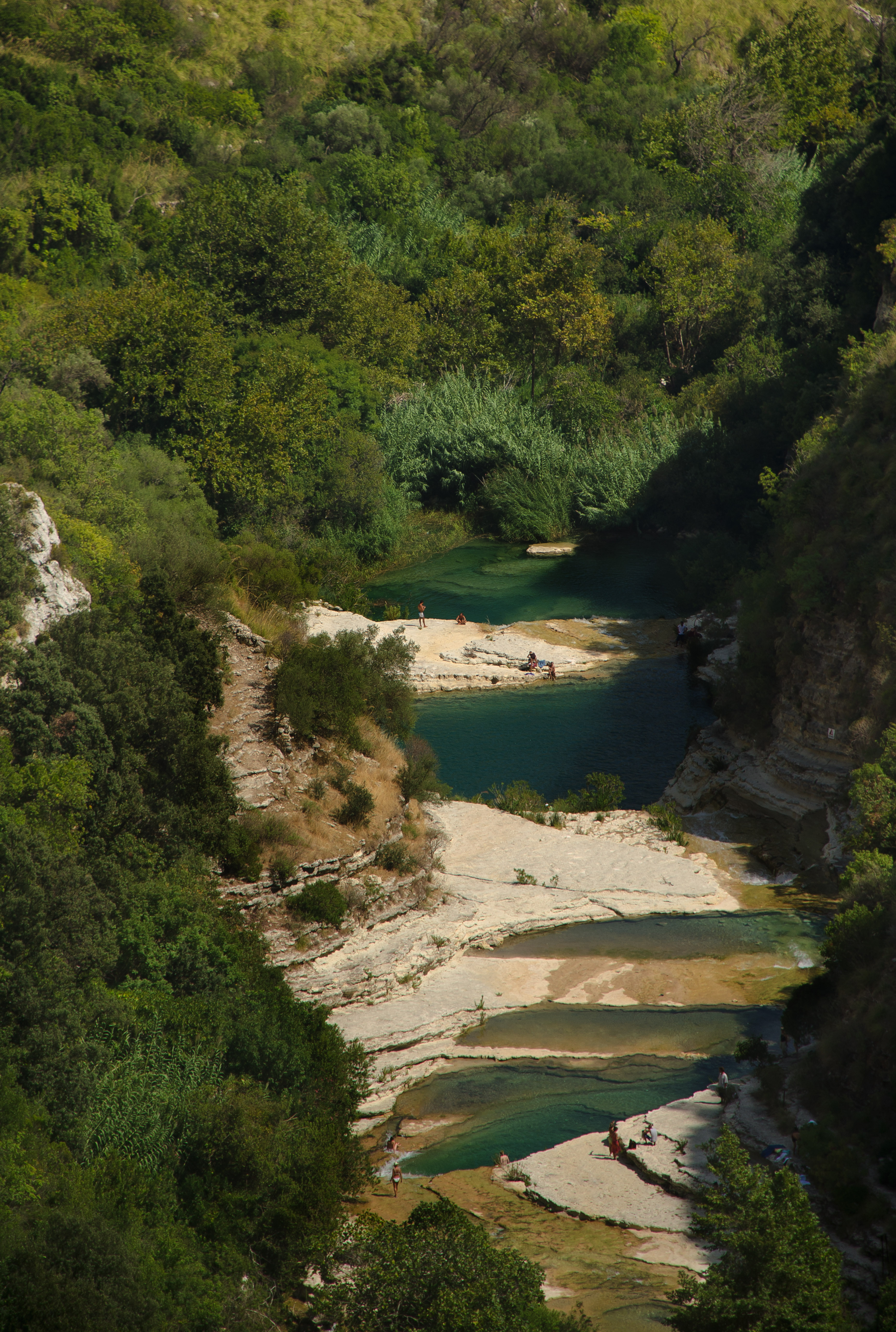
Riserva naturale orientata Cavagrande del Cassibile
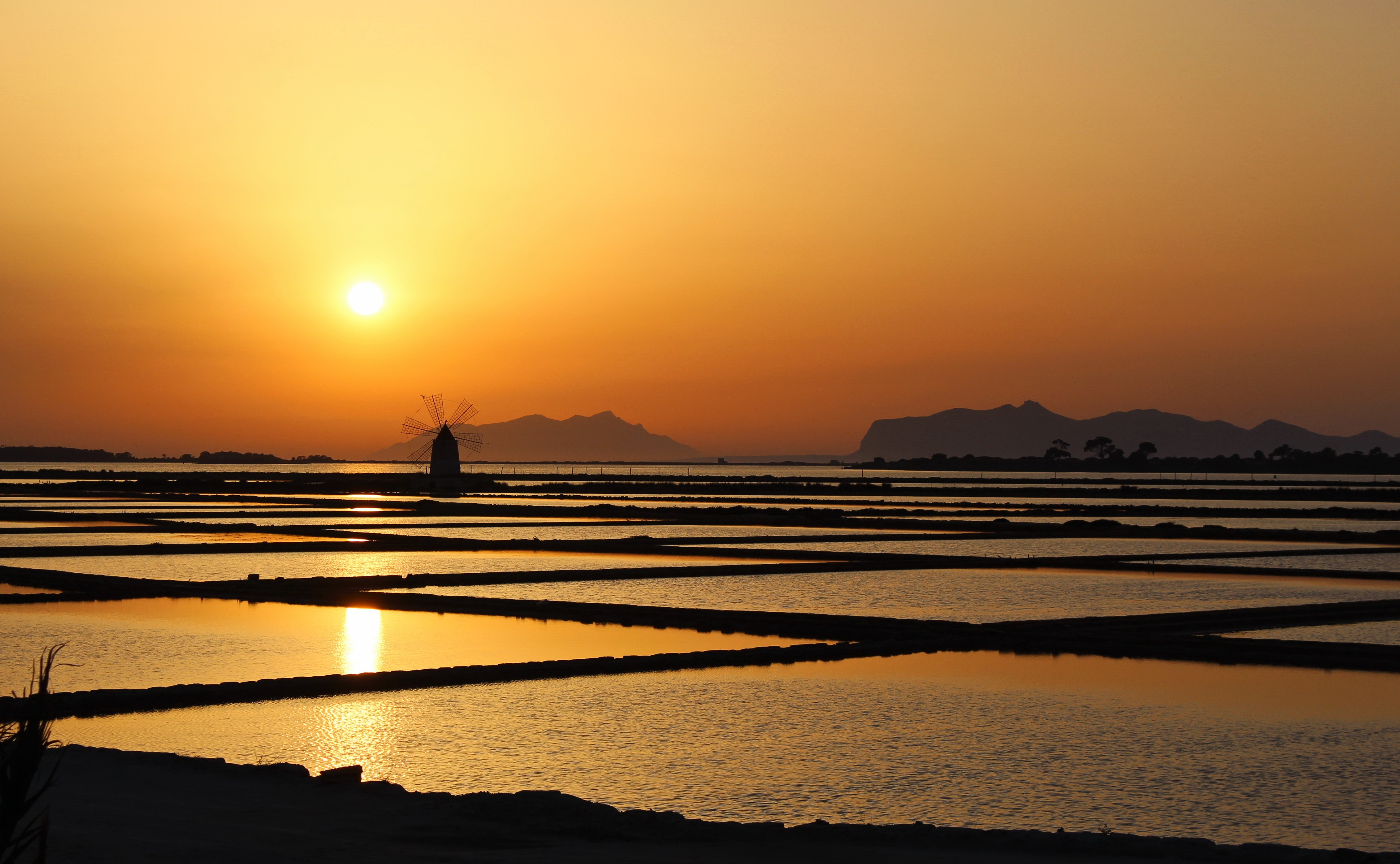
Riserva naturale orientata "Isole dello Stagnone di Marsala"
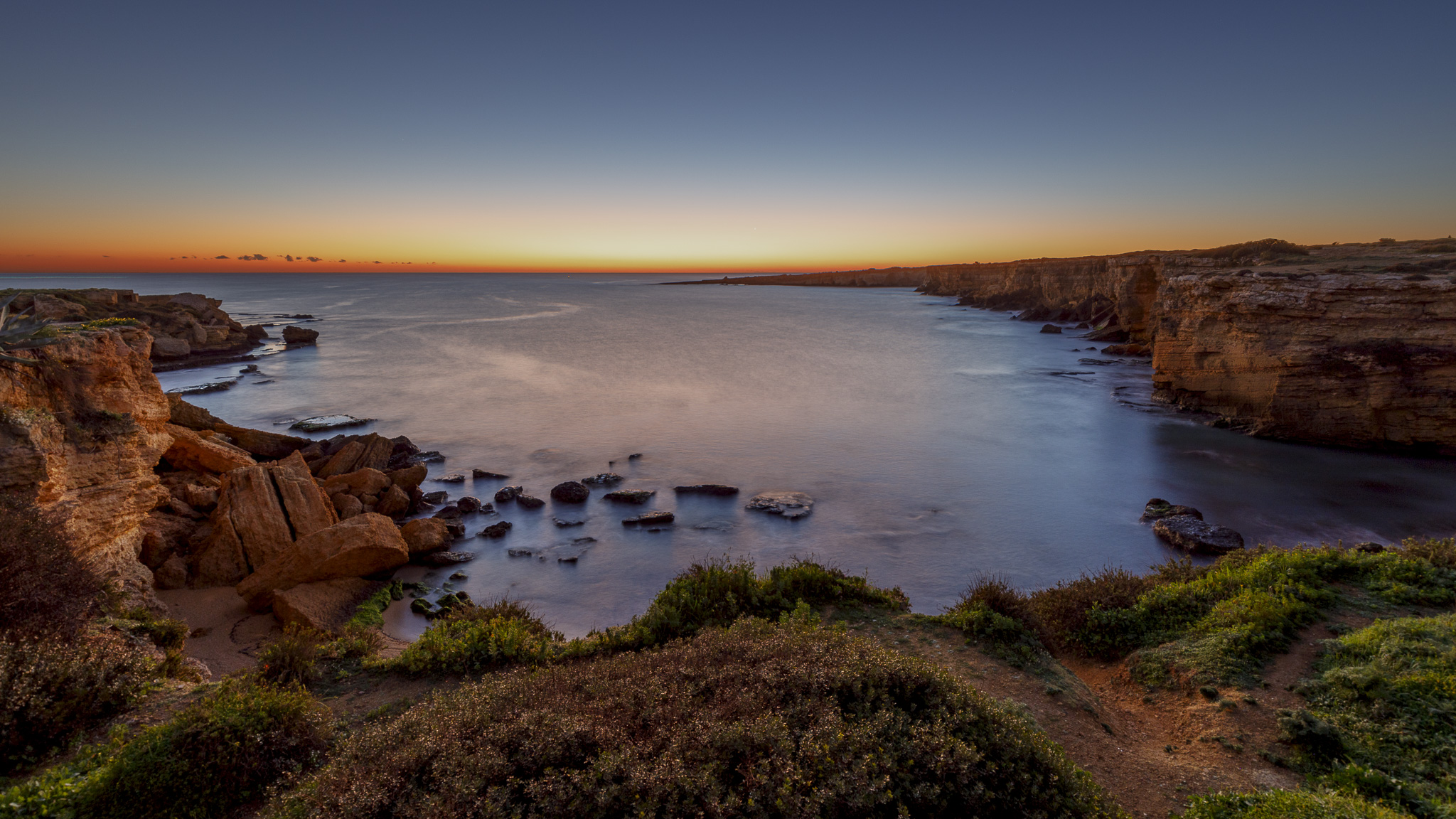
Area marina protetta Plemmirio
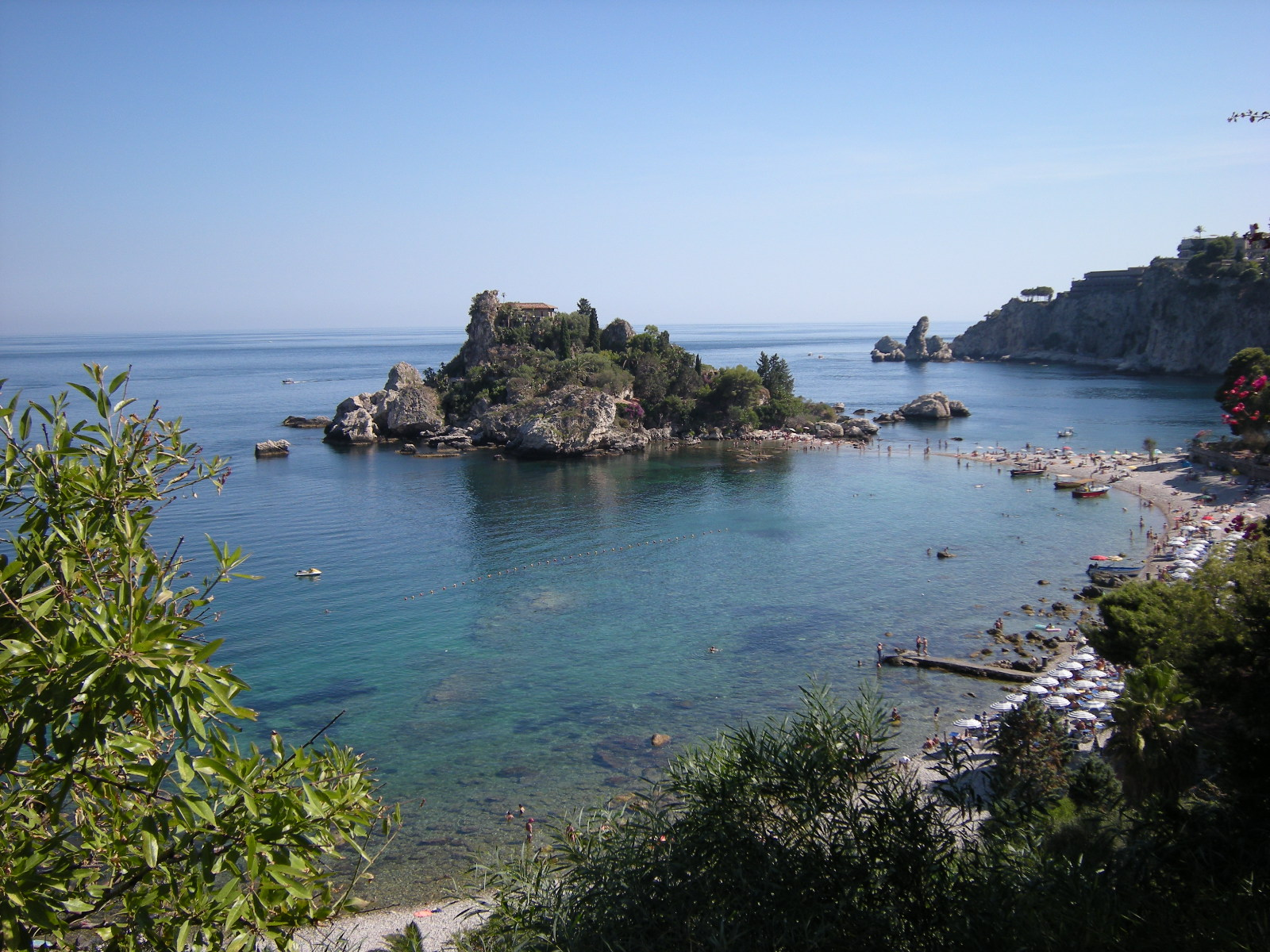
Riserva naturale orientata Isola Bella a Taormina
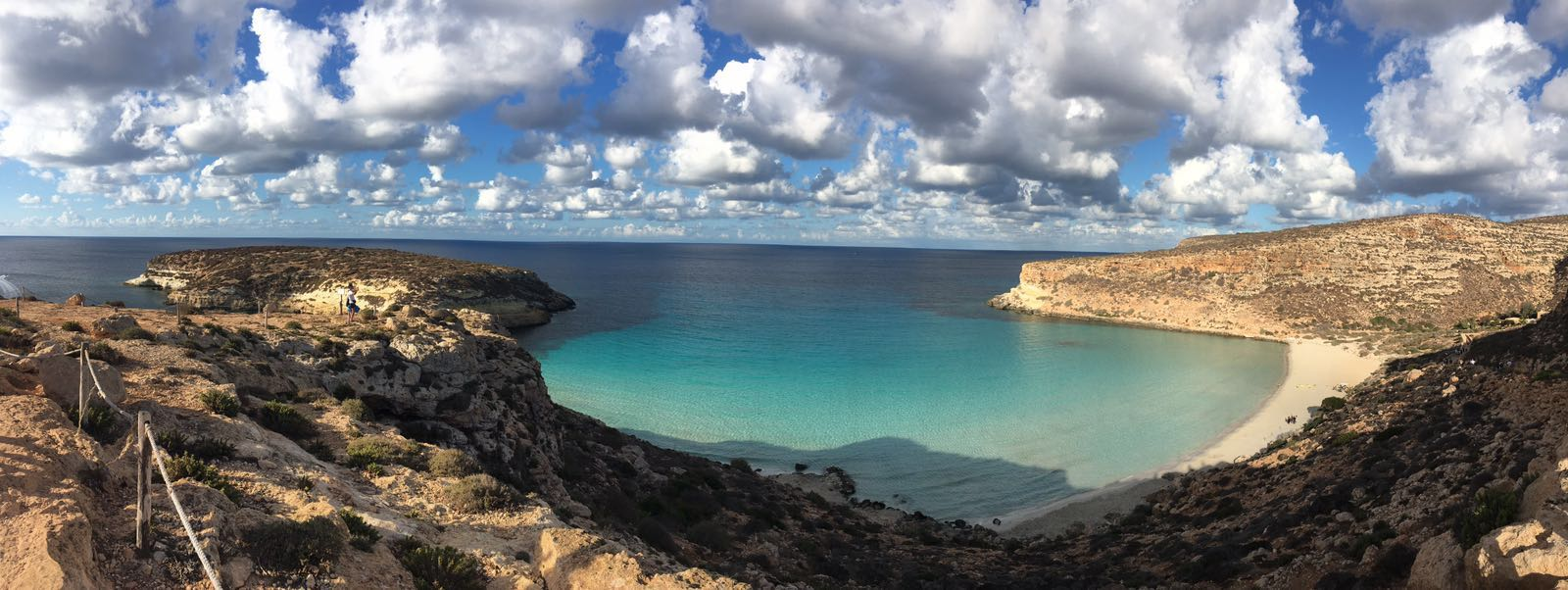
Area marina protetta Isole Pelagie, Lampedusa

## Infrastrutture e trasporti

La rete autostradale siciliana.

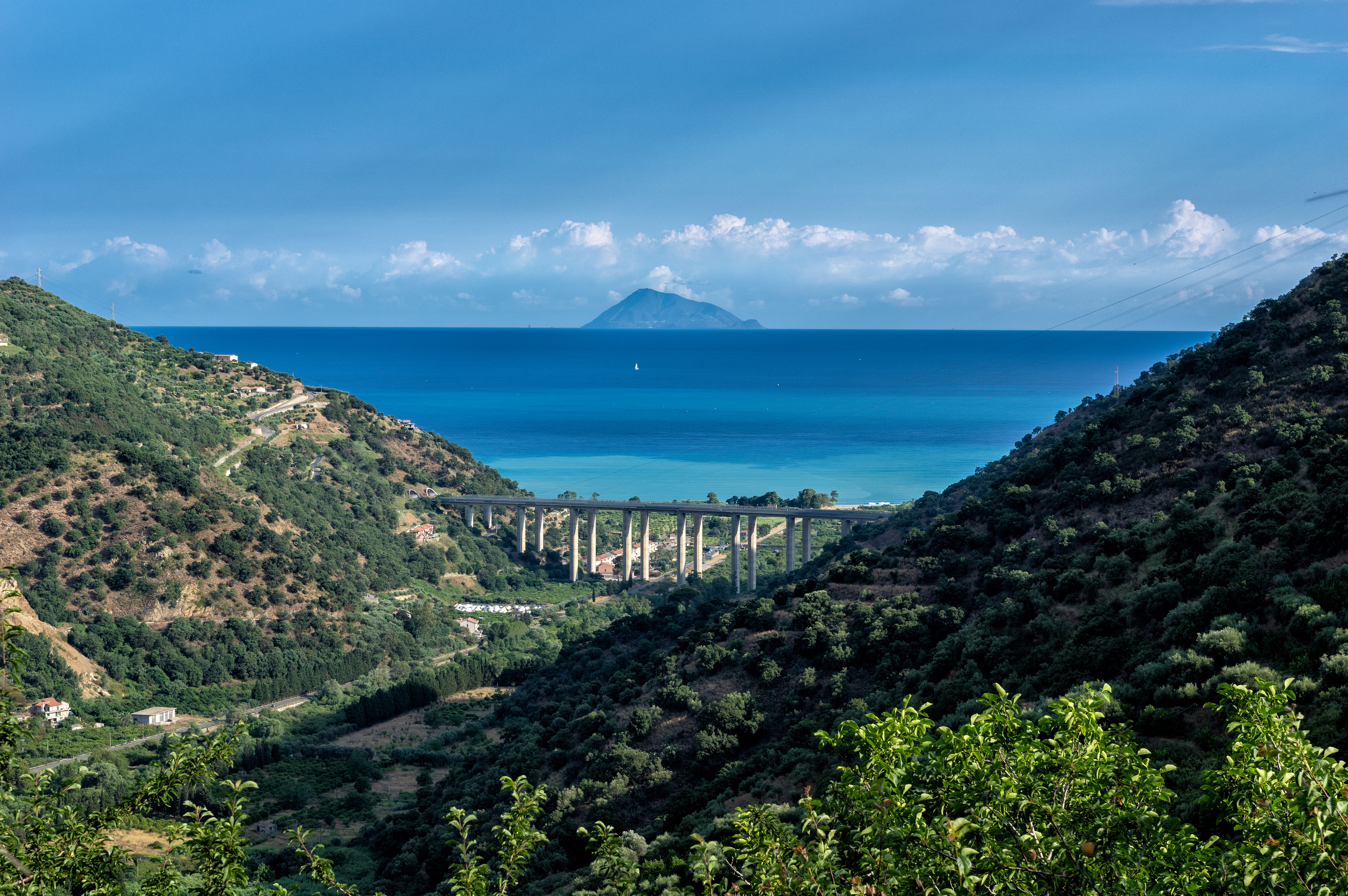
Il viadotto "Naso" (nel territorio dell'omonimo comune) lungo l'A20 Messina - Palermo. Sullo sfondo l'isola Filicudi.

### Strade
La Sicilia dispone di varie autostrade e superstrade, che collegano tra loro le principali città della regione:
- Autostrada A18 Messina-Catania, che collega le due maggiori città della Sicilia orientale, a pedaggio. Nel 2003 ha registrato un traffico di circa 28 milioni di autoveicoli. È molto importante anche per l'assenza di adeguate vie alternative per il traffico pendolare. Nel tratto nella città metropolitana di Messina l'autostrada è un seguito di ponti e gallerie, dato che i monti Peloritani giungono fino al mare; nella città metropolitana di Catania l'Etna scende dolcemente verso il mare e dunque spariscono le gallerie (centri principali attraversati: Taormina, Giarre, Acireale); l'autostrada è completata dalla diramazione A18 dir della lunghezza di 5 km che porta verso il centro di Catania.
- Autostrada A18 Siracusa - Gela (in progettazione nella tratta tra Modica e Gela), collega il capoluogo aretuseo ad alcuni dei maggiori centri del suo libero consorzio comunale e con il libero consorzio comunale di Ragusa. Centri principali attraversati: Avola, Noto, Rosolini; Ispica; Pozzallo; Modica. La tratta autostradale tra Modica e Gela - che dovrebbe avere un'estensione complessiva di circa 72 km - è in fase di progettazione;
- L'Autostrada A19 Palermo - Catania, che collega le due città principali passando per le aree interne dell'Isola, servendo molti Comuni della costa tirrenica quali Villabate, Bagheria e Termini Imerese, nonchè quelli montani delle Madonie, raggiungendo e collegando anche città importanti dell'entroterra tra cui Caltanissetta, Enna e Paternò, nonchè l'area produttiva di Dittaino e l'Aeroporto di Catania. L'autostrada è esente da pedaggio;
- Autostrada A20 Messina - Palermo (con inizio presso lo svincolo di Buonfornello, presso Campofelice di Roccella) completata nel luglio 2005 dopo oltre 20 anni di lavori, è un importante asse autostradale che permette di raggiungere le due città facilitando gli spostamenti, soprattutto commerciali. Nel 2003 ha registrato un traffico di circa 21 milioni di autoveicoli. Corre lungo il mar Tirreno con ponti e gallerie in perenne successione, tranne nella zona di Milazzo; tra i centri principali attraversati si possono annoverare: Milazzo, Barcellona Pozzo di Gotto, Patti, Capo d'Orlando, Sant'Agata di Militello, Cefalù; inoltre, grazie all'interconnessione col troncone autostradale della A19, consente il collegamento anche con altri importanti centri abitati quali Termini Imerese e Bagheria;
- Autostrada A29 Palermo - Mazara del Vallo, e la diramazione Alcamo - Trapani, entrambe senza pedaggio autostradale, collegano il capoluogo con la parte occidentale della regione. Su questa autostrada, nello svincolo di Capaci, morirono il giudice Giovanni Falcone, sua moglie e la sua scorta in un attentato; in tale svincolo per entrambi i sensi di marcia sono state poste due colonne metalliche per ricordare la tragedia. L'autostrada è priva di stazioni di rifornimento. Tra i centri principali attraversati da questa infrastruttura si possono menzionare: Alcamo, Castellammare del Golfo, Castelvetrano, Mazara del Vallo;
- Raccordo autostradale 15 o Tangenziale di Catania è un asse viario di fondamentale importanza della lunghezza di 24 km che permette di aggirare il centro urbano di Catania. Esso è esente dal pedaggio e mette in comunicazione l'A18 per Messina con l'A19 per Palermo e l'autostrada per Siracusa, oltre a diverse strade statali della Sicilia orientale;
- Autostrada Catania-Siracusa è stata aperta al transito nel dicembre del 2009 e ha una lunghezza totale di 25 km. Collega il RA 15 (tangenziale di Catania) all'uscita Augusta-Villasmundo della SS 114 Orientale Sicula dove senza soluzione di continuità prosegue con caratteristiche autostradali fino all'autostrada Siracusa-Gela (A18); i centri principali attraversati sono Augusta, Lentini-Carlentini. L'autostrada è esente da pedaggio;
- la Strada Statale 640 degli Scrittori collega con le caratteristiche di una strada extraurbana principale l'A19, all'altezza dello svincolo di Caltanissetta, con Agrigento; i centri principali attraversati sono San Cataldo, Canicattì e Favara.

### Ferrovie

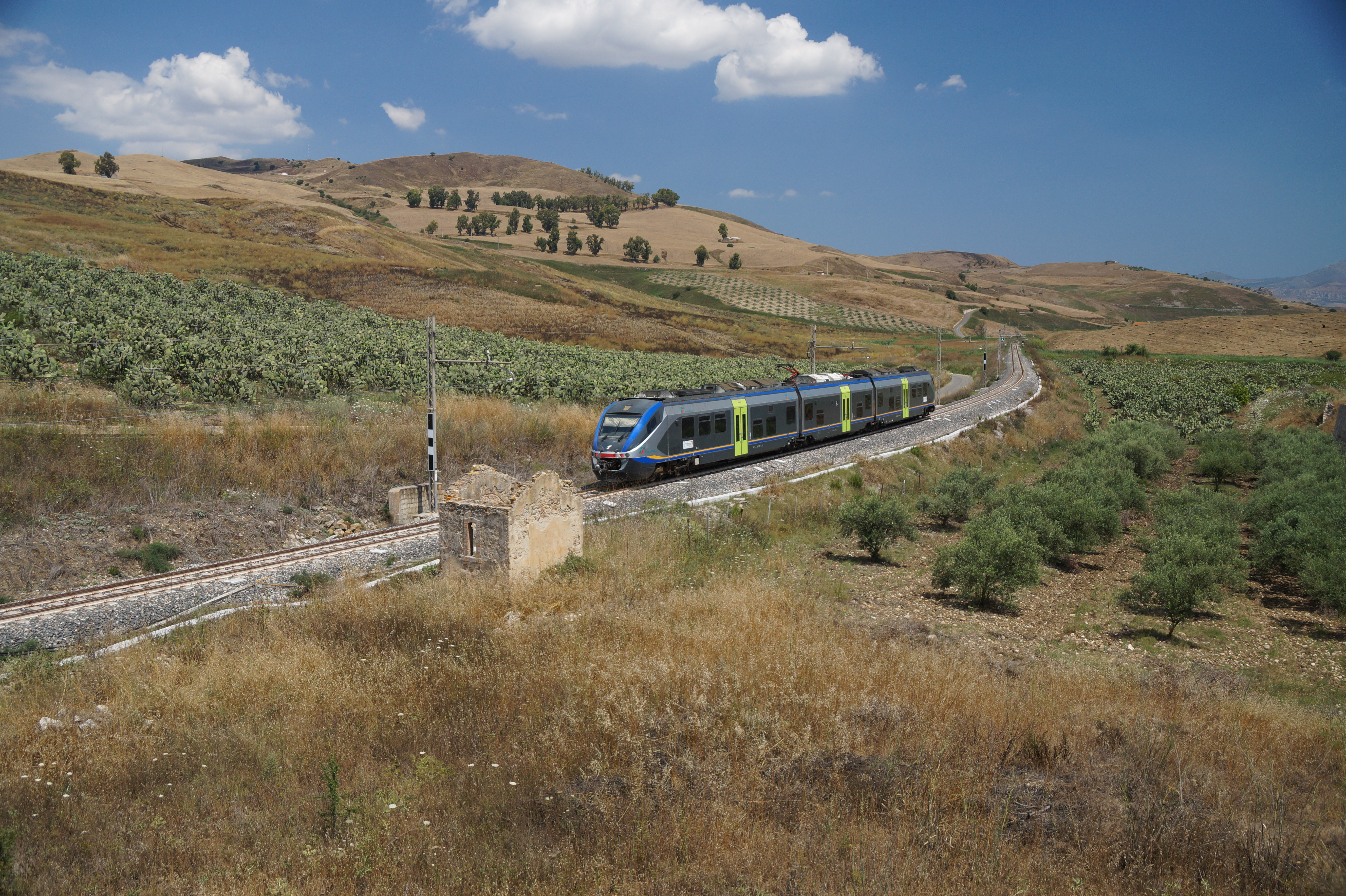
Un'automotrice ALe 501 tra Alia e Roccapalumba

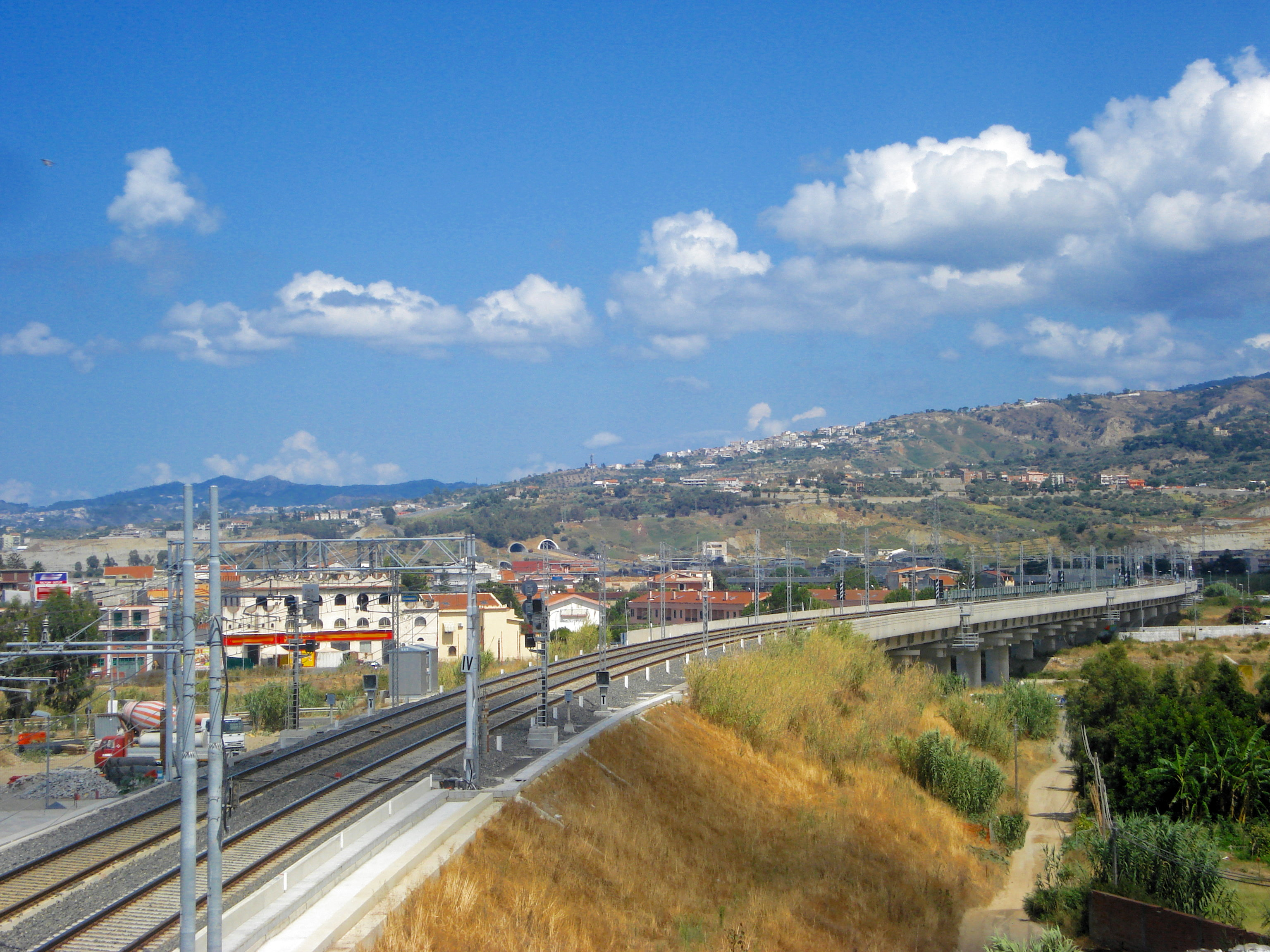
Tratto a doppio binario della ferrovia Palermo-Messina, tra le stazioni di Pace del Mela e Torregrotta.

La rete ferroviaria siciliana ricalca tuttora i tracciati, ormai obsoleti, ideati e progettati alla fine del XIX secolo; risentendo in parte di ciò, fatica a soddisfare in modo compiuto alle esigenze di mobilità della regione. 
La maggior parte delle linee è a binario unico; alcune tratte a doppio binario (169 km) su trovano sulle dorsali ferroviarie tirreniche e ioniche, che rappresentano le due direttrici principali. L'85 % della rete, dunque, è costituita da tratte a binario semplice (1.209 km).
La rete ferroviaria della Sicilia infatti è essenzialmente costituita di linee a scartamento normale di RFI e i servizi sono svolti da Trenitalia. La linea, a scartamento ridotto, che si snoda intorno all'Etna è invece di pertinenza del Ministero delle Infrastrutture e dei Trasporti e i servizi sono svolti dalla Ferrovia Circumetnea. 
Le ferrovie elettrificate costituiscono oltre il 60% (circa 800 km) del complesso della rete, mentre i restanti 583 km di linea sono percorsi da mezzi a trazione Diesel; la rete elettrificata adotta il sistema, comune al resto delle linee italiane ordinarie, a corrente continua a 3 kV.
Le linee attuali sono in gran parte risalenti ai primi decenni dell'unità d'Italia; tra le principali eccezioni si possono ricordare la tratta tra Palermo e Trapani che si dirama da Alcamo (attivata intorno alla metà degli anni trenta e temporaneamente chiusa dal 2013), la Caltagirone-Gela (aperta all'esercizio alla metà degli anni settanta, temporaneamente chiusa a causa del crollo di un viadotto nel 2011) e la tratta in variante tra Messina e Patti che comprende una nuova galleria dei Peloritani.
I lavori di ammodernamento e raddoppio della tratta Palermo-Messina sono incominciati molti anni fa e non se ne prevede ancora la conclusione; è in corso di velocizzazione la Palermo-Agrigento e di potenziamento della tratta Fiumetorto-Caltanissetta Xirbi. Nonostante la sua validità turistica la ferrovia della Valle dell'Alcantara, fino a Randazzo, fu chiusa dopo un parziale ammodernamento e lo stesso avvenne per la Noto-Pachino nonostante attraversi l'Oasi di Vendicari.
È del tutto scomparsa la vasta rete ferroviaria statale a scartamento ridotto che collegava numerosi centri abitati dell'interno dell'Isola, tra loro e con la rete F. S. Un programma in corso di realizzazione è la trasformazione del tratto urbano della Ferrovia Circumetnea tra Catania e Paternò in metropolitana a doppio binario, a scartamento normale ed elettrificata, ma è in funzione ancora solo il tratto urbano interno alla città di Catania.
Un programma a lunga scadenza prevede il potenziamento dell'itinerario Messina-Catania-Palermo, previa rettifica di tracciato su gran parte delle tratte ferroviarie esistenti.
I servizi offerti su tutta la rete risultano fortemente ridimensionati rispetto al passato con la riduzione dei collegamenti verso il resto del Paese (attraverso gli impianti di traghettamento di Messina e Villa San Giovanni) a soli 10 treni a lunga percorrenza da Roma, Napoli e Milano verso Palermo, Messina e Siracusa.

### Porti
La Sicilia, isole minori comprese, dispone di 126 tra porti industriali, commerciali, porticcioli e porti di altra tipologia.

### Aeroporti

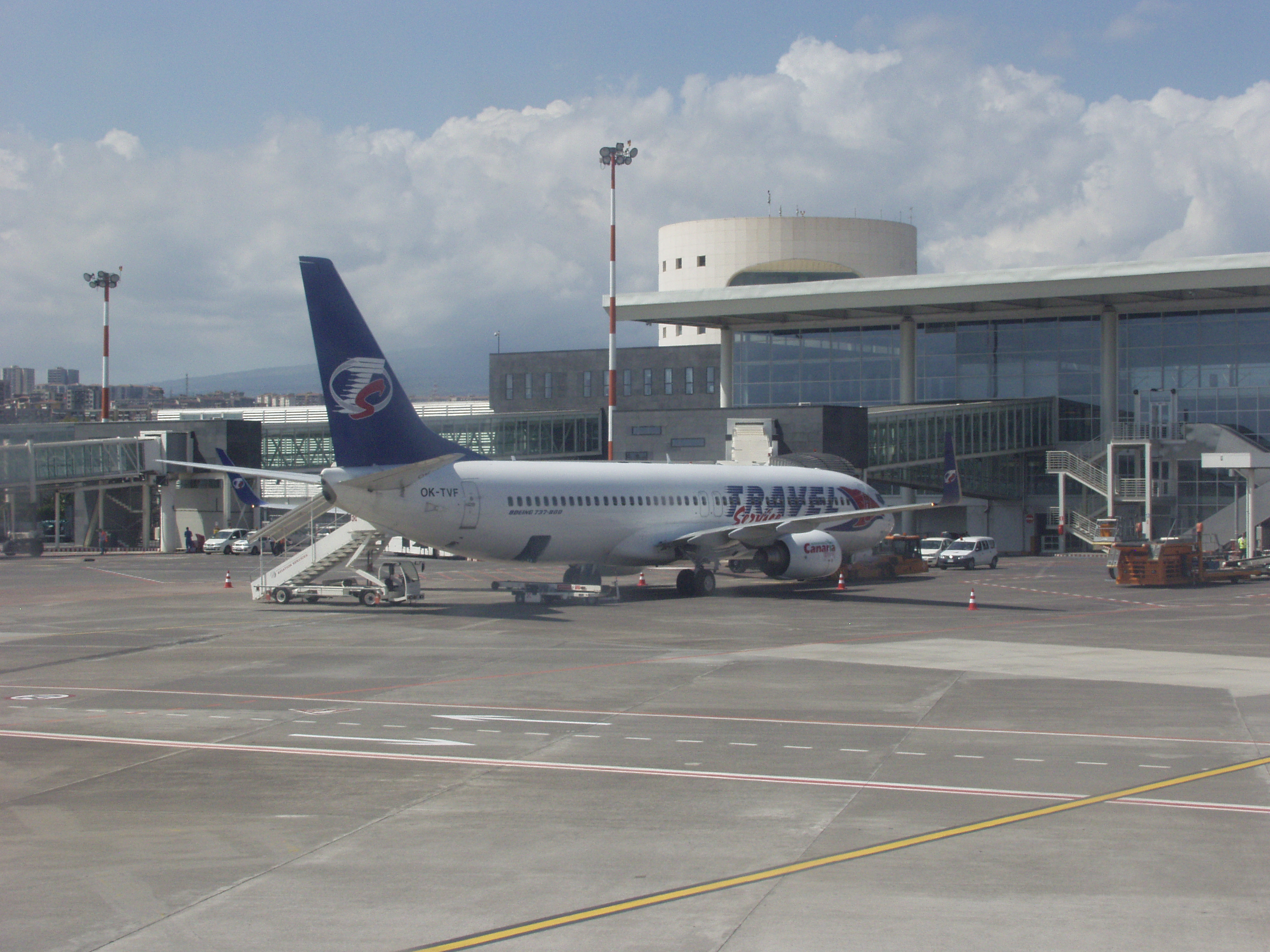
Aeroporto di Catania-Fontanarossa

La Sicilia è una delle regioni più all'avanguardia nel traffico aereo italiano, principalmente per via dei crescenti afflussi turistici e del fatto che sia un'isola posta al centro del Mediterraneo.

#### Evoluzione del traffico passeggeri negli aeroporti siciliani
| 2000 | 7.202.021  |
| 2001 | 7.201.108  |
| 2002 | 7.668.976  |
| 2003 | 8.703.611  |
| 2004 | 9.302.381  |
| 2005 | 9.414.308  |
| 2006 | 9.989.453  |
| 2007 | 11.102.085 |
| 2008 | 11.033.921 |
| 2009 | 11.380.698 |
| 2010 | 12.372.086 |
| 2011 | 13.257.369 |
| 2012 | 12.434.174 |
| 2013 | 12.628.356 |
| 2014 | 13.472.133 |
| 2015 | 13.976.233 |
| 2016 | 15.420.616 |
| 2017 | 16.885.132 |
| 2018 | 17.722.474 |
| 2019 | 18.281.704 |
| 2020 | 6.914.496  |
| 2021 | 11.780.898 |
| 2022 | 18.802.244 |
| 2023 | 20.818.178 |
| 2024 | 22.953.661 |

- Aeroporto di Catania-Fontanarossa "Vincenzo Bellini" primo scalo siciliano e del Mezzogiorno, sesto a livello nazionale. Tra i progetti futuri: prolungamento della pista e molo dedicato alle compagnie a basso costo, in modo da raggiungere i 20 milioni di passeggeri.
- Aeroporto di Palermo-Punta Raisi "Falcone e Borsellino" (Cinisi) secondo scalo siciliano e decimo a livello nazionale. Tra i progetti futuri: riqualificazione e ampliamento.
- Aeroporto di Trapani-Birgi "Vincenzo Florio", terzo scalo siciliano, in forte crescita. L'aerostazione è stata ristrutturata nel 2008 e il piazzale è stato raddoppiato nel 2009.
- Aeroporto di Comiso "Pio La Torre" (che serve anche Ragusa e Chiaramonte Gulfi), aperto al traffico civile il 30 maggio 2013 si trova al centro di un'area compresa tra i territori dei liberi consorzi comunali di Ragusa, Caltanissetta, Enna, Siracusa e della parte Sud del territorio della Città Metropolitana di Catania.

Altri scali aeroportuali minori sono:
- Aeroporto di Pantelleria, che si trova sull'isola di Pantelleria e di cui è prevista la riqualificazione e l'ampliamento per consentire una capacità di 300.000 passeggeri;
- Aeroporto di Lampedusa, che si trova sull'isola di Lampedusa, maggiore delle Pelagie; tra i progetti futuri è prevista la costruzione di una nuova aerostazione;
- Aeroporto di Palermo-Boccadifalco, sostituito a partire dagli anni sessanta dall'attuale scalo di Punta Raisi, attualmente ospita un aeroclub;
- Base aerea di Sigonella, per uso militare italiano e statunitense nell'ambito della NATO.

## Cultura

### Istruzione

#### Università

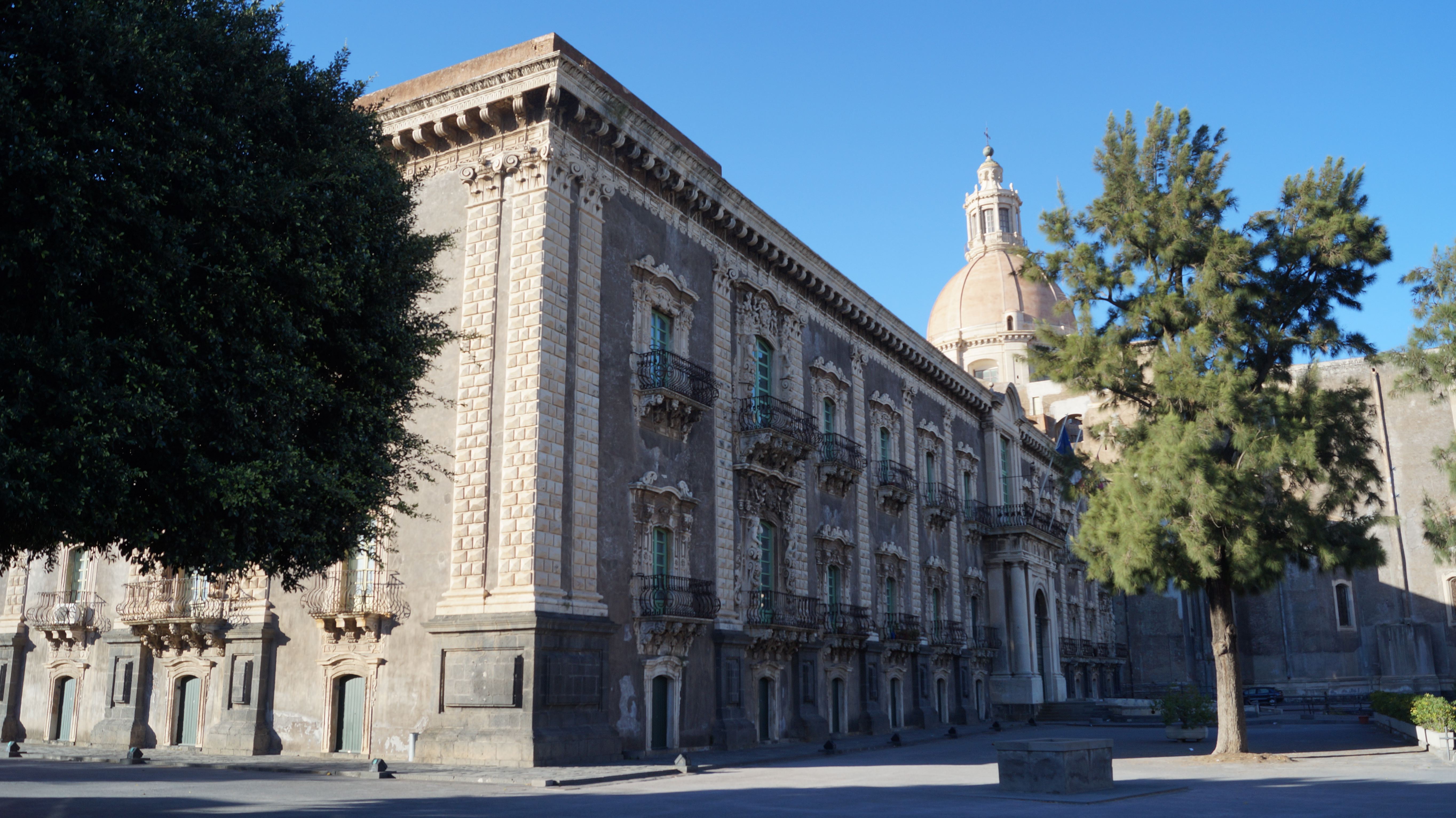
Monastero dei Benedettini, che ospita due facoltà dell'Università di Catania.

Nel 1434 sorse la prima università della Sicilia: il Siciliae Studium Generale, oggi Università degli Studi di Catania. Il padre della cultura universitaria siciliana è Alfonso V d'Aragona, che patrocinò la nascita dello studio catanese. Fu invece Ignazio di Loyola a fondare, nel 1548 l'Università degli Studi di Messina. È di più recente istituzione l'Università degli Studi di Palermo (1805) cui si è aggiunta l'Enna-Kore (2005) semiprivata.

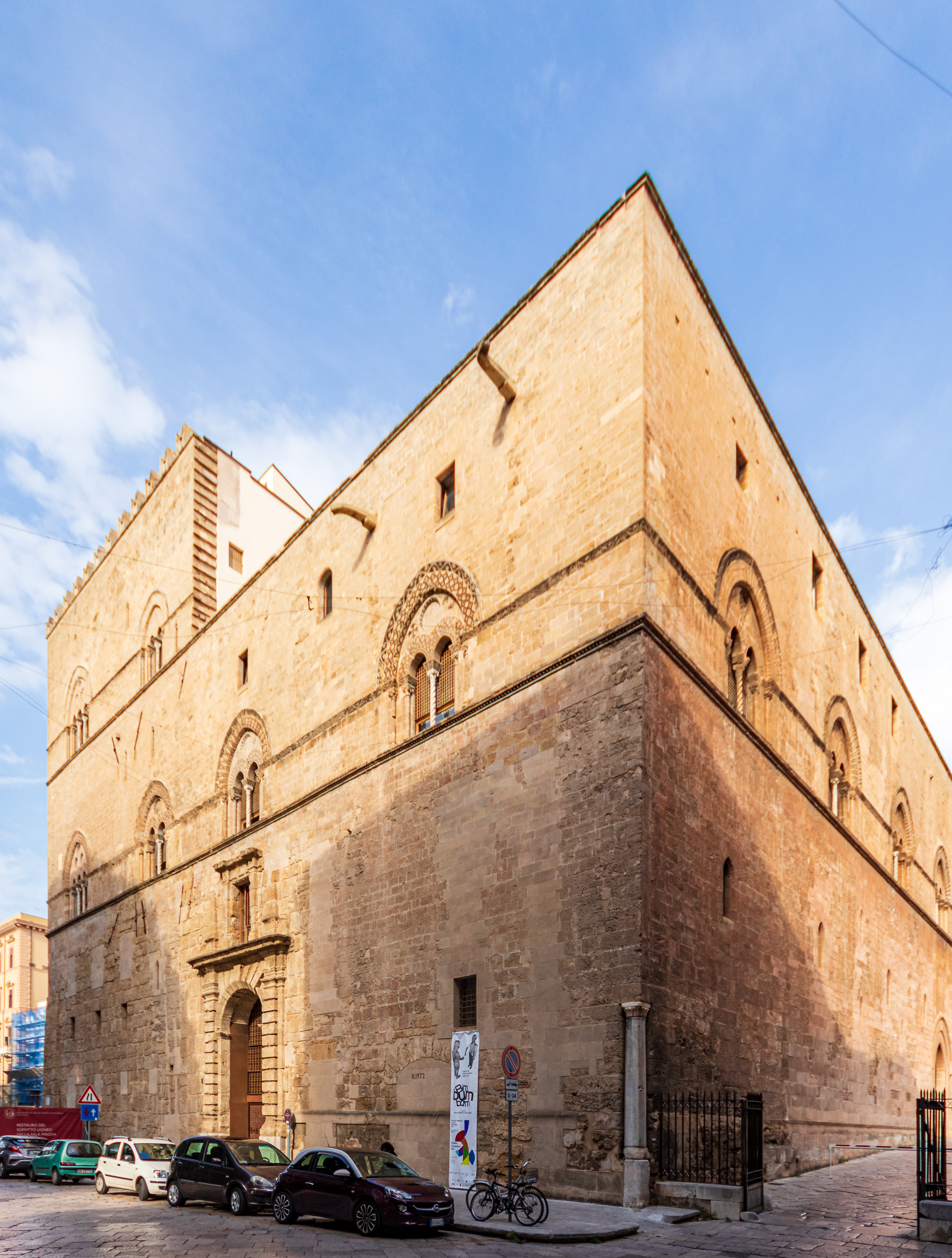
Palazzo Chiaramonte Steri, sede del rettorato dell'Università di Palermo.

Inoltre, è presente a Palermo la sede distaccata dell'Università LUMSA. Il polo territoriale universitario più giovane è di certo quello di Trapani, che rientra nelle attività dell'Università degli studi di Palermo. A Trapani hanno sede cinque facoltà: Agraria, Giurisprudenza, Lettere e Filosofia, Medicina e Chirurgia, Matematiche. In totale, i tre atenei pubblici più il semipubblico di Enna contano circa 180.000 iscritti.
I livelli dell'università siciliana non sono alti. Uno studio Censis-la Repubblica del 2005 (che non include Enna perché ancora in via di istituzione) classifica Palermo (63.400 iscritti) e Catania (50.700 iscritti) tra i mega atenei, cioè con oltre 40.000 iscritti, mentre Messina (39.600 iscritti) viene posta tra gli atenei medi, tra 40.000 e 20.000 iscritti. Lo studio porta avanti una serie di valutazioni basate su quattro campi (i servizi offerti agli studenti, le borse di studio, le strutture e il web) per stilare una classifica di ogni gruppo di atenei. Palermo è classificato 7º (a pari merito con l'Università di Bari), mentre Catania è 10º su undici mega atenei. Messina invece è 15º su 18. Nei primi due casi, sono le strutture a determinare la bassa classifica (i voti, in centodecimi, sono rispettivamente 71 e 76, i più bassi del gruppo), mentre Messina è carente soprattutto per quanto riguarda i servizi (74).
Si è seguito lo stesso criterio per ogni singola facoltà, la cui classifica però coinvolge tutti gli atenei. Se si escludono quelle non valutate, le facoltà siciliane ricorrono spesso negli ultimi posti: tutte e tre per quanto riguarda l'Economia (Catania, Palermo e Messina), Messina e Catania per Medicina e chirurgia, la sola Messina per Scienze della formazione, ancora la coppia Messina-Catania per Scienze matematiche, fisiche e naturali, Palermo per Scienze politiche e Messina per Scienze statistiche. La facoltà migliore sembra Scienze della formazione di Palermo, che è al sesto posto nazionale con 89.4/110.

#### Alta formazione artistica, musicale e coreutica
Accademie di belle arti statali
- Accademia di belle arti di Catania
- Accademia di belle arti di Palermo

Conservatori di musica
- Conservatorio Vincenzo Bellini di Catania
- Conservatorio Arcangelo Corelli di Messina
- Conservatorio Alessandro Scarlatti (già Vincenzo Bellini) di Palermo
- Conservatorio Antonio Scontrino di Trapani

### Media

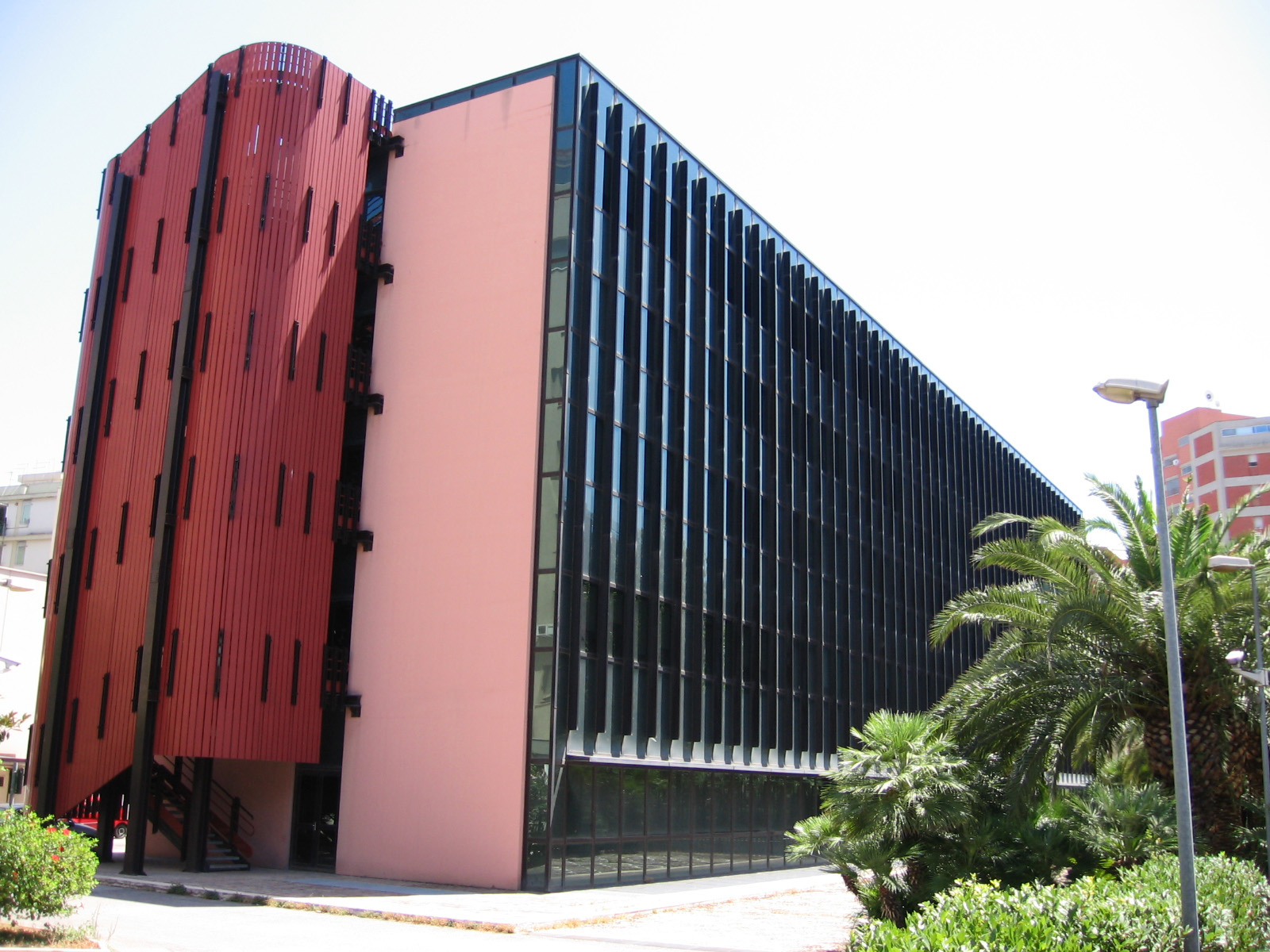
Sede regionale della Rai a Palermo.

Si pubblicano, e hanno sede, in Sicilia tre quotidiani nazionali: Giornale di Sicilia, La Sicilia e la Gazzetta del Sud. La Rai ha una redazione siciliana con sede principale a Palermo e succursale a Catania. Si edita inoltre il Quotidiano di Sicilia.
Le principali tv regionali, visibili su tutto il territorio dell'isola, sono: Antenna Sicilia, Telecolor, TRM Tele Radio del Mediterraneo e Tele Giornale di Sicilia.
Numerosi infine sono i media online come Live Sicilia, BlogSicilia, PalermoReport, MessinaWeb, CataniaOggi, TP24, Il Fatto Nisseno, sono alcuni tra i maggiormente seguiti.

### Cinema
La storia del cinema in Sicilia inizia già nei primi anni del XIX secolo con l'arrivo del cinematografo dei fratelli Lumière (il più noto e diffuso poi nel mondo) nell'aprile del 1897 al Teatro Garibaldi di Palermo, a distanza di poco più di un anno dalla prima proiezione cinematografica pubblica al Grand Café del Boulevard des Capucines di Parigi, il 28 dicembre 1895. Lo sviluppo e l'espansione, nel tempo, hanno registrato opere cinematografiche, case di produzione e cineasti di rilievo. Nel corso dei decenni inoltre l'Isola, con le sue città grandi e piccole, i suoi paesaggi e i suoi numerosissimi letterati, ha fornito le basi per molti ed importanti set cinematografici. Secondo IMDb (International Movie Database), sono più di duemila i titoli girati in Sicilia (inclusi i film a soggetto, i documentari e le pellicole ispirate dalle opere letterarie dei prolifici autori siciliani). Escludendo il Lazio, che comprende Roma, quindi Cinecittà e i molti altri stabilimenti cinematografici, la Sicilia è la Regione italiana più prolifica e fertile per numero di set cinematografici, per un film intero o solo per una scena. Questo, nei decenni, ne ha determinato la nascita di un linguaggio e gusto specifici che caratterizzano il profilo dell'opera cinematografica stessa. L'alternarsi di Case di produzioni cinematografiche italiane e straniere che scelgono la Sicilia come set per i propri lungometraggi e serie TV è in continuo dinamismo.

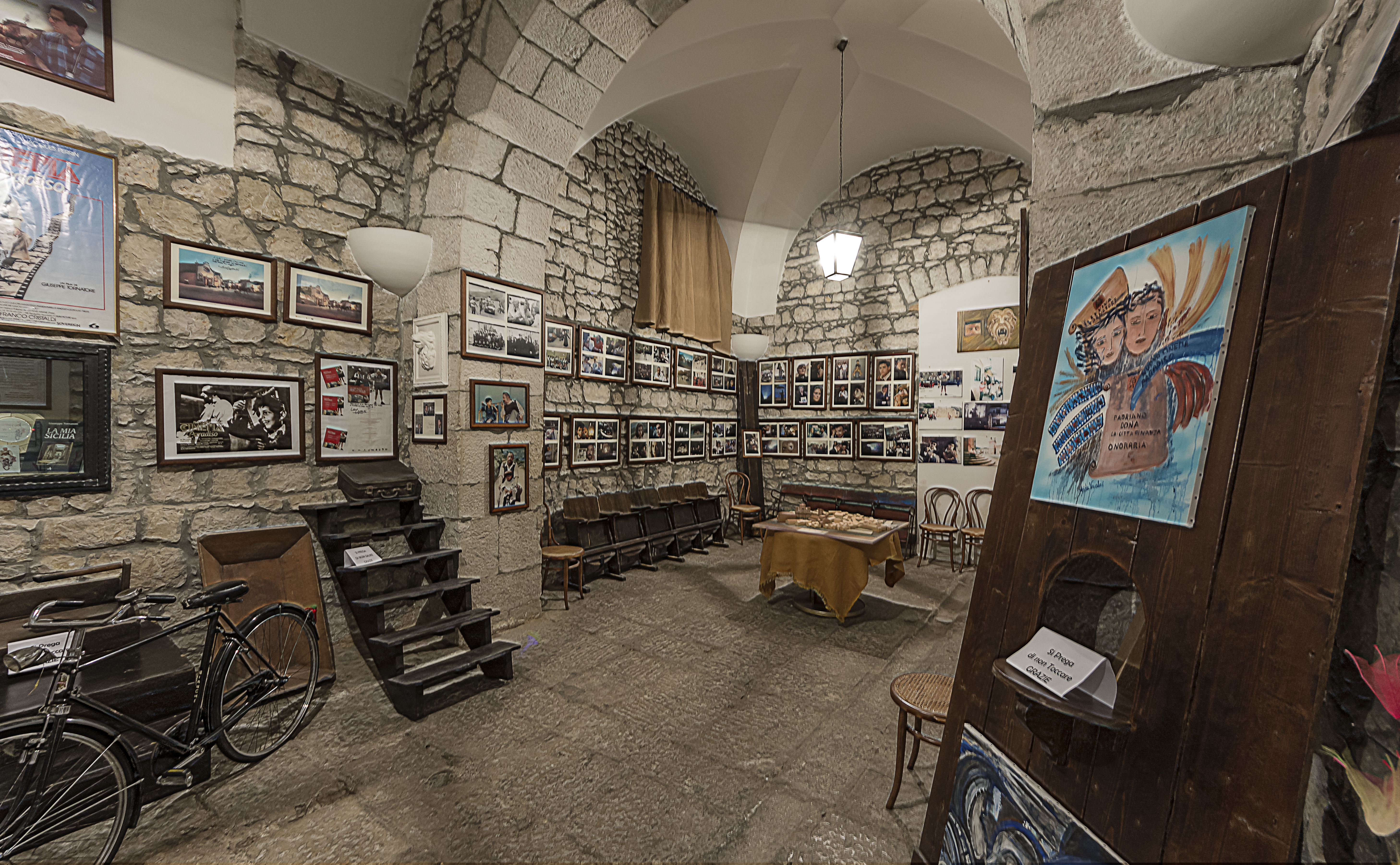
Il museo "Nuovo Cinema Paradiso" di Palazzo Adriano, centro sicano tra i principali set del film di Giuseppe Tornatore, premio Oscar 1990

Nel 1905 sorse a Palermo la Lucarelli Film, la prima casa di produzione siciliana fondata da Raffaello Lucarelli e consorziata con la francese Pathé, che durante la sua attività produsse sedici film a soggetto sino alla metà degli anni Venti del Novecento. Nel capoluogo siciliano furono fondate contestualmente la Azzurri Film da Paolo Azzurri, e la Lumen Film, Casa italo-elvetica, da Albert Roth-de-Markus, alle quali si aggiunsero la Gloria-Sicula e la Dore Film. Palermo è stata, ed è a tutt'oggi, la città-set siciliana più prolifica con ben 165 film a soggetto (esclusi i documentari) girati nel solo Novecento, contesa nello scorso secolo dai più grandi cineasti italiani, quali Alessandro Blasetti, Pietro Germi, Luchino Visconti, Roberto Rossellini, Paolo e Vittorio Taviani, Francesco Rosi, Vittorio De Sica, Michelangelo Antonioni, Pier Paolo Pasolini, Alberto Lattuada, Franco Zeffirelli, Marco Ferreri, Damiano Damiani, Pasquale Squitieri, Giuseppe Patroni Griffi, Giuseppe Tornatore, Francis Ford Coppola, Werner Herzog, Michael Cimino, Wim Wenders, etc.
Nel 1913 a Catania nacque una "Morgana film", ma di questa società non si conoscono produzioni, mentre in una omonima società fondata a Roma nel 1914 ebbe il ruolo di direttore artistico il commediografo catanese Nino Martoglio, dirigendo i soli tre film prodotti da quella azienda, e tra essi Sperduti nel buio, ambientata a Napoli, ma interpretato da numerosi attori siciliani, tra cui Giovanni Grasso e Virginia Balistrieri.
I film in bianco e nero interpretati negli anni trenta da Angelo Musco e dal suo gruppo teatrale furono tra i primi lungometraggi di successo girati in Sicilia.
Anche Luigi Pirandello seguì con interesse l'evolversi della cinematografia, partecipando alle sceneggiature di alcuni film intorno al 1933.
A Palermo, la Panaria Film è stata una casa di produzione cinematografica di rilievo. Fu fondata nella seconda metà degli anni quaranta dal Principe Francesco Alliata di Villafranca, insieme a Pietro Moncada di Paternò, Renzo Avanzo e Fosco Maraini. Dopo alcuni cortometraggi subacquei, in 35 mm, nelle isole Eolie (i primi girati in Italia), produsse Vulcano, con Anna Magnani, e La carrozza d'oro di Jean Renoir. Chiuse oberata dai debiti nel 1956. Notevole è stata inoltre la produzione del documentarista Vittorio De Seta.
Oggi vi sono affermati registi siciliani, come il premio Oscar Giuseppe Tornatore, Daniele Ciprì, Franco Maresco, Pasquale Scimeca, Marco Amenta, Emma Dante, Roberto Andò, Luca Guadagnino (candidato a tre Golden Globe, quattro Premi BAFTA e quattro Premi Oscar) e altri.
A Palermo ha sede la Sicilia Film Commission (organo della Regione siciliana - Assessorato Turismo, Sport e Spettacolo) e il Centro Sperimentale di Cinematografia - Sede Sicilia.

### Letteratura
(Daniel Pennac)

In senso orario, Giovanni Verga, Luigi Pirandello, Leonardo Sciascia e Salvatore Quasimodo

La produzione letteraria è stata molto viva nel corso dei secoli, inizialmente grazie alla corte di Federico II con la sua scuola siciliana. Tra il 1230 e il 1266 sotto la corte sveva si sviluppò il primo volgare illustre degno di questo nome. Per quanto il suo uso restasse confinato alle corti italiane e alla letteratura, dopo gli Svevi venne ripreso dagli scrittori toscani che ne vennero fortemente influenzati anche grazie al prestigio letterario della Scuola, al cui capofila, Giacomo da Lentini, è attribuita l'invenzione del sonetto. Grazie anche allo stile poetico dei Siciliani, tra cui anche Cielo d'Alcamo, molte delle loro parole ed espressioni passarono nel toscano illustre, base della lingua italiana.
Il siciliano ha trovato alti esempi poetici grazie ad autori come Antonio Veneziano, Giovanni Meli, Domenico Tempio, Mario Rapisardi e Ignazio Buttitta.

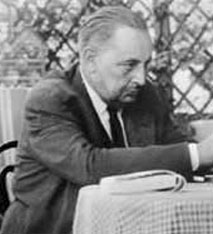
Giuseppe Tomasi di Lampedusa

Tra i più celebri scrittori siciliani vissuti tra il XIX ed il XX secolo, vi sono i romanzieri veristi Giovanni Verga e Luigi Capuana, ma anche Federico De Roberto, nativo di Napoli, che visse a Catania (città d'origine della sua famiglia dove è ambientato il suo capolavoro, I Viceré, del 1894), e poi i premi Nobel Luigi Pirandello, romanziere e autore teatrale conosciuto in tutto il mondo, e Salvatore Quasimodo, pioniere dell'ermetismo.
Particolarmente attivi tra gli anni trenta e quaranta del Novecento sono stati Vitaliano Brancati ed Elio Vittorini. Pubblicato postumo nel 1958 è l'unico romanzo di Giuseppe Tomasi di Lampedusa, Il Gattopardo (Premio Strega 1959).
Nella seconda metà del XX secolo si sono affermati scrittori come Ercole Patti, Leonardo Sciascia, Gesualdo Bufalino e Vincenzo Consolo, e successivamente Andrea Camilleri.
Prolifico autore di teatro è stato Giuseppe Fava, noto soprattutto per il suo lavoro di giornalista.
Un caso particolare di testo letterario è il memoriale del contadino semianalfabeta Vincenzo Rabito, interrotto nel 1971 e poi pubblicato postumo dall'editore Einaudi con il titolo Terra matta.

### Musica

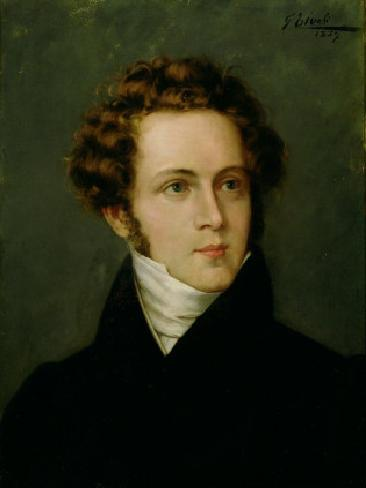
Vincenzo Bellini.

Negli ultimi quattro secoli la Sicilia ha dato i natali a illustri rappresentanti del mondo musicale.

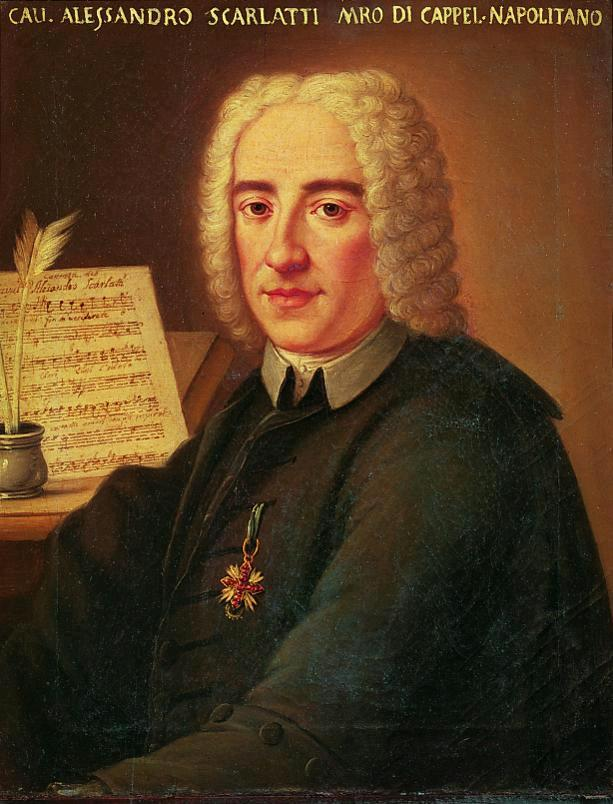
Alessandro Scarlatti.

Tra i primi, in ordine cronologico, ricordiamo: i madrigalisti Pietro Vinci, Sigismondo d'India e Antonio Il Verso, e gli operisti Alessandro Scarlatti, Giovanni Pacini, Vincenzo Bellini, Francesco Paolo Frontini, Antonino Palminteri, Alberto Favara, Antonio Scontrino, Giuseppe Cesare Balbo, Pietro Antonio Coppola, i contemporanei Matteo Musumeci e Nunzio Ortolano.
Nel XX secolo si sono distinti alcuni compositori siciliani nell'ambito delle avanguardie postweberniane: Girolamo Arrigo, Aldo Clementi, Salvatore Sciarrino, Francesco Pennisi, Roberto Carnevale, Federico Incardona, Marco Betta, Giovanni Sollima, Calogero Giallanza. Alcuni famosi cantanti d'opera sono Giuseppe Di Stefano, Pietro Ballo, Salvatore Licitra, Giulio Crimi, Desirée Rancatore.
Ecco alcune figure di spicco del panorama pop, rock o jazz, nazionale e internazionale: Pippo Pollina, Giuni Russo, Franco Battiato, La Bionda, Gianni Bella, Marcella Bella, Umberto Balsamo, Carmen Consoli, Salvatore Adamo, Carlo Muratori, Giusy Ferreri, Levante, Uzeda, Silvia Salemi, Gerardina Trovato, i Denovo, Colapesce, i Dimartino, i La Rappresentante di Lista, i Tinturia, gli Agricantus, Ivan Segreto, Mario Venuti, Mario Biondi, Roy Paci, Fiorello, Cristiano Malgioglio, Qbeta, Lorenzo Fragola, Giovanni Caccamo, Filippa Giordano, Francesco Cafiso, Piero Barone.
La più nota cantante folk siciliana è Rosa Balistreri.

### Cucina

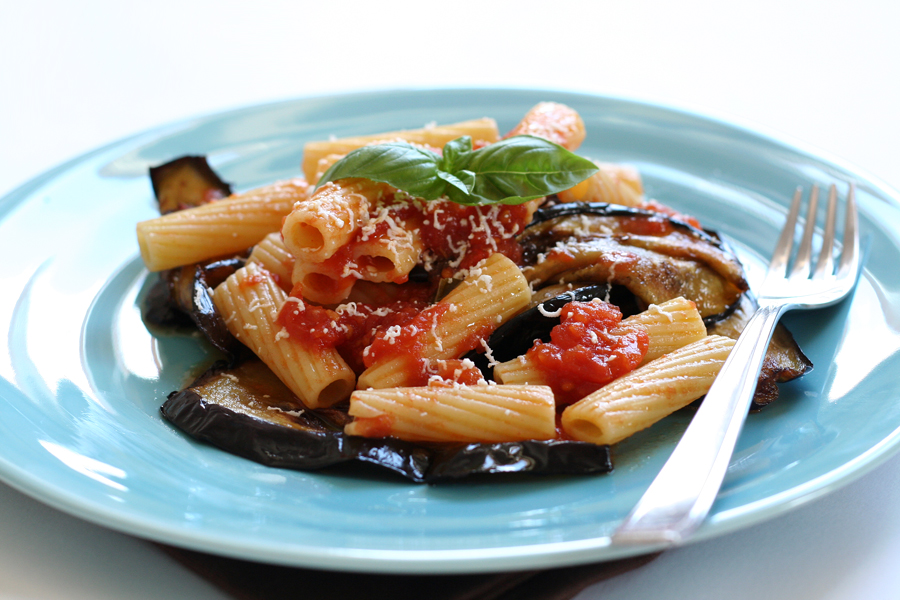
Pasta alla Norma

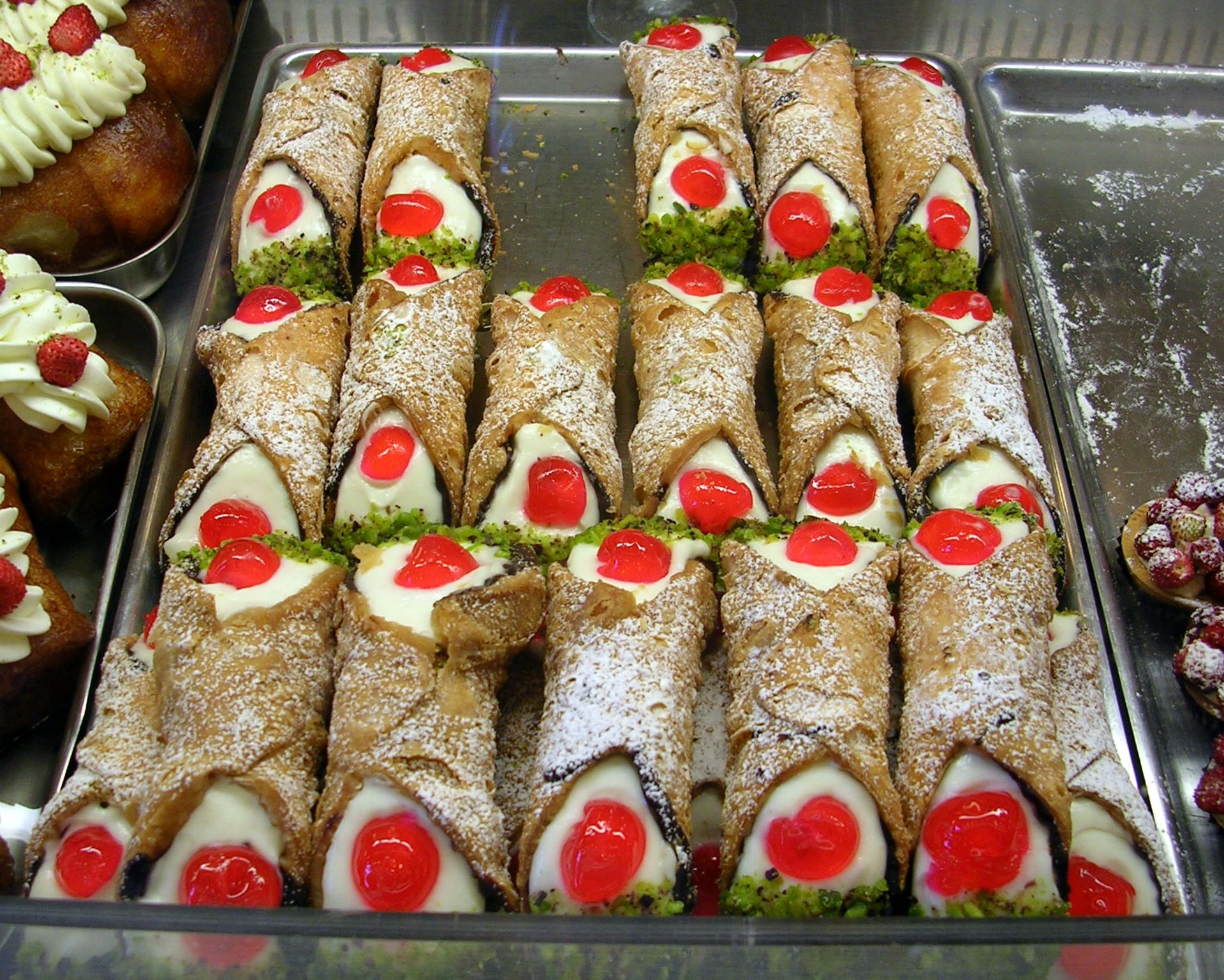
Cannoli siciliani

La cucina siciliana è l'espressione dell'arte culinaria sviluppata in Sicilia e strettamente collegata alle vicende storiche, culturali e religiose dell'isola, venendo influenzata dalle culture che hanno attraversato l'Isola nel corso della storia, in particolare araba, normanna, greca, ebraica, bizantina, spagnola, francese ed italiana.
Nelle colonie greche venivano preparate pientanze a base di pesce, olive, fave, pistacchi e verdure fresche, accompagnate da vino. I Romani disboscarono vaste porzioni della Sicilia per coltivare in modo estensivo il grano, che veniva panificato nell'Isola con semi di papavero, di cumino o di sesamo, ed introdussero il consumo delle lumache e del garum, oltre a dare un nuovo impulso alla vinificazione ed alla produzione di uve da tavola.
Le influenze musulmane risalgono in particolare alla dominazione araba della Sicilia nel X e XI secolo, e includono l'uso di albicocche, zucchero, agrumi, meloni dolci, riso, zafferano, uva passa, noce moscata, chiodi di garofano, pepe, pinoli e cannella, oltre al cous-cous. Si riscontrano anche influenze normanne nella preparazione di alcuni piatti di carne. La comunità ebraica che risiedeva nell'isola ha lasciato un segno profondo, soprattutto nel sugo all'aglio o nella preparazioni a base di frattaglie.
Gli Spagnoli introdussero numerosi prodotti dal 'Nuovo Mondo', tra cui cacao, mais, peperoni, e pomodori, insieme ad altri prodotti.
La cucina fa parte dell'identità comune per i siciliani ed è un motivo di attrazione turistica. A causa di una massiccia emigrazione dall'Isola, questa cucina è presente anche nel resto d'Italia e in diversi Paesi.
Variegata e articolata, la cucina siciliana è a volte ritenuta la più ricca di specialità e la più scenografica d'Italia. Grazie al suo clima mite, l'isola è ricca di spezie e piante aromatiche: origano, menta, rosmarino, basilico vengono utilizzati largamente. Il terreno fertile produce arance e limoni in grande quantità. Mandorle, ficodindia, pistacchio e olive sono altri simboli culinari nei quali l'isola eccelle. Gran parte della cucina dell'isola si basa sull'uso di verdure fresche come melanzane, peperoni e pomodori e pesce come tonno, orata, branzino, seppie e pesce spada. Alcuni dei cibi più noti sono la cassata siciliana, gli iris, il cannolo siciliano, la granita e le arancine.
Una sua caratteristica è quella di avere un gran numero di pietanze a diffusione esclusivamente locale: nella maggior parte dei casi si tratta di varianti della stessa ricetta regionale, ma in alcuni casi questi cibi, come ad esempio le panelle palermitane, hanno una preparazione e una commercializzazione rilevata esclusivamente nella loro zona di origine.

#### Vini e bevande

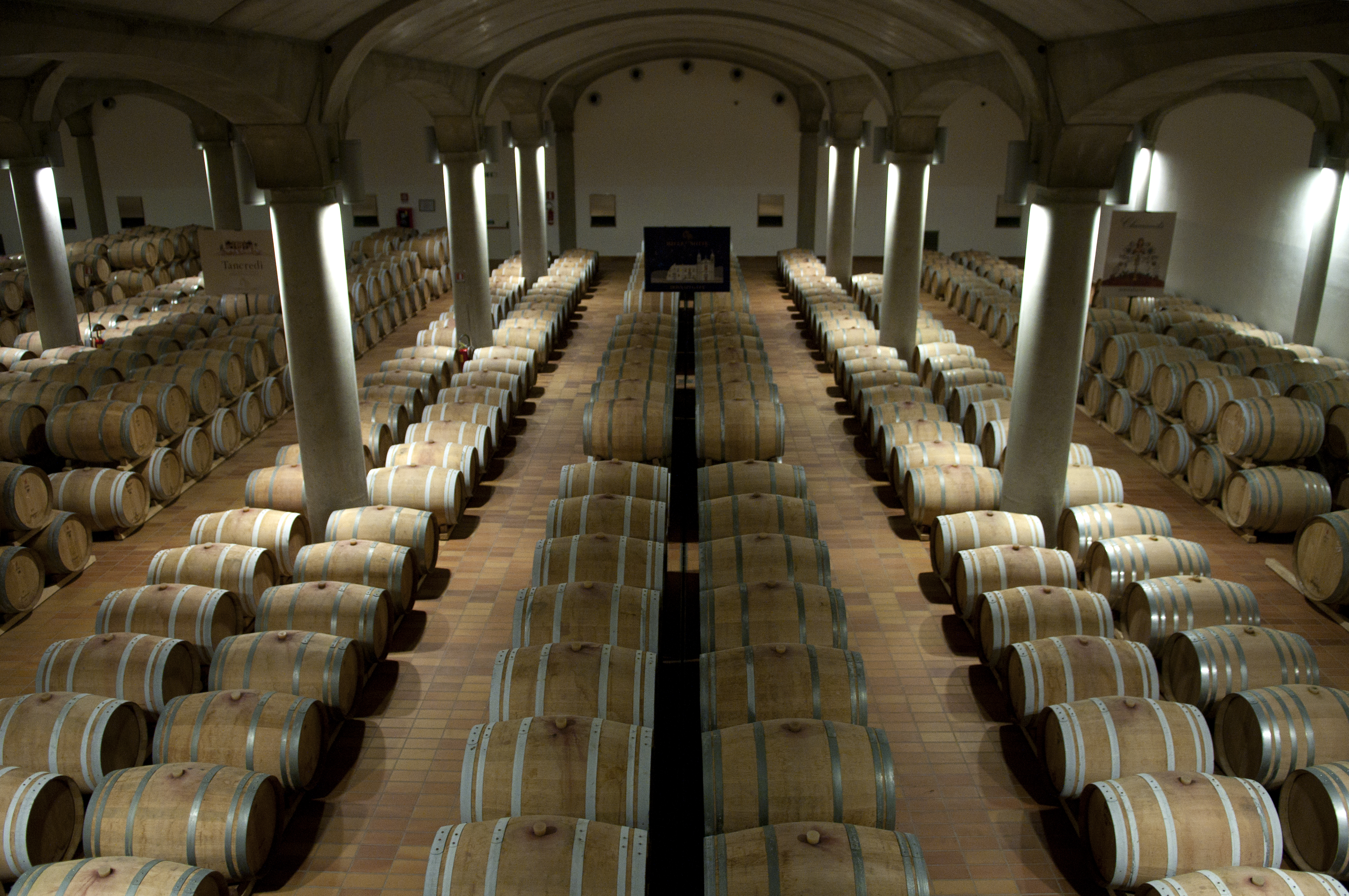
Cantine Donnafugata di Marsala

La coltivazione della vite e la vinificazione fu portato in Sicilia occidentale dai fenici fra il VIII e il VII secolo a.C. Nella Sicilia orientale la vitivinicoltura si diffuse sin dall'epoca della colonizzazione greca, (VII-VI sec. a.C.) con il tradizionale sistema detto ad "alberello".
Diversi sono i vitigni autoctoni dell'isola, sia bianchi sia rossi:
Zibibbo, (introdotto per opera dei Fenici a Pantelleria), Nero d'Avola, Grillo, Frappato, Perricone, Inzolia.
La nascita nel 1773 del Marsala come vino liquoroso è incentrata sulla figura del commerciante inglese John Woodhouse. Il Marsala è stato il primo vino DOC della storia vinicola italiana.
Anche il vino Bianco d'Alcamo ha ottenuto il riconoscimento Denominazione di origine controllata.
Dopo che per decenni il vino siciliano è stato utilizzato come vino da taglio per i vini francesi e piemontesi, per la forte gradazione alcolica, a partire dagli anni '60 l'affinarsi delle tecniche di vinificazione ha portato all'istituzione di numerosi vini a denominazione d'origine controllata. Il solo libero consorzio comunale di Trapani produce il 10% del vino italiano.

## Monumenti e luoghi d'interesse

### Luoghi di interesse archeologico
La presenza di lunga data dell'uomo in Sicilia ha fatto sì che l'isola sia piena di luoghi d'interesse archeologico. Questa è una breve lista delle aree archeologiche:
- Libero consorzio comunale di Agrigento: Valle dei Templi, Eraclea Minoa, monte Adranone, villa romana di Durrueli, parco della Divina Commedia.
- Libero consorzio comunale di Caltanissetta: Vassallaggi, Sabucina, Gibil Gabib, acropoli, fortificazioni, terme ed emporio di Gela.
- Città metropolitana di Catania: Collina vulcanica di Paternò, Pietralunga, Adranon, Occhiolà, monte Turcisi, Xiphonia.
- Libero consorzio comunale di Enna: Morgantina e il granaio, Villa del Casale, Centuripe, Fondaco Cuba di Catenanuova.
- Città metropolitana di Messina: terme di Bagnoli, Alesa Arconidea, Naxos, villa di Patti, Tauromenium, Terme Vigliatore, Abakainon, Tyndaris.
- Città metropolitana di Palermo: grotta dell'Addaura, grotte della Gurfa, Iaitas, Entella, Himera, Hippana, Solunto.
- Libero consorzio comunale di Ragusa: Cava d'Ispica, Cava Lazzaro, Castiglione, Kamarina, Kasmenai, Kaukana, Scornavacche.
- Libero consorzio comunale di Siracusa: Akrai, Cava del Rivettazzo, Cozzo Collura, Eloro, Megara Hyblaea, Neapolis, Pantalica, villa del Tellaro, Thapsos, Casmene, Leontinoi.
- Libero consorzio Comunale di Trapani: Cave di Cusa, grotta del Genovese, grotte di Scurati, grotta dell'Uzzo, Lilibeo, Mozia, Segesta, Selinunte, fornaci romane di Alcamo.

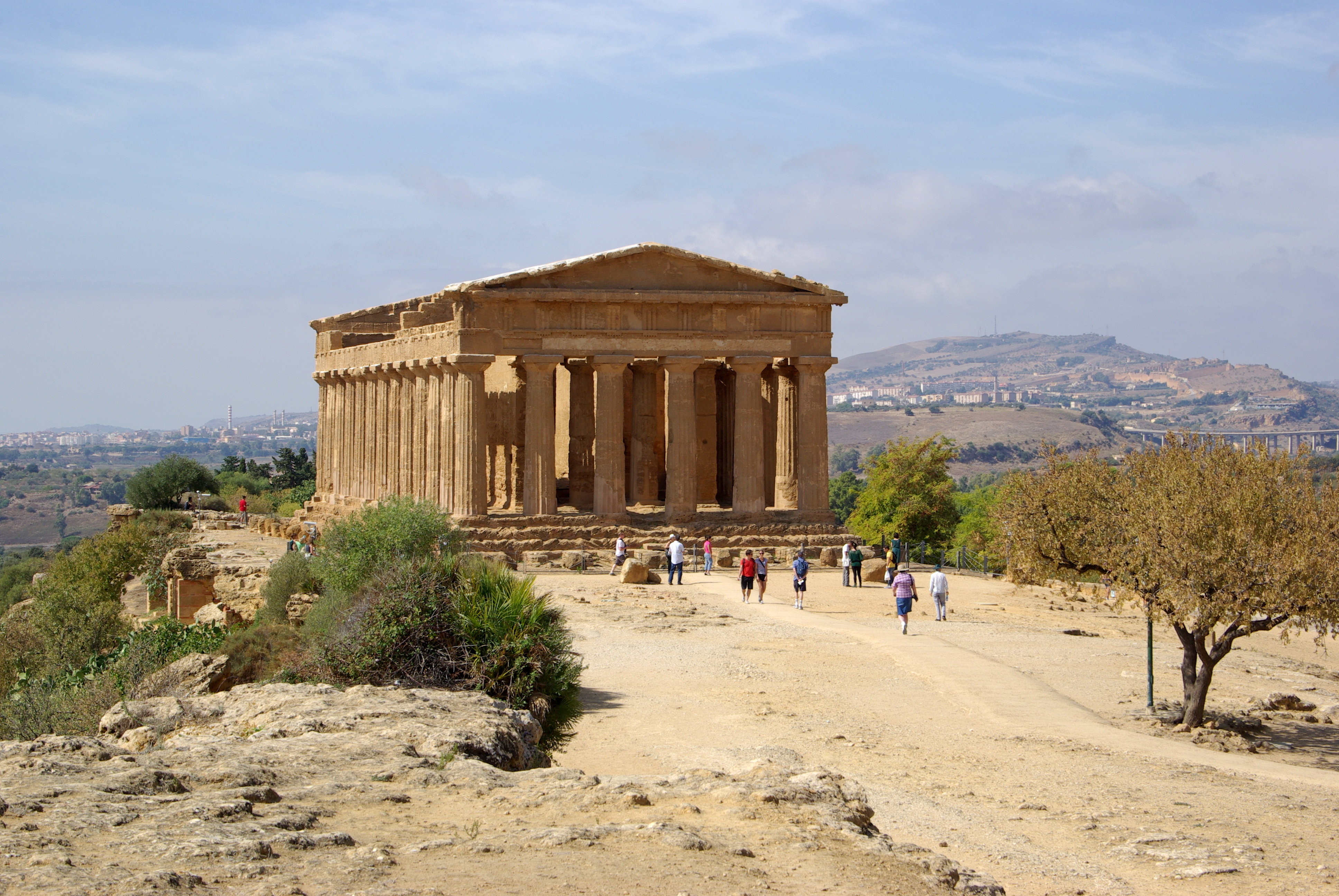
Tempio della Concordia nella Valle dei Templi
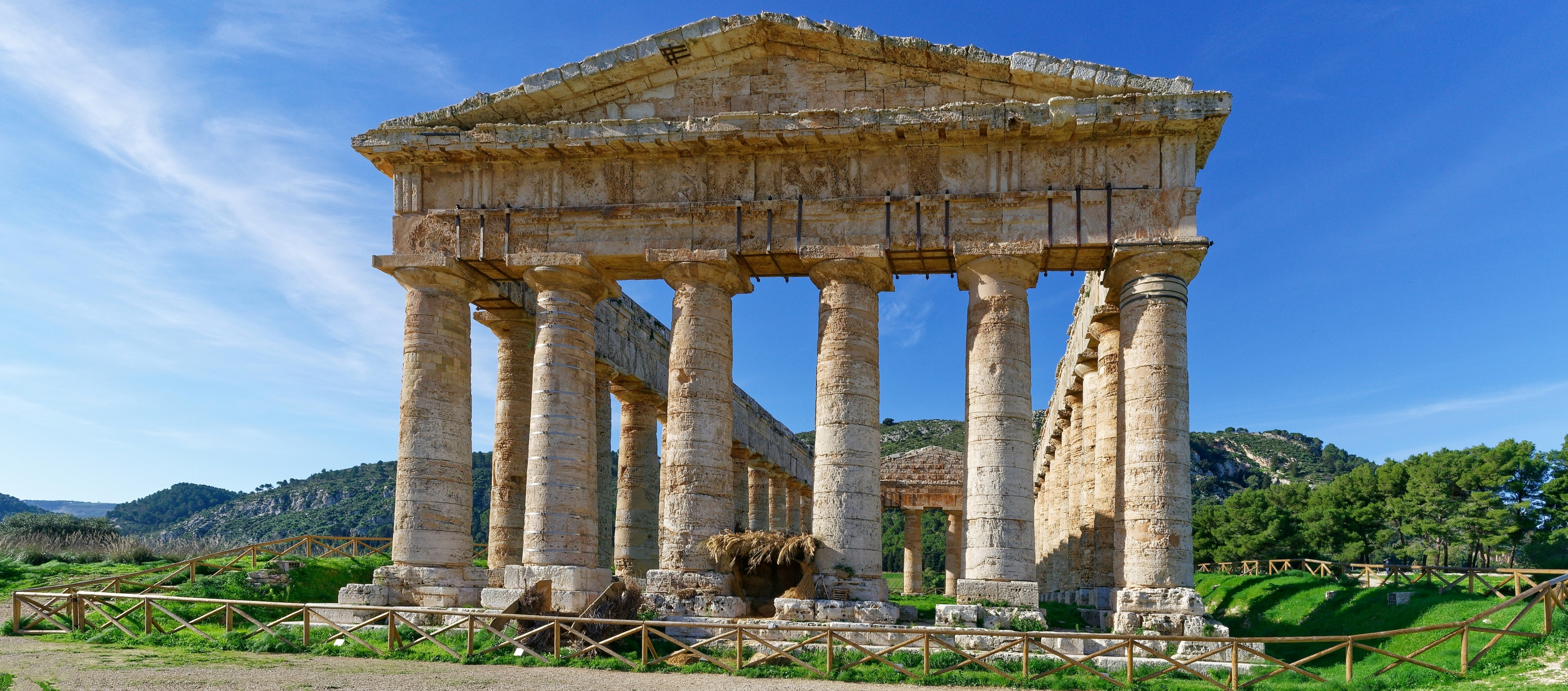
Tempio di Segesta
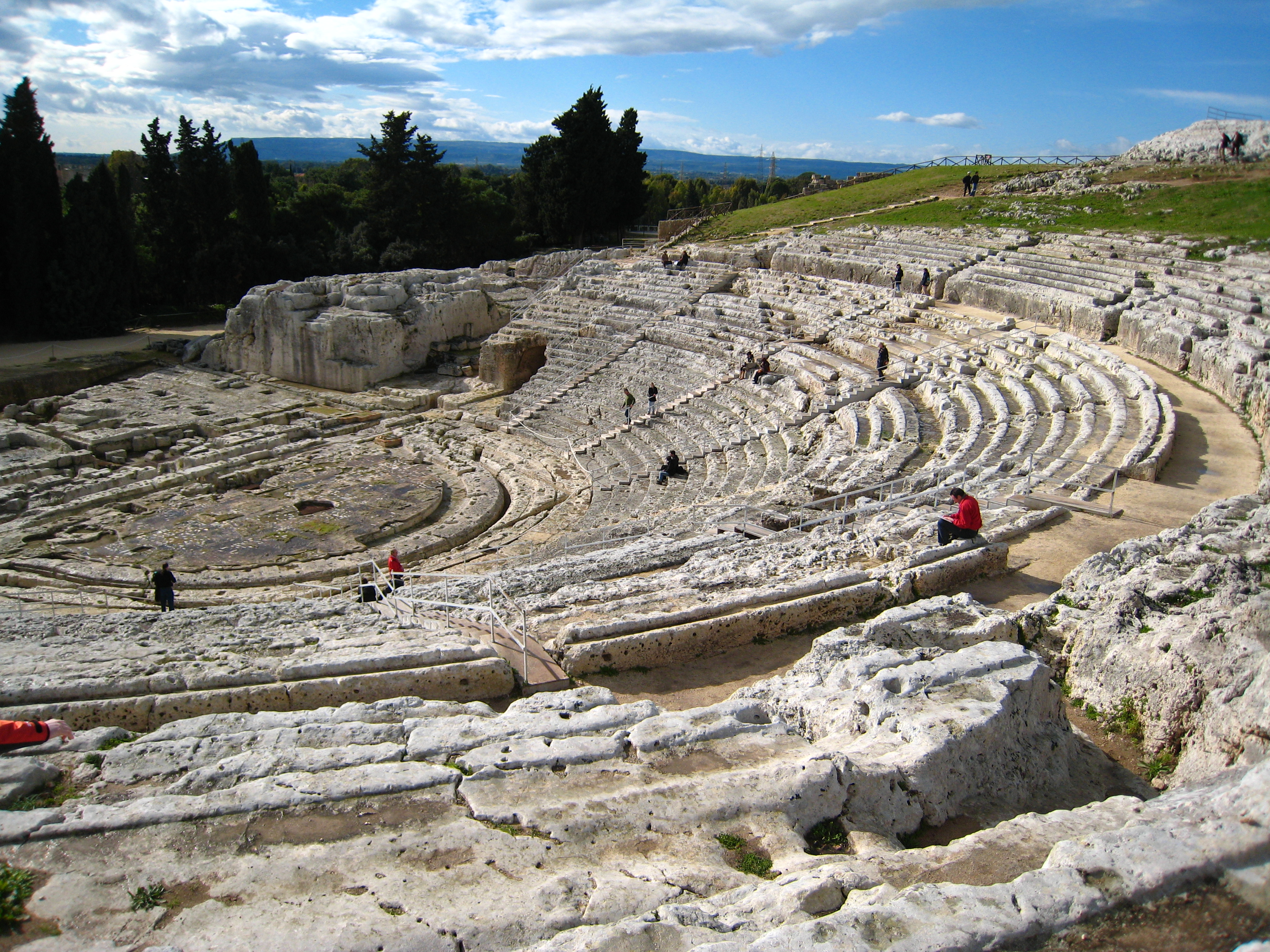
Teatro greco di Siracusa
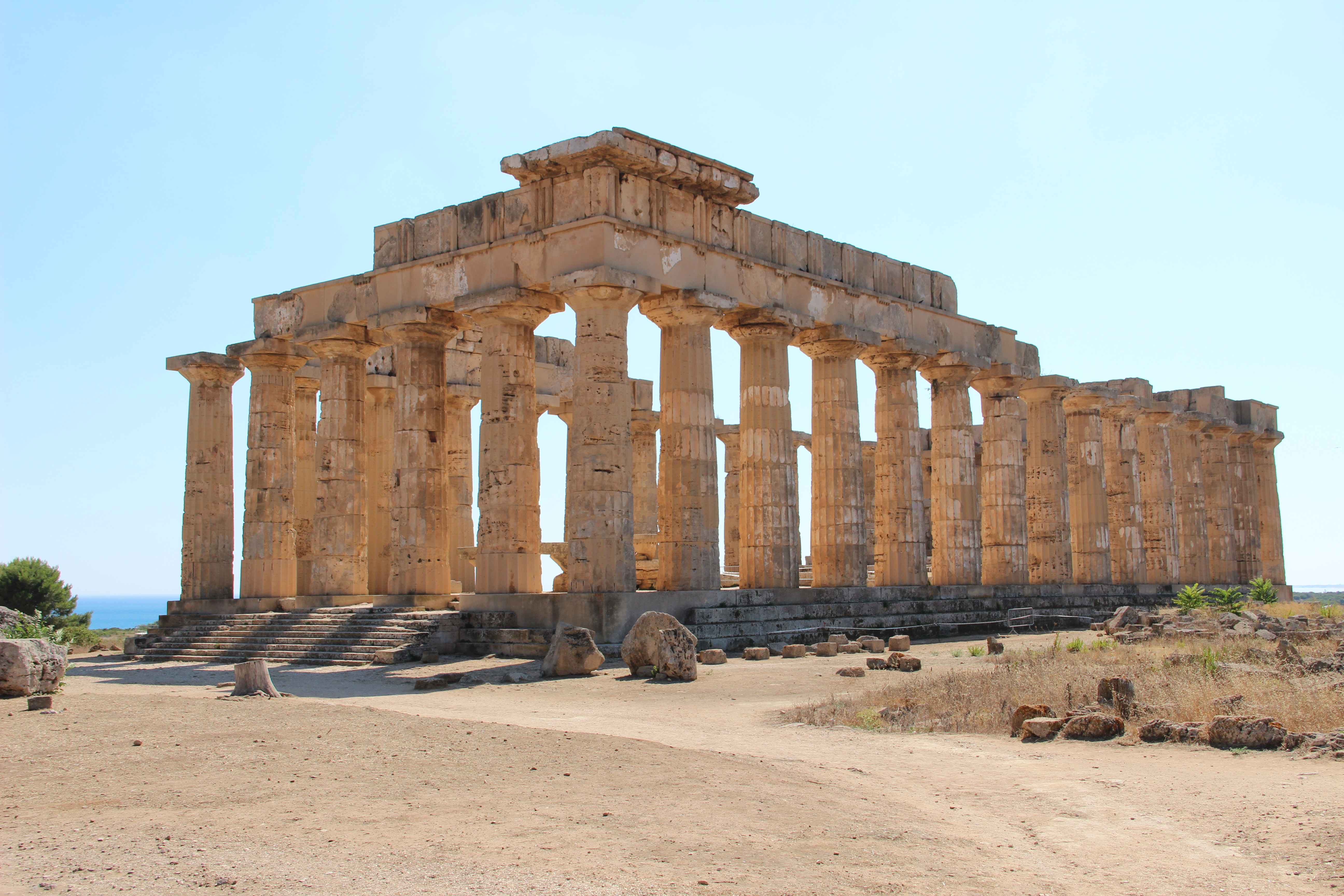
Tempio E di Selinunte
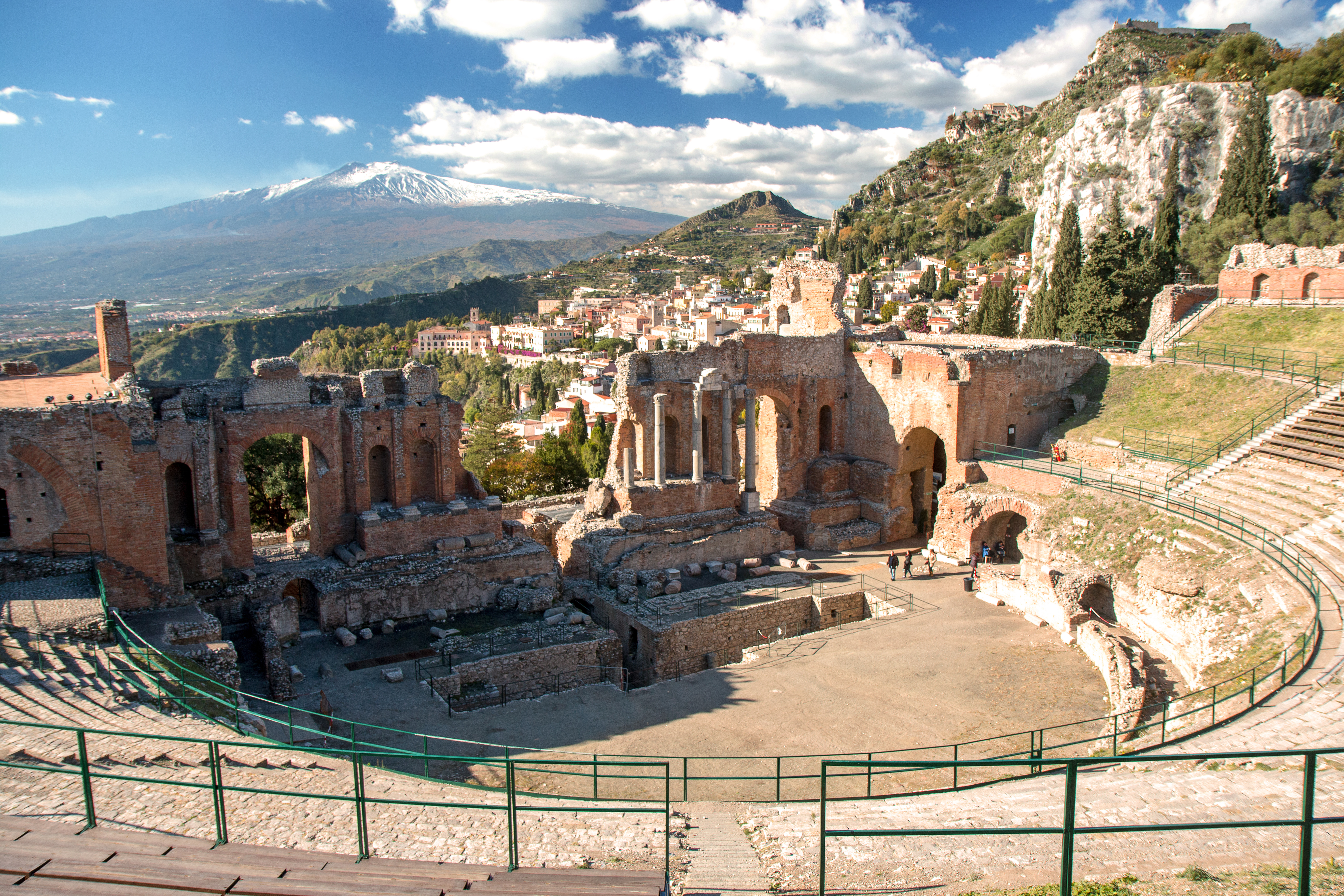
Teatro greco-romano di Taormina
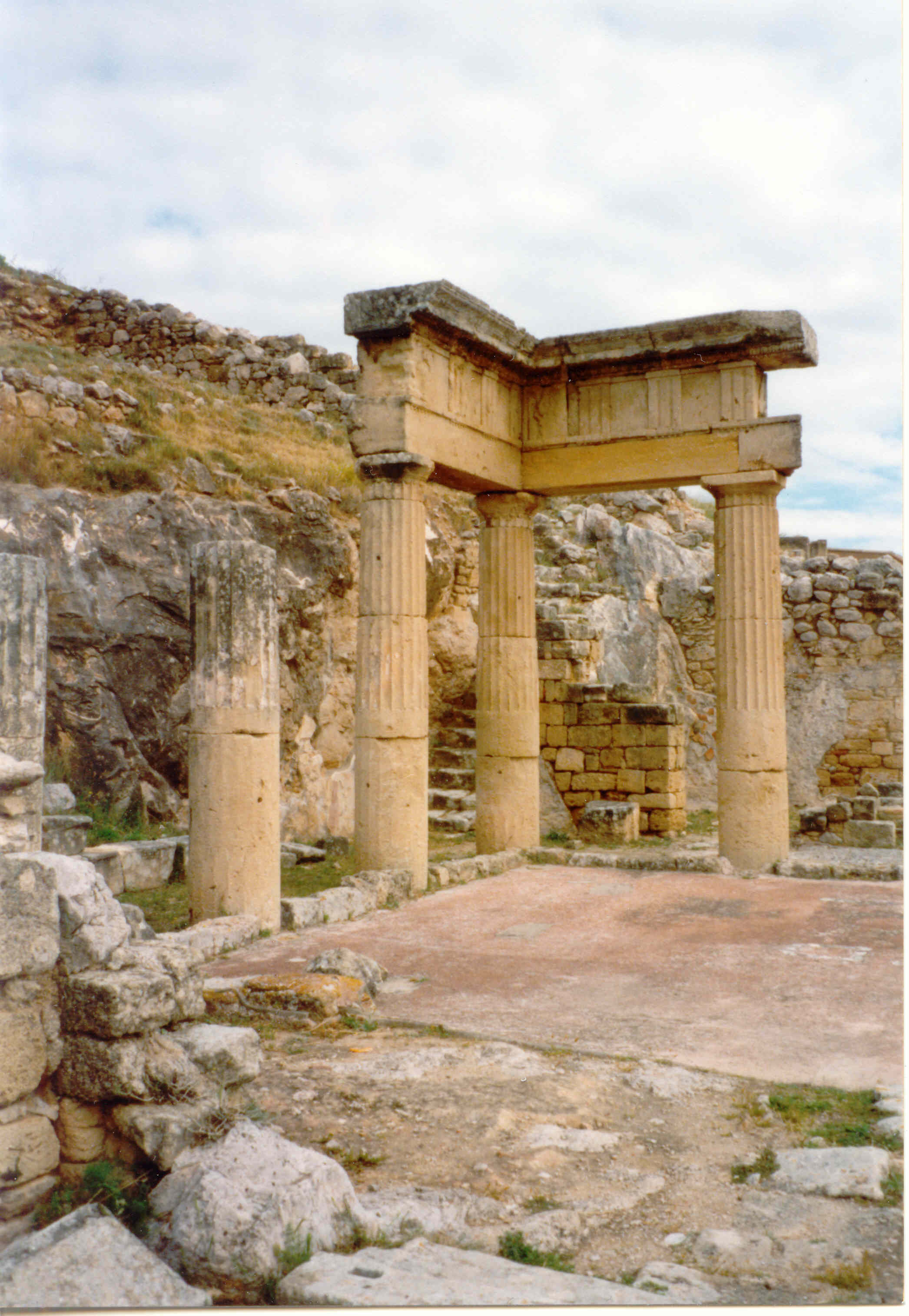
Solunto
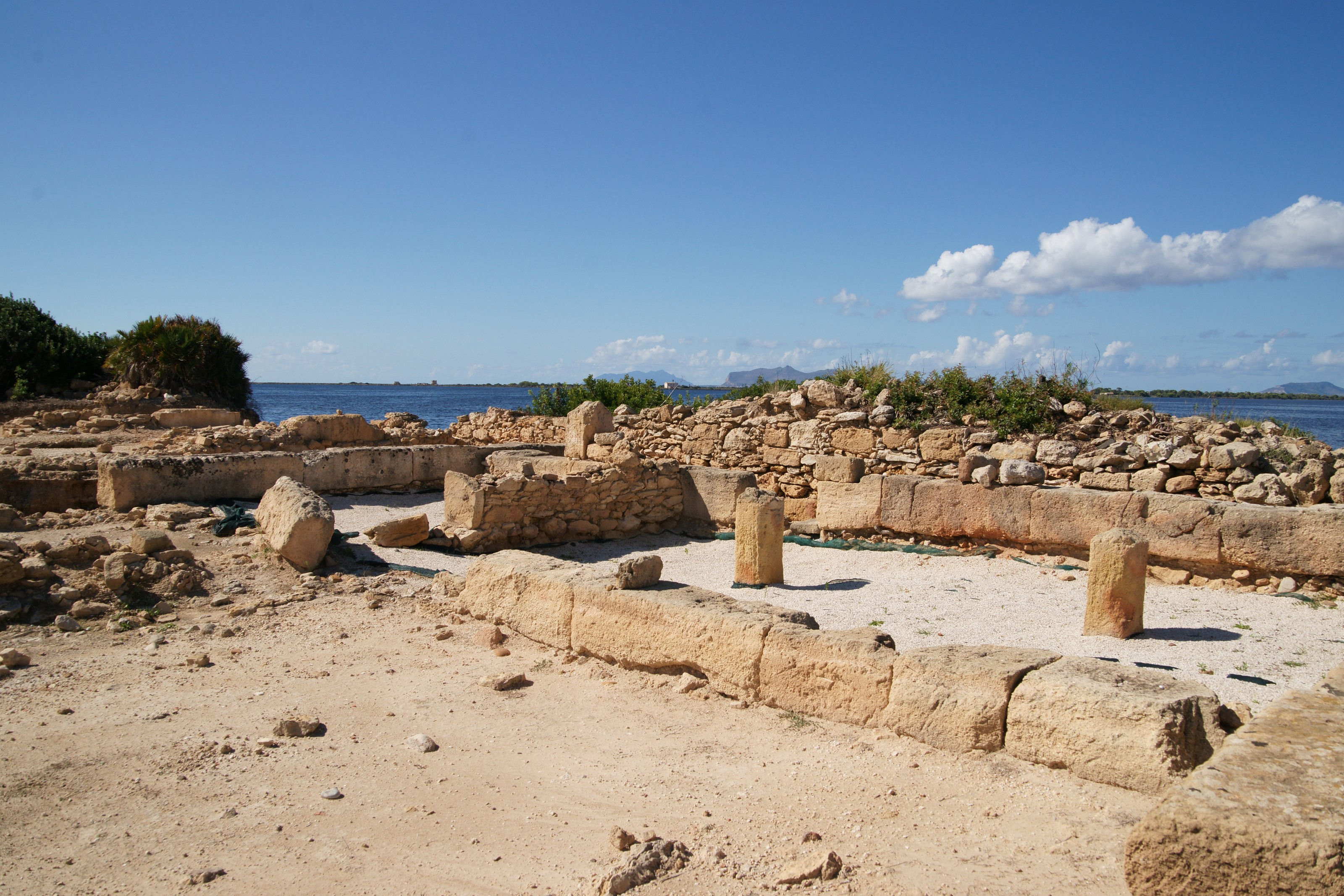
Mozia
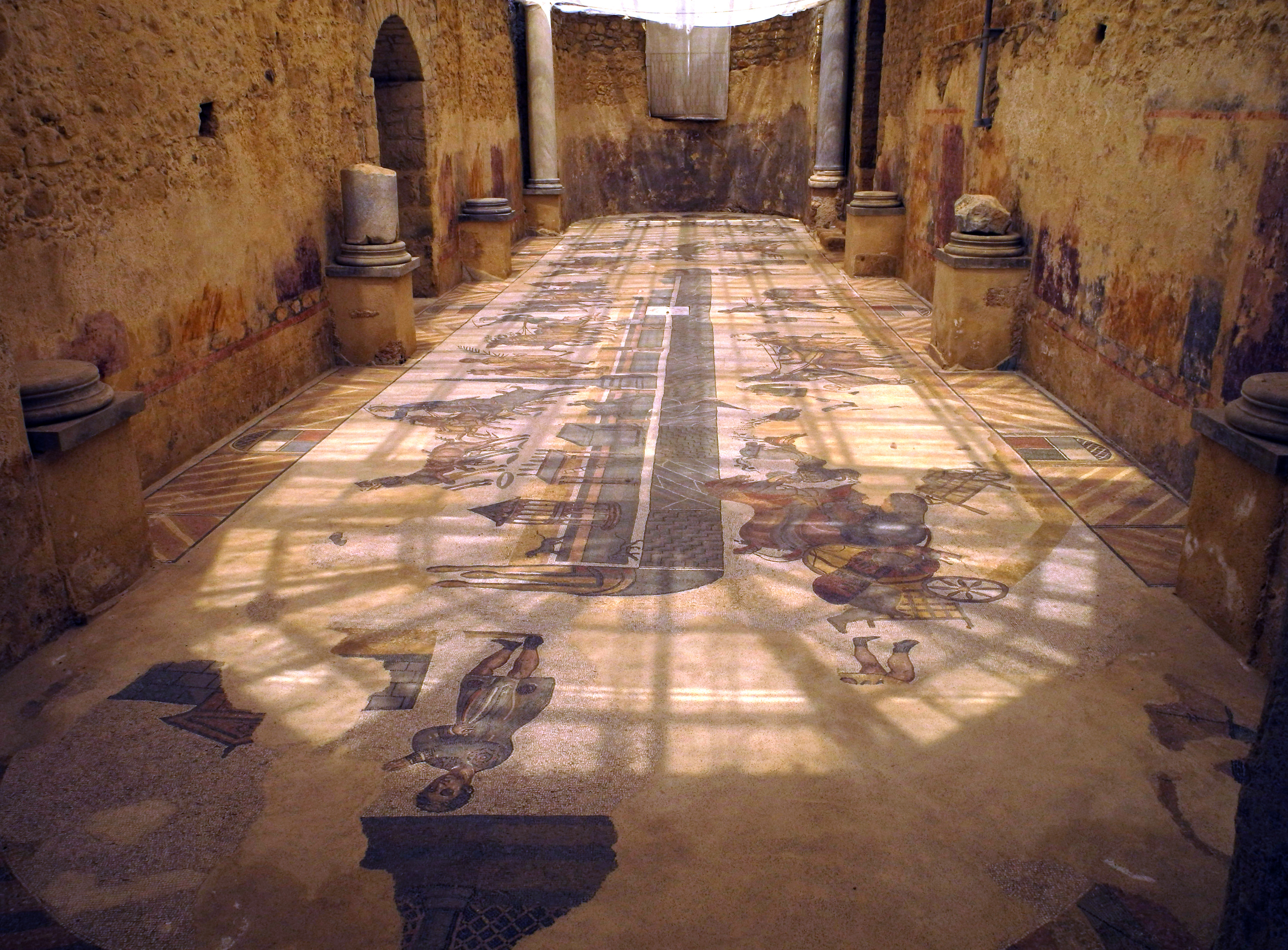
Villa romana del Casale
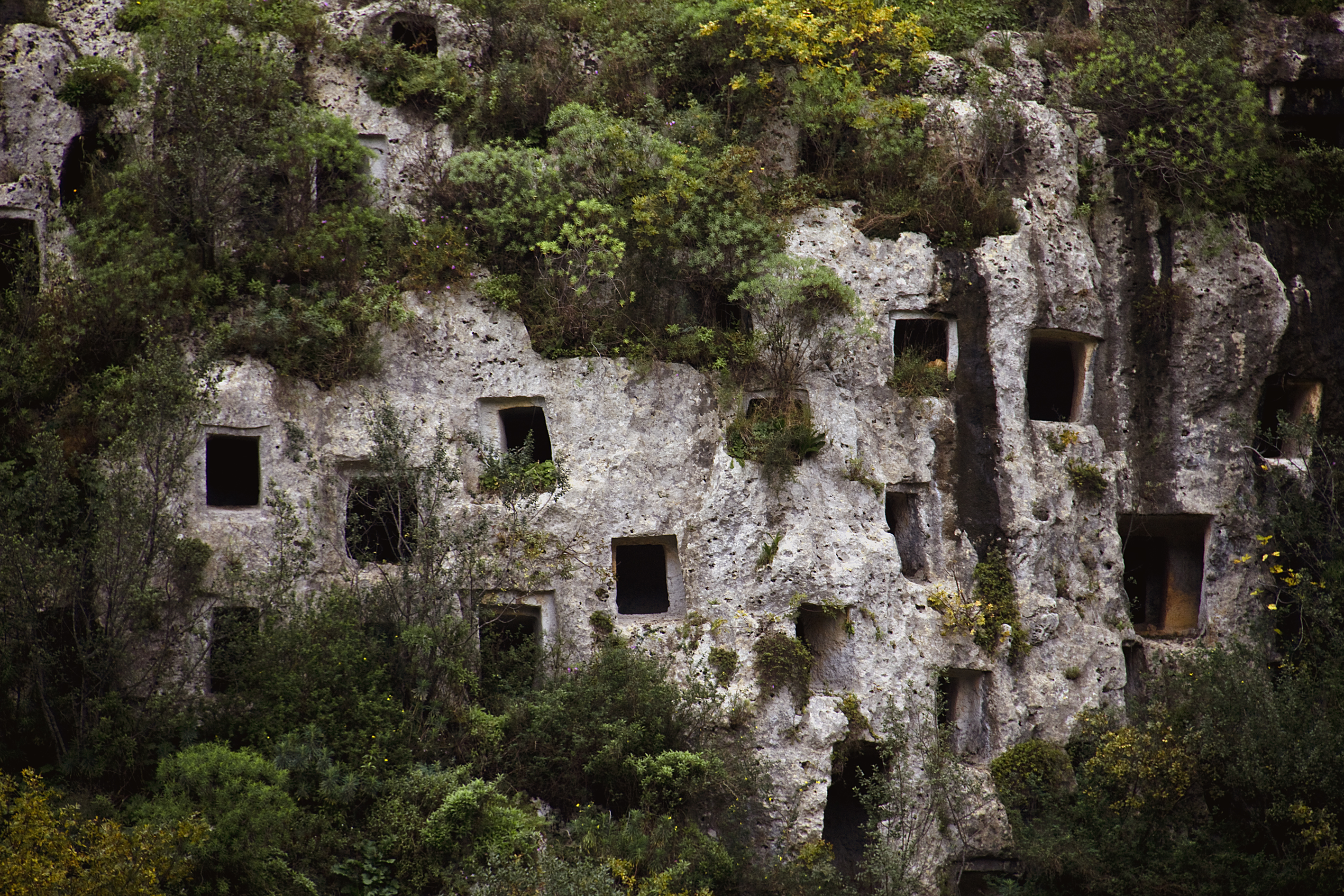
Necropoli di Pantalica
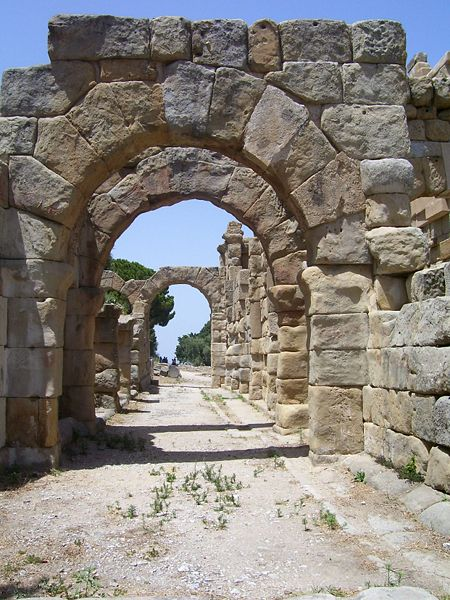
Area archeologica di Tindari

### Luoghi di interesse artistico

#### Architettura arabo-normanna

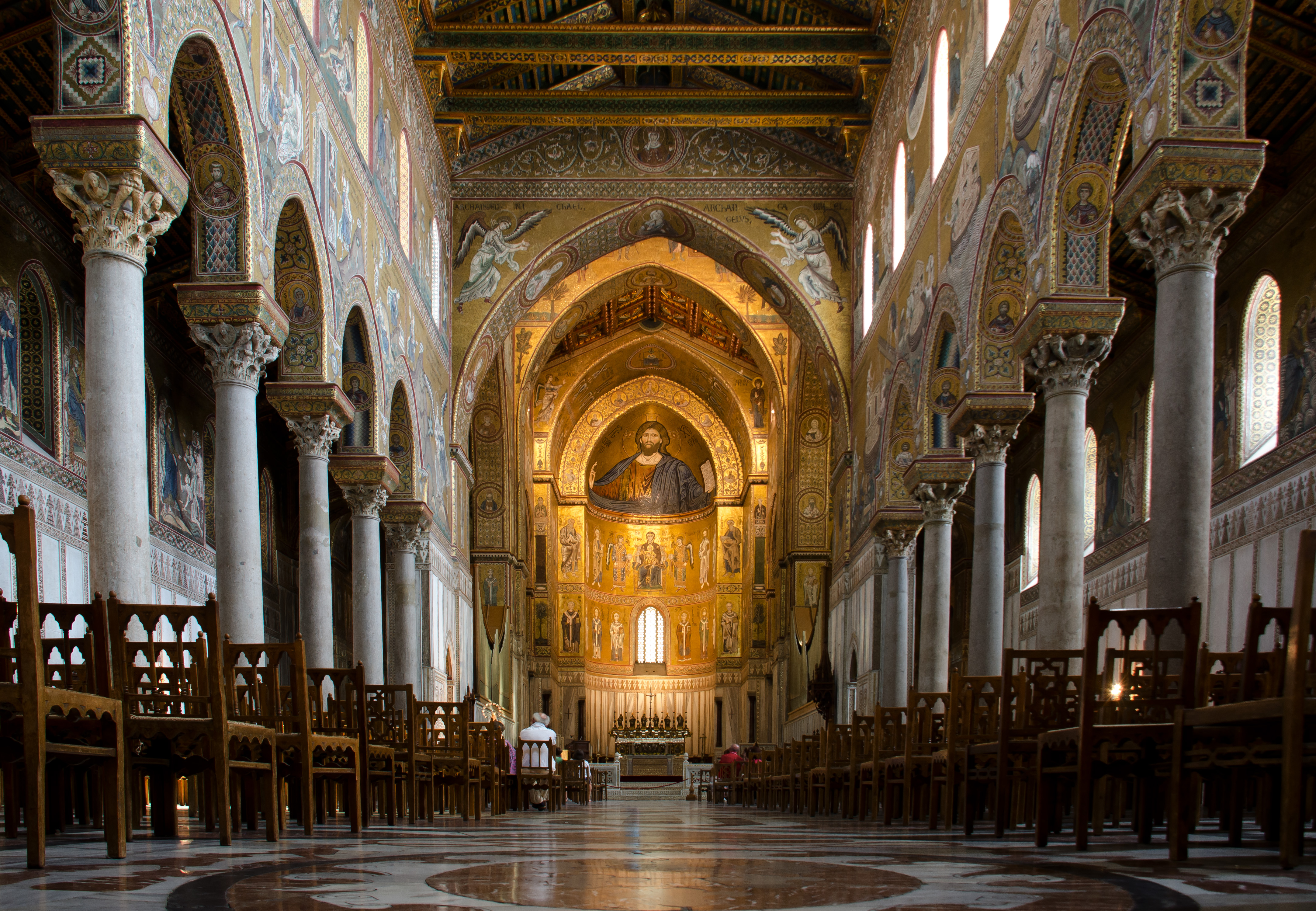
Duomo di Monreale

L'architettura arabo-normanna è lo stile del costruire proprio dell'epoca normanna, che si diffuse principalmente in Sicilia nel XII secolo.
L'aggettivo "arabo" deriva da alcuni elementi architettonici-decorativi riconducibili al mondo arabo-musulmano; mentre quello "normanno" dall'architettura, dalla cultura e stirpe reale dominante. L'apice dello stile si conosce specialmente ad un secolo quasi dalla conquista della Sicilia da parte dei Normanni, avvenuta nel 1071, quando i nuovi reali cercarono di creare un proprio stile architettonico che, racchiudesse le varie culture presenti sull'isola.
Definizione "romantica" ottocentesca, vuol quindi sottolineare le caratteristiche culturali e artistiche vigenti nel periodo, le quali elaborarono una sintesi architettonica unica comprendente vari stili (romanico-gotico, bizantino, arabo, normanna). Durante il dominio normanno, in Sicilia nei secoli XI e XII, queste tipologie d'arte sincretizzate diedero luogo ad una fioritura di edifici, capolavori della scuola architettonica arabo-normanna.

#### Barocco siciliano

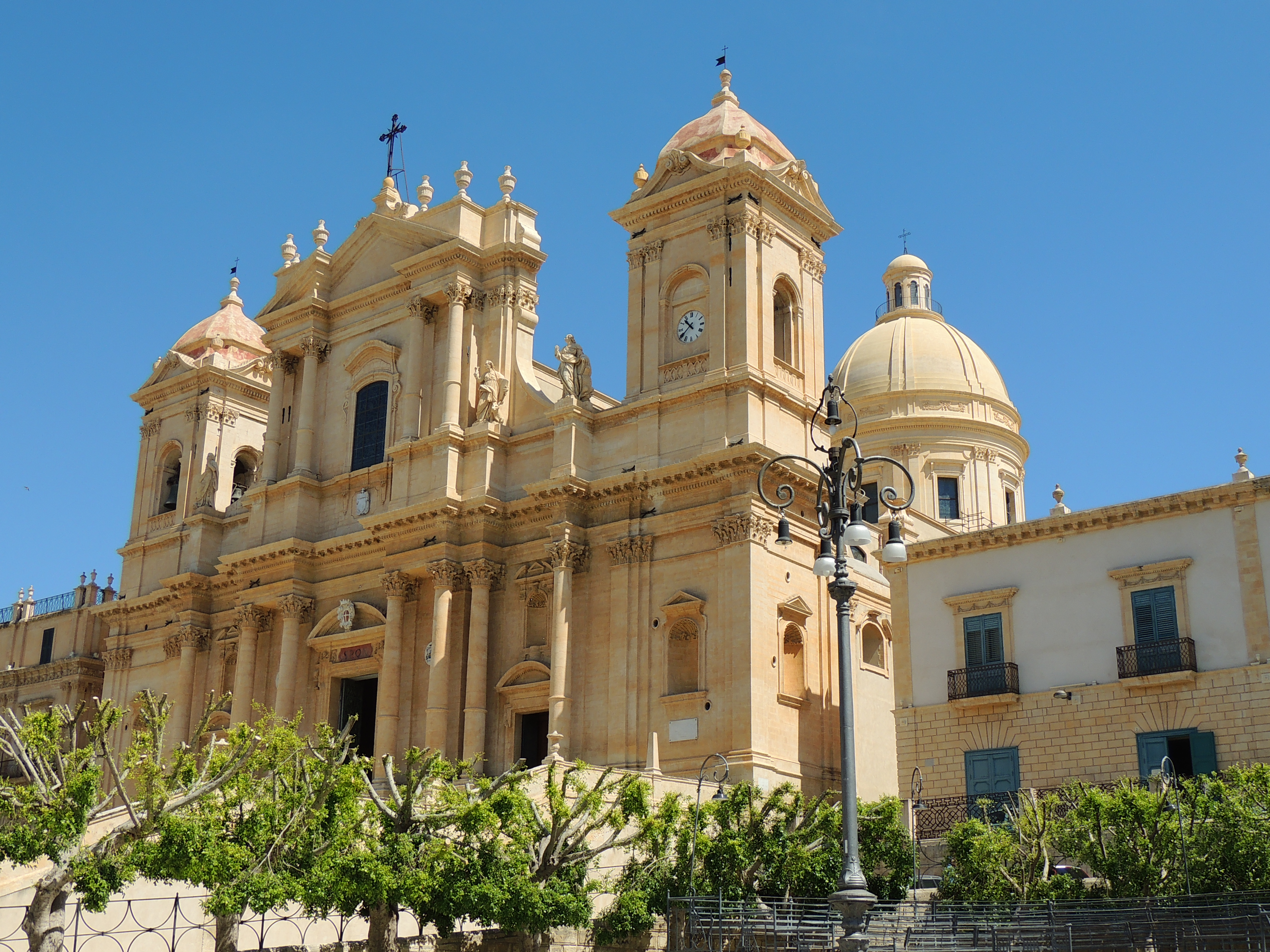
Cattedrale di Noto

In seguito al fiorire di interventi di ricostruzione succeduti al devastante terremoto che investì il Val di Noto nel 1693 alcuni artisti adottarono uno stile comune che oggi ricade sotto la denominazione di barocco siciliano. Prima di questa data il barocco era stato impiegato nell'isola in modo ingenuo, evoluto dall'architettura autoctona piuttosto che derivato dai grandi architetti barocchi di Roma. In seguito al sisma, molti architetti locali adottarono questo stile, che è riconoscibile non solo dalle sue tipiche linee curve e motivi decorativi barocchi ma anche dalle ghignanti maschere e putti, e dall'apparenza particolarmente sgargiante raramente visibile altrove. La loro interpretazione dello stile condusse a una forma d'arte personalizzata e radicata nei vari territori come il
Val di Noto (liberi consorzi comunali di Ragusa e Siracusa) e la città metropolitana di Catania. Nel penultimo decennio del XVIII secolo lo stile finì con l'essere rimpiazzato dalle nuove mode che proponevano il neoclassicismo.

### Siti patrimonio dell'umanità UNESCO
Patrimoni dell'umanità
In Sicilia sette siti hanno avuto il titolo di patrimonio dell'umanità dall'UNESCO per la loro importanza storica, artistica, archeologica e naturalistica:

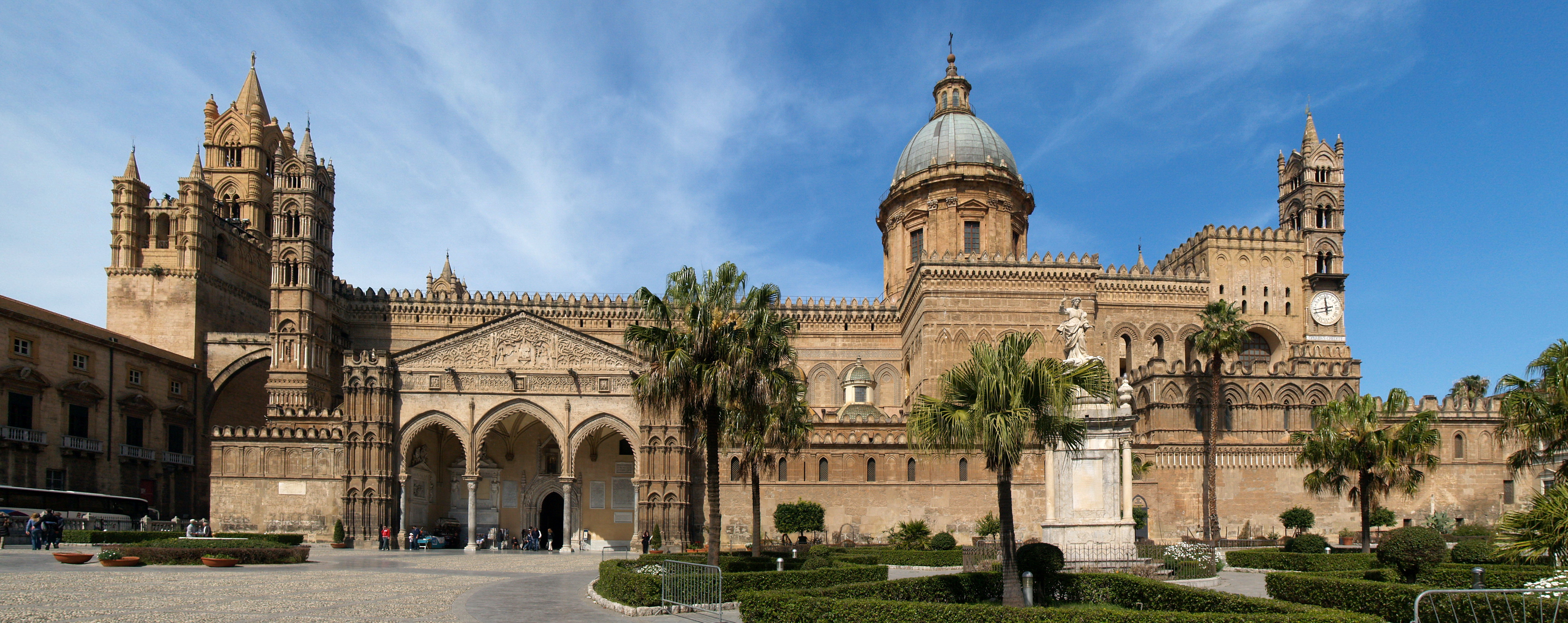
Cattedrale di Palermo.

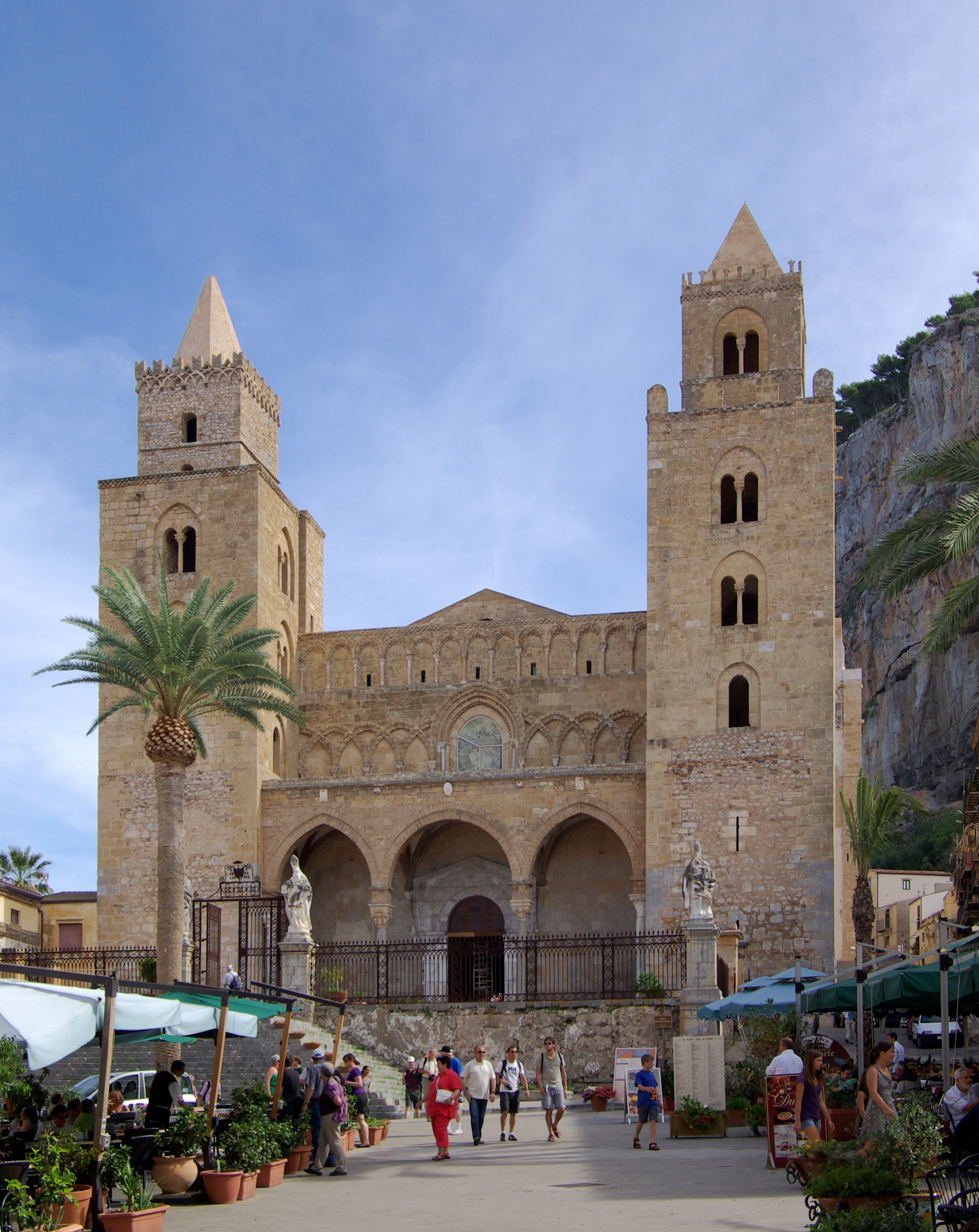
Duomo di Cefalù.

- Villa del Casale di Piazza Armerina (1997);
- Parco archeologico e paesaggistico della Valle dei Templi di Agrigento (1997);
- Isole Eolie (2000);
- Città tardo barocche del Val di Noto (2002);
- Siracusa e la necropoli rupestre di Pantalica (2005);
- Monte Etna (2013);
- Palermo arabo-normanna e le cattedrali di Cefalù e Monreale (2015).

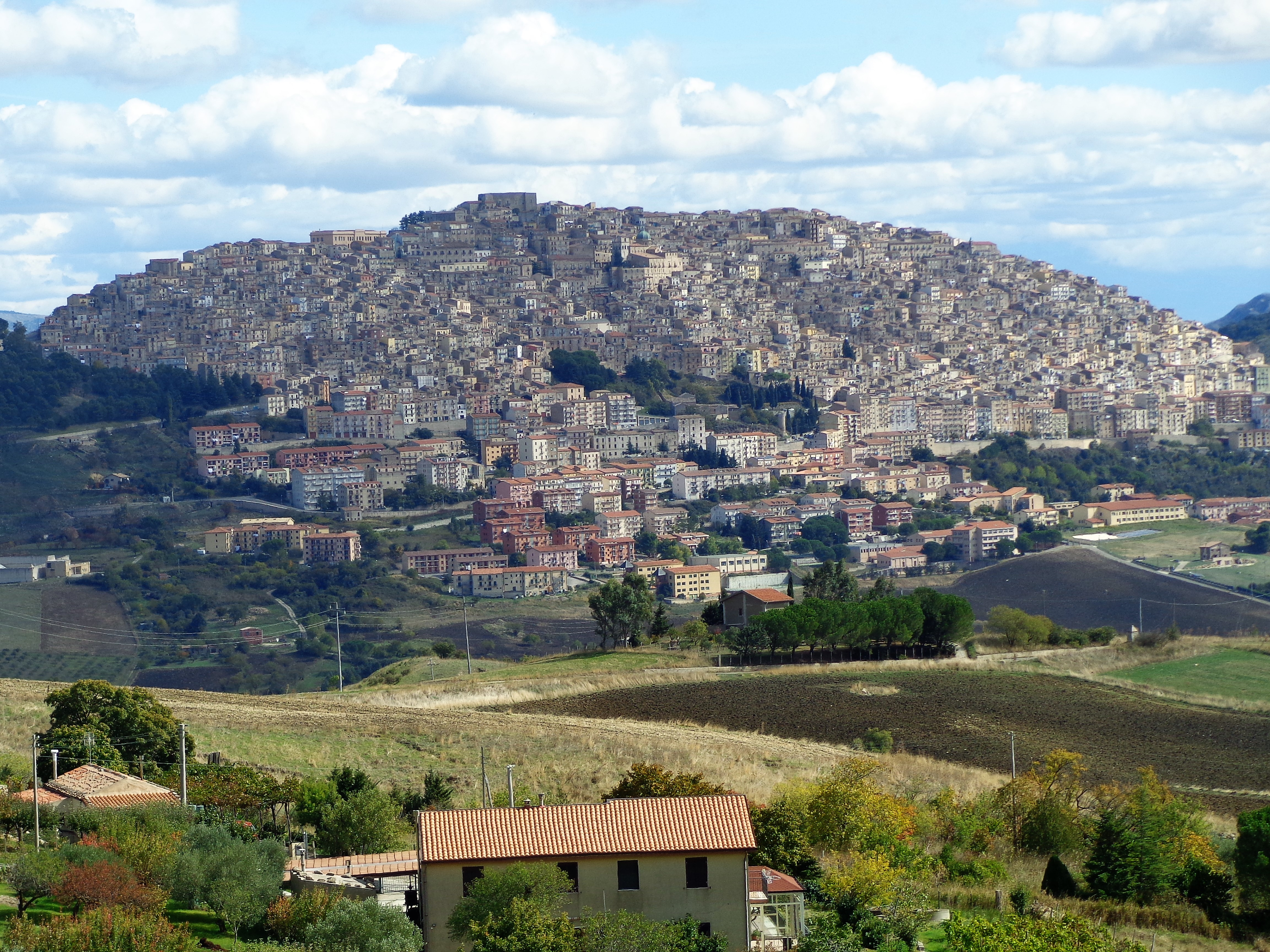
Gangi, Borgo dei Borghi 2014.

Sono in fase di candidatura altri due siti:
- isola di Mozia e Lilibeo: la civiltà fenicio-punica in Italia[92];
- Taormina e l'Isola Bella[93].

Anche per il sito geologico della Scala dei Turchi e per la Settimana Santa di Caltanissetta sono state avviate le pratiche al fine di ottenere il riconoscimento.
Patrimoni orali e immateriali dell'umanità
La Sicilia annovera anche due iscrizioni tra i patrimoni orali e immateriali dell'umanità:
- L'opera dei pupi (2001, primo patrimonio italiano a essere inserito nella lista);
- La coltivazione "ad alberello" dello Zibibbo di Pantelleria (2014, prima pratica agricola a essere inserita nella lista).[94]

Per i patrimoni orali e immateriali dell'umanità è in fase di candidatura la tecnica settecentesca di lavorazione del cioccolato modicano.
L'isola inoltre condivide insieme al resto della nazione e altri sei paesi (Marocco, Grecia, Spagna, Cipro, Croazia, e Portogallo) il riconoscimento per la dieta mediterranea, (2013)
Altri riconoscimenti UNESCO
Il Rocca di Cerere Geopark e il Parco delle Madonie sono stati inseriti nella lista dei Geoparchi mondiali UNESCO il 17 novembre 2015, nel corso della 38ª Sessione Plenaria della Conferenza Generale dell'UNESCO svoltasi a Parigi.
L'antica melurgia bizantina dell'Eparchia di Piana degli Albanesi fa parte del Registro Eredità Immateriali della Sicilia, istituito dalla Regione siciliana e riconosciuto patrimonio dell'umanità dall'UNESCO.

## Sport
Lo sport in Sicilia si è sviluppato a un certo livello solo dal secondo dopoguerra in poi. Resistono tuttora alcuni sport tradizionali, come l'antinna a mari e il liu-bo, ma per quanto riguarda gli sport famosi a livello internazionale solo recentemente si è arrivati al livello degli altri atleti nazionali.
Per quanto riguarda gli atleti, il primo oro alle Olimpiadi è merito di Francesco Gargano, per la sciabola ad Anversa nel 1920. Vuelta a España 2010, Giro d'Italia 2013 e Tour de France 2014 sono stati vinti dal messinese Vincenzo Nibali. Antonio Cairoli con nove titoli mondiali e 94 Gran Premi vinti è stato uno dei piloti di motocross più vittoriosi di sempre.

### Calcio
Il calcio è lo sport più seguito. Esso sbarcò in Sicilia alla fine dell'Ottocento, grazie ai marinai delle navi mercantili inglesi che ingaggiavano vere e proprie sfide con i portuali negli spiazzali dei porti di Palermo e Messina, città che vantano infatti due dei club calcistici più antichi dell'isola.
Nessuna compagine siciliana ha sinora conquistato un titolo nazionale di massima categoria. Le uniche squadre che hanno militato in Serie A sono Palermo, Catania e Messina, rispettivamente con 29, 17 e 5 partecipazioni al massimo campionato italiano a girone unico.
I rosanero hanno raggiunto il 5º posto in tre occasioni (2005-2006, 2006-2007 e 2009-2010), partecipando 5 volte all'Europa League, e hanno disputato tre finali di Coppa Italia (1974, 1979 e 2011). I rossazzurri si sono invece classificati per tre volte ottavi (1960-1961, 1964-1965, 2012-2013) e sono arrivati in semifinale nella Coppa Italia 2007-2008. Il Messina nella Serie A 2004-2005 si piazzò in 7ª posizione sfiorando la qualificazione in Coppa UEFA e ottenendo la possibilità di partecipare alla Coppa Intertoto, poi revocata per il mancato ottenimento della licenza UEFA da parte del sodalizio biancoscudato.
La prima squadra siciliana ad aggiudicarsi un trofeo nazionale è invece stata il Siracusa, vincendo la Coppa Italia Semiprofessionisti contro la Biellese il 17 giugno 1979. La medesima coppa, oggi ridenominata Coppa Italia di Serie C, è stata successivamente conquistata dal Palermo nel 1993 e dal Catania nel 2024. Nello stesso anno, il Trapani è diventato la prima squadra siciliana a vincere la Coppa Italia Serie D.
Le uniche squadre non capoluogo di provincia ad aver disputato campionati di Serie B sono il Licata Calcio e il Città di Acireale 1946.

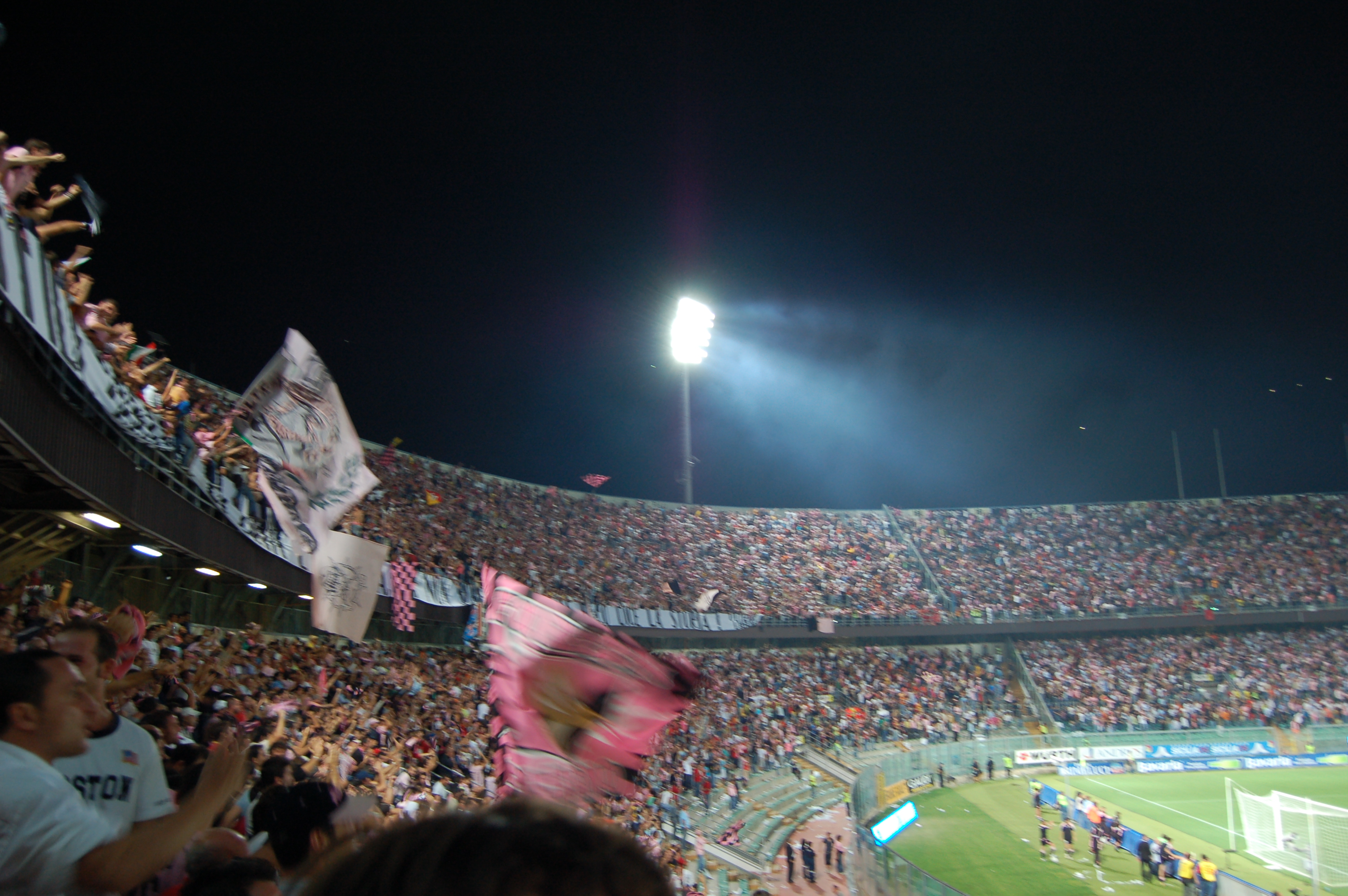
Tifosi di calcio del durante un derby regionale con il allo stadio Renzo Barbera.

Esistono numerose rivalità locali e regionali ma il derby Palermo-Catania è considerato per antonomasia derby di Sicilia e risale agli inizi del XX secolo quando il Catania si chiamava Unione Sportiva Catanese e il Palermo Anglo Palermitan Athletic e posteriormente Palermo Foot Ball and Cricket Club. Il primo derby nell'isola risale al 18 aprile 1901, giocato tra l'Anglo Palermitan Athletic e il Messina Football Club, conclusosi con la vittoria per 3-2 dell'Anglo Palermitan.

### Pallavolo

I pallavolisti della Paoletti Catania campione d'Italia 1977-1978, che portarono alla Sicilia il primo scudetto in uno sport di squadra.

Negli sport a squadre, il primo titolo nazionale risale allo scudetto di pallavolo del 1978, con la conquista del campionato italiano maschile di pallavolo da parte della Paoletti Catania. Da allora nei trent'anni successivi (fino a tutto il 2008) le squadre siciliane si sono aggiudicate in tutto 49 edizioni dei campionati nazionali (ma tra questi solo 8 volte a livello maschile) nei vari sport di squadra.

### Beach soccer
Il Catania Beach Soccer è il club più titolato d'Italia con 14 trofei nazionali complessivi: due campionati di Serie A, sei Coppe Italia e sei Supercoppe italiane. Milita in Serie A, il massimo campionato Italiano. Vanta inoltre varie partecipazioni alla massima competizione Europea, la Euro Winners Cup, tra cui una finale e una semifinale.

### Pallanuoto
Negli altri sport di squadra, la compagine più medagliata di sempre è l'Orizzonte Catania, che ha finora vinto 22 scudetti (di cui 15 consecutivi) nella Serie A femminile. Ha inoltre vinto 8 Coppe Campioni, 2 Supercoppa LEN, 1 Coppa LEN e 4 Coppe Italia.

### Pallacanestro
L'unica competizione europea è stata vinta dalla Trogylos Priolo (2 scudetti e un'Eurolega nella pallacanestro femminile). Nella pallacanestro da ricordare anche l'Orlandina, la più importante squadra siciliana maschile per numero di partecipazioni al massimo campionato nazionale (7) che vanta anche una partecipazione alla Basketball Champions League e Trapani Shark con attualmente alla sua seconda partecipazione in Lega Basket A. Mentre nel femminile lo Sport Club Alcamo ha disputato 6 volte il campionato di A1, raggiungendo la finale della Coppa Ronchetti.
La squadra che rappresenta la Sicilia è la Trapani Shark in Lega Basket A. E in tempi meno recenti la Pallacanestro Messina e CUS Palermo; quest’ultimo, però, dovette ritirarsi dopo appena una giornata di campionato a causa dello sbarco degli Alleati nel 1943 durante la seconda guerra mondiale.

### Altri sport di squadra
Altre squadre da ricordare sono il CUS Catania (13 scudetti tra hockey e canoa-polo) e l'Ortigia Siracusa (3 scudetti nella pallamano).
Da ricordare anche nel rugby l'Amatori Catania che ha avuto ottimi piazzamenti nella massima serie. Nel football americano gli Elephants Catania hanno giocato 2 finali del Superbowl italiano.

#### Squash
Per quanto riguarda lo squash, la New Squash Club Catania ha conquistato la Coppa Italia nel 2007 e uno scudetto nel 2016.

### Eventi internazionali

La Targa Florio, dipinto di Margaret Bradley del 1930, riprodotto nel francobollo che ne celebra il centenario.

L'evento internazionale più seguito sin dai primi anni del Novecento, è sicuramente la Targa Florio tra le strade di Caltanissetta e Palermo sulle montagne delle Madonie. Gara automobilistica conosciuta in tutto il mondo fin dalla sua fondazione nel 1906 per opera di Vincenzo Florio Jr., dall'anno 1977 tale corsa, per problemi di sicurezza, si trasformò in rally di interesse locale o nazionale così da essere declassata a livello internazionale. L'evento internazionale che è stato per anni l'appuntamento fisso della Sicilia è stato il Gran Premio di Formula 2 (poi Formula 3000) all'autodromo di Pergusa. L'evento più importante in assoluto probabilmente è stata la XIX Universiade, ospitata nel 1997 tra Palermo, Catania, Messina e altri centri minori. Segue l'Europeo femminile Italia 1968 di pallacanestro, disputato a Messina, Ragusa, Catania e Palermo. Nel 2003 Catania è stata la sede dei Giochi Mondiali Militari e nel 2006 ha ospitato il Campionato Europeo di hockey su prato.

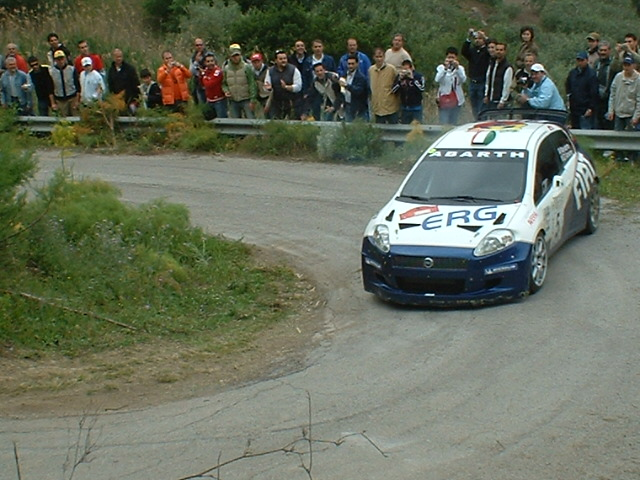
Un'auto in un momento della competizione Rally Targa Florio nella città metropolitana di Palermo.

Per quanto attiene l'atletica leggera, l'evento più conosciuto a livello internazionale è il giro podistico internazionale di Castelbuono la corsa su strada più antica d'Europa che si corre ogni anno il 26 luglio dal 1912.
Il Trofeo Sant'Agata è una corsa podistica su strada che si corre tutti gli anni il giorno 3 febbraio per le strade del centro di Catania. Nelle sue 47 edizioni, ha visto fra i partecipanti Stefano Baldini vincitore della maratona all'Olimpiade di Atene 2004.
Nel 1994 si sono tenuti in Sicilia il Campionato del mondo di ciclismo su strada e i Campionati del mondo di ciclismo su pista: Catania ospitò le prove a cronometro su strada, Agrigento quelle in linea su strada e Palermo quelle su pista. Altri eventi di rilievo sono state le 3 partite dei Mondiali di calcio Italia 1990, ospitate allo Stadio La Favorita di Palermo (Olanda-Egitto 1-1; Eire-Egitto 0-0; Olanda-Eire 1-1). Nel 2005 e 2006 Trapani ha ospitato le regate Act 8 & 9 della Louis Vuitton Cup.
Nel 1999, 2006 e 2011 Palermo ha ospitato i Jeux des îles, dei quali la Sicilia è prima per numero di edizioni vinte.
Nel 2002 Palermo ha ospitato i mondiali di baseball. Nel 2006 Messina ha ospitato gli europei di softball.
Nel 2008 Acireale ha ospitato i mondiali di scherma junior e cadetti. Nel 2011 Catania ha ospitato i mondiali di scherma. Nel 2014 Gela ha ospitato i mondiali di boxe. Nel 2016 Siracusa ha ospitato i mondiali di Canoa-polo.
Nel 2018 Catania ha ospitato i Jeux des îles.

### Principali impianti sportivi
| Comune        | Stadi di calcio                            | Capienza |
| ------------- | ------------------------------------------ | -------- |
| Messina       | Stadio San Filippo-Franco Scoglio          | 40.200   |
| Palermo       | Stadio Renzo Barbera                       | 36.349   |
| Catania       | Stadio Angelo Massimino                    | 21.530   |
| Sciacca       | Stadio Luigi Riccardo Gurrera              | 18.000   |
| Caltanissetta | Stadio Marco Tomaselli                     | 15.000   |
| Acireale      | Stadio Aci e Galatea                       | 14.500   |
| Marsala       | Stadio Antonino Lombardo Angotta           | 13.500   |
| Messina       | Stadio Giovanni Celeste                    | 12.000   |
| Palermo       | Velodromo Paolo Borsellino                 | 12.000   |
| Agrigento     | Stadio Esseneto                            | 10.000   |
| Licata        | Stadio Dino Liotta                         | 11.000   |
| Trapani       | Stadio polisportivo provinciale di Trapani | 7.787    |

| Comune          | Palasport                  | Capienza |
| --------------- | -------------------------- | -------- |
| Catania         | PalaNesima                 | 6.500    |
| Palermo         | Palasport Fondo Patti      | 6.000    |
| Messina         | PalaRescifina              | 5.500    |
| Acireale        | Palazzetto dello Sport     | 5.500    |
| Catania         | PalaCatania                | 5.000    |
| Caltanissetta   | PalaCarelli                | 5.000    |
| Trapani         | PalaShark                  | 4.490    |
| Priolo Gargallo | PalaAcer                   | 4.000    |
| Cefalù          | Palasport Marzio Tricoli   | 4.000    |
| Ragusa          | PalaMinardi                | 3.800    |
| Capo d'Orlando  | PalaFantozzi               | 3.613    |
| Favara          | PalaGiglia                 | 3.500    |
| Gela            | PalaLivatino               | 2.600    |
| Giarre          | PalaGiarre                 | 2.500    |
| Caltagirone     | Palasport Don Pino Puglisi | 2.500    |